# Guerra de la Triple Alianza
La guerra de la Triple Alianza o guerra del Paraguay (llamada por los paraguayos Guerra Grande, guerra contra la Triple Alianza o Guerra Guasu) fue el conflicto militar en el cual la Triple Alianza ―una coalición formada por el Imperio del Brasil, Uruguay y Argentina– luchó militarmente contra Paraguay entre 1864 y 1870.
Existen varias teorías respecto de los detonantes de la guerra. En esencia, el revisionismo argentino y la visión tradicional paraguaya atribuyen un papel preponderante a los intereses del Imperio británico.
 La historiografía liberal clásica pone el acento en la agresiva política del mariscal Francisco Solano López respecto de los asuntos rioplatenses.
El conflicto se desencadenó a fines de 1864, cuando el mariscal Solano López, presidente paraguayo, decidió acudir en ayuda del gobierno ejercido por el Partido Blanco del Uruguay, para auxiliar en la defensa de Paysandú, en guerra civil contra el Partido Colorado, apoyado por la fuerza militar del Brasil. López advirtió a los gobiernos de Brasil y la Argentina que consideraría cualquier agresión al Uruguay «como atentatorio del equilibrio de los Estados del Plata», pero tropas brasileñas invadieron territorio uruguayo en octubre de 1864.
El 12 de noviembre de 1864, en represalia por la invasión brasileña a Uruguay, el gobierno paraguayo se apoderó de un buque mercante brasileño y del gobernador de la provincia brasileña de Mato Grosso, dando inicio a la Guerra y declarándola al día siguiente. La primera etapa consistió en la invasión del Mato Grosso, en diciembre de 1864, durante la cual fuerzas paraguayas ocuparon y saquearon gran parte de esa provincia.
Sin haber recibido todavía ayuda externa, y atacado por las tropas de Venancio Flores, los invasores brasileños, la escuadra imperial y un importante apoyo logístico del gobierno argentino, el gobierno uruguayo se vio obligado a rendirse.
Solano López solicitó autorización al presidente argentino Bartolomé Mitre para atravesar su territorio rumbo al Uruguay con sus tropas, pero la solicitud fue rechazada por Mitre. De haber permitido que tropas beligerantes atravesaran por su territorio hubiese constituido un abandono de la posición hasta entonces neutral de la Argentina; por otro lado, el gobierno argentino simpatizaba con el Partido Colorado del Uruguay. En respuesta, tropas paraguayas ocuparon la ciudad argentina de Corrientes en abril de 1865, forzando a la Argentina a entrar en la guerra, aliada con Brasil y el nuevo gobierno uruguayo. A partir de ese momento ya puede hablarse de «Guerra de la Triple Alianza».
Fuera de Buenos Aires y Rosario (donde la prensa hacía fuerte propaganda política a favor de Brasil), la entrada argentina en el conflicto fue impopular, hasta el punto de que gran parte de las tropas enviadas lo fueron forzadamente.
La guerra terminó en 1870 con una derrota de Paraguay, que conllevó también un desastre demográfico en el país: según las distintas fuentes, perdió entre el 50 % y el 85 % de su población y quizá más del 90 % de su población masculina adulta. Con casi medio millón de muertos, es la guerra más mortífera en la historia de Sudamérica.
Paraguay perdió gran parte de los territorios que tenía todavía en disputa diplomática con Brasil ―334 126 km²―[cita requerida] y fue condenado a pagar una abultada indemnización de guerra, si bien el pago se fue atrasando a través de diferentes gobiernos de posguerra y no se llegó a efectuar en su totalidad. A partir del siglo XX la historiografía oficial de cada país ha ido revisando los hechos de la Guerra, y es considerada como una «guerra de exterminio» del pueblo paraguayo, y como un genocidio del mismo.

## Antecedentes

### Conflictos limítrofes del Paraguay
Al inicio de la colonización española en América del Sur, la gobernación del Paraguay tenía directa salida al océano Atlántico a través de los territorios de La Guayrá o La Pinería y de Ybiazá o La Vera, esto es, territorios que corresponden a los estados brasileños de Paraná y Santa Catarina. Pero la instalación de los portugueses en el Brasil inició conflictos entre ambos territorios, que fueron gradualmente en aumento, incluso durante el período de unión dinástica aeque principaliter de Portugal con los demás reinos españoles (1580-1640).

Conflictos territoriales hacia 1864 en la región del río de la Plata.

Las expediciones esclavistas de bandeirantes y mamelucos lusobrasileños arrasaron con sus malocas ―al abrigo de la pasividad de las autoridades españolas, que en algunos casos eran socias de los portugueses― las zonas de Guayrá y La Vera, alcanzando también el curso alto del río Paraguay. Así fueron destruidas las ciudades de Ontiveros, Villa Rica del Espíritu Santo, Ciudad Real del Guayrá y Santiago de Jerez, y las reducciones jesuíticas de San Ignacio Miní I, Nuestra Señora de Loreto del Pirapó, Santa María del Iguazú y las de Itatín en el valle del río Mboteteý ―llamado actualmente Miranda por los brasileños―.
Tras el final de las malocas, a mediados del siglo XVII, las fronteras siguieron indefinidas hasta el Tratado de Madrid, firmado por ambas coronas en 1750. No obstante, los nombres utilizados por el tratado no correspondían a accidentes geográficos definidos, de modo que las autoridades coloniales portuguesas y españolas continuaban teniendo conflictos de límites. En el caso del Paraguay, sería de la mayor importancia la discusión sobre cuál era el río Igurey mencionado por los artículos V y VI de ese tratado. La opinión española ―y luego la paraguaya― consideraba que el río Ygurey era el que los brasileños llaman Vacaria en su curso superior e Ivinhema en su curso inferior; por el contrario, los brasileños llamaban y llaman Ygureý o Igureí al pequeño río que corre mucho más al sur, y que los hispanos llaman río Carapá.
Al producirse en 1811 la independencia de la República del Paraguay, el nuevo país consideraba como sus límites con el Brasil, por el noroeste, al río Igureý ―el actual Ivinhema― y por el noreste al río Mboteteý (también llamado en la cartografía de la época Corrientes o Mondego). En cuanto a los límites paraguayo-brasileños en el Chaco Boreal, Paraguay reivindicaba la frontera del río Yaurú.
Tras la Revolución de mayo de 1811 que inició la independencia del Paraguay, volvieron a producirse incursiones lusobrasileñas hacia el nuevo estado, con la excusa de defender la soberanía española sobre ese territorio. Sin embargo, durante el gobierno de José Gaspar Rodríguez de Francia el Paraguay pudo considerarse aliado del Brasil por dos razones: por un lado, se habían abierto dos zonas francas para comerciar con el Brasil, en Itapúa y en Fuerte Olimpo; por el otro, la negativa del gobernador Juan Manuel de Rosas a reconocer la independencia paraguaya y su derecho a comerciar a través del río Paraná llevó a una alianza tácita entre las dos naciones. Tras el derrocamiento de Rosas en 1852, se reiniciaron los conflictos entre el Paraguay y el Imperio del Brasil, mientras el gobierno imperial acentuaba la presión para que la república paraguaya aceptara los límites pretendidos por el estado brasileño, sobre todo la cesión de las áreas de yerbales de Tacurupytá, entre el Igurey/Ivinhema y Punta Porá.
En una actitud de intención conciliatoria con el Brasil, el Paraguay redujo sus pretensiones en el Chaco al llamado río Negro, que afluye desde el noroeste al río Paraguay al norte de la Bahía Negra. Por el noroeste del Paraguay Occidental, retrajo sus reivindicaciones hasta el río Blanco (o Tenerý) que desemboca en el río Paraguay casi frente al Fuerte Olimpo. No obstante, el Imperio se negó a ceder en nada sus pretensiones.
Ya en 1850 se había producido un conflicto por la fundación del fuerte de Fecho dos Morros al sur del Fuerte de Coímbra y donde se encuentra la actual localidad brasileña de Porto Murtinho en la zona entonces reivindicada por ambos países, episodio que terminó con la expulsión de los brasileños por la fuerza. Otro fuerte fundado por el Imperio en las Salinas, al norte de Fuerte Olimpo, también fue evacuado ante un contraataque paraguayo en 1855.
Un efímero intento de conciliación fue la declaración de una zona neutral, cuya delimitación debía hacerse por vías pacíficas. Empero, hacia inicios de los años 1860 las incursiones brasileñas volvieron a incrementarse y el pacto fue violado por Brasil al fundar la Colonia militar de Dourados al sur del río Ygurey/Ivinhema. Una exigencia de las fuerzas militares paraguayas para que estos establecimientos fueran evacuados fue protestada a su vez por el gobierno imperial, con la excusa de que no había sido antecedida por una reclamación diplomática. El estado paraguayo presentó entonces una enérgica protesta, pero trató de evitar una reacción bélica.

### La política exterior e interior del Paraguay
En el período siguiente a la independencia de América, Paraguay fue gobernado por un duro régimen dictatorial de veintiséis años encabezado por Gaspar Rodríguez de Francia, intelectual paraguayo, considerado como una de las personas más ilustradas de América del Sur, pero a su vez conocido por su despotismo y tiranía.

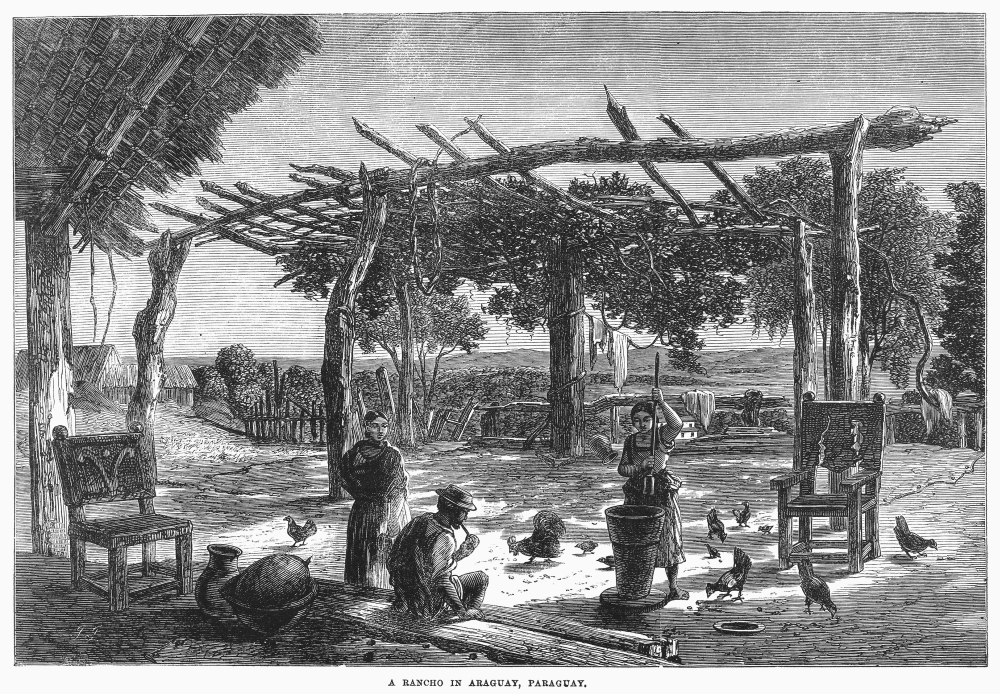
Un pequeño rancho con campesinos en Paraguay al inicio de la guerra. Grabado en madera, inglés, 1865.

A la muerte de Rodríguez de Francia, le sucedió su sobrino Carlos Antonio López, quien gozó de la suma del poder público al igual que su antecesor; pero ―a diferencia de este― dictó una política económica modernizadora guiada por conceptos mercantilistas, rompiendo décadas de aislacionismo y fomentando el desarrollo de Paraguay. Las fronteras con sus vecinos fueron reabiertas y las relaciones internacionales se desarrollaron con rapidez. Paraguay exportaba sus productos distintivos, tales como el tabaco guaraní y la yerba mate con destino a la Argentina y el Uruguay, y maderas valiosas que viajaban hacia Europa. El Estado paraguayo instaló en Asunción una línea ferroviaria, un arsenal y astilleros desde donde botó siete barcos de vapor entre 1856 y 1870. En la ciudad de Ybycuí, construyó la primera fundición de hierro de Sudamérica. En 1864, inauguraría uno de los primeros telégrafos de la región.
El británico Richard Francis Burton alabaría el sistema educativo paraguayo diciendo que «estaba en enorme contraste con el británico, pues la educación obligatoria gratuita para todos los jóvenes paraguayos era muy diferente a lo que ocurría con los casi 2 millones de jóvenes británicos sin acceso a las escuelas o colegios».
| Población de los Países de Iberoamérica al comenzar la Guerra de la Triple Alianza | Población de los Países de Iberoamérica al comenzar la Guerra de la Triple Alianza | Población de los Países de Iberoamérica al comenzar la Guerra de la Triple Alianza |
| N.º                                                                                | Países                                                                             | Habitantes en 1864                                                                 |
| ---------------------------------------------------------------------------------- | ---------------------------------------------------------------------------------- | ---------------------------------------------------------------------------------- |
| 1°                                                                                 | Estados Unidos                                                                     | 34 777 462                                                                         |
| Sin cambios                                                                        | España                                                                             | 15 863 561                                                                         |
|                                                                                    |                                                                                    |                                                                                    |
| 2°                                                                                 | Brasil                                                                             | 8 959 918                                                                          |
| 3°                                                                                 | México                                                                             | 8 918 473                                                                          |
|                                                                                    |                                                                                    |                                                                                    |
| Sin cambios                                                                        | Portugal                                                                           | 4 126 699                                                                          |
| 4°                                                                                 | Canadá                                                                             | 3 510 473                                                                          |
| 5°                                                                                 | Colombia                                                                           | 2 574 281                                                                          |
| 6°                                                                                 | Perú                                                                               | 2 534 595                                                                          |
|                                                                                    |                                                                                    |                                                                                    |
| 7°                                                                                 | Chile                                                                              | 1 800 691                                                                          |
| 8°                                                                                 | Venezuela                                                                          | 1 574 470                                                                          |
| 9°                                                                                 | Bolivia                                                                            | 1 489 420                                                                          |
| 10°                                                                                | Argentina                                                                          | 1 481 281                                                                          |
| 11°                                                                                | Cuba                                                                               | 1 377 873                                                                          |
| 12°                                                                                | Haití                                                                              | 1 092 056                                                                          |
| 13°                                                                                | Guatemala                                                                          | 1 014 020                                                                          |
|                                                                                    |                                                                                    |                                                                                    |
| 14°                                                                                | Ecuador                                                                            | 958 582                                                                            |
| 15°                                                                                | El Salvador                                                                        | 461 317                                                                            |
| 16°                                                                                | Honduras                                                                           | 393 603                                                                            |
| 17°                                                                                | Paraguay                                                                           | 375 082                                                                            |
| 18°                                                                                | Nicaragua                                                                          | 339 652                                                                            |
|                                                                                    |                                                                                    |                                                                                    |
| 19°                                                                                | Uruguay                                                                            | 266 292                                                                            |
| 20°                                                                                | República Dominicana                                                               | 208 637                                                                            |
| 21°                                                                                | Panamá                                                                             | 151 209                                                                            |
| 22°                                                                                | Costa Rica                                                                         | 128 954                                                                            |
| Fuente: Our World in Data (Año 1864)                                               |                                                                                    |                                                                                    |

El grado de desarrollo alcanzado por el Paraguay antes de la guerra es fuente de controversia: el revisionismo en Argentina y Paraguay le atribuye logros que otros autores cuestionan. En la serie de televisión Algo habrán hecho por la historia argentina, creada por el historiador Felipe Pigna, se dice que la línea ferroviaria paraguaya fue la primera de Sudamérica, lo mismo que su telégrafo, y que el Yporá ―el primero de los vapores producidos en los astilleros de Asunción― fue el primero con casco de acero construido en el continente. También se dice, en el documental, que el Paraguay era un país sin desempleados ni deuda externa, que la educación era obligatoria y gratuita con 25 000 niños en las escuelas, y que las industrias textiles, siderúrgicas, del papel, tinta, loza, pólvora y de la construcción empezaban a dar sus primeros pasos, favorecidas por las políticas proteccionistas implantadas. Se presenta como positivo que el Estado poseyera grandes terrenos, llamados Estancias de la Patria, que arrendaba a los campesinos para que cultivaran.
Sin embargo, diversas fuentes dan cuenta de que ferrocarriles en Guyana, Brasil, Perú y Chile anteceden al del Paraguay, que antes que en el Paraguay hubo al menos una línea telegráfica en Brasil, y que los vapores botados en Asunción eran de casco de madera, no de hierro ni mucho menos de acero, material con el que la industria naviera europea apenas comenzaba a experimentar. En cuanto a la economía, es difícil de comprobar que no hubiera desocupación, dada la falta de encuestas a hogares o similares. La supuesta inexistencia de deuda externa contradice a Pastore, quien también argumenta que no habría evidencia empírica para sostener la hipótesis de una industrialización, mientras que encuentra signos de agotamiento del modelo mercantilista durante los años previos a la guerra.
Otros autores hacen referencia a trabajos forzados y la existencia de esclavos en las llamadas Estancias de la Patria. También se argumenta que la inversión estatal y el progreso material resultante no estaban dirigidos hacia el desarrollo socioeconómico sino hacia el incremento del poder bélico y el enriquecimiento de la familia López.
Esta controversia es fuente de desacuerdos sobre algunos causantes de la guerra. Los autores revisionistas argumentan que los éxitos de la política interna paraguaya causaron recelo y fueron vistos como «malos ejemplos» que poderes extranjeros quisieron suprimir, mientras que otros autores indican que las limitaciones del modelo ―en particular la continuidad de la autocracia― provocaron presiones internas en pos de una organización constitucional, ante las que el dictador que sucedió a Carlos Antonio López habría intentado una «huida hacia adelante» mediante una política exterior agresiva. Los críticos de la hipótesis del «mal ejemplo» suelen argumentar, además, que muchos éxitos que se veían en el Paraguay al compararlo con sus vecinos podían ser explicados por la ausencia de las guerras externas e internas que asolaron a estos.

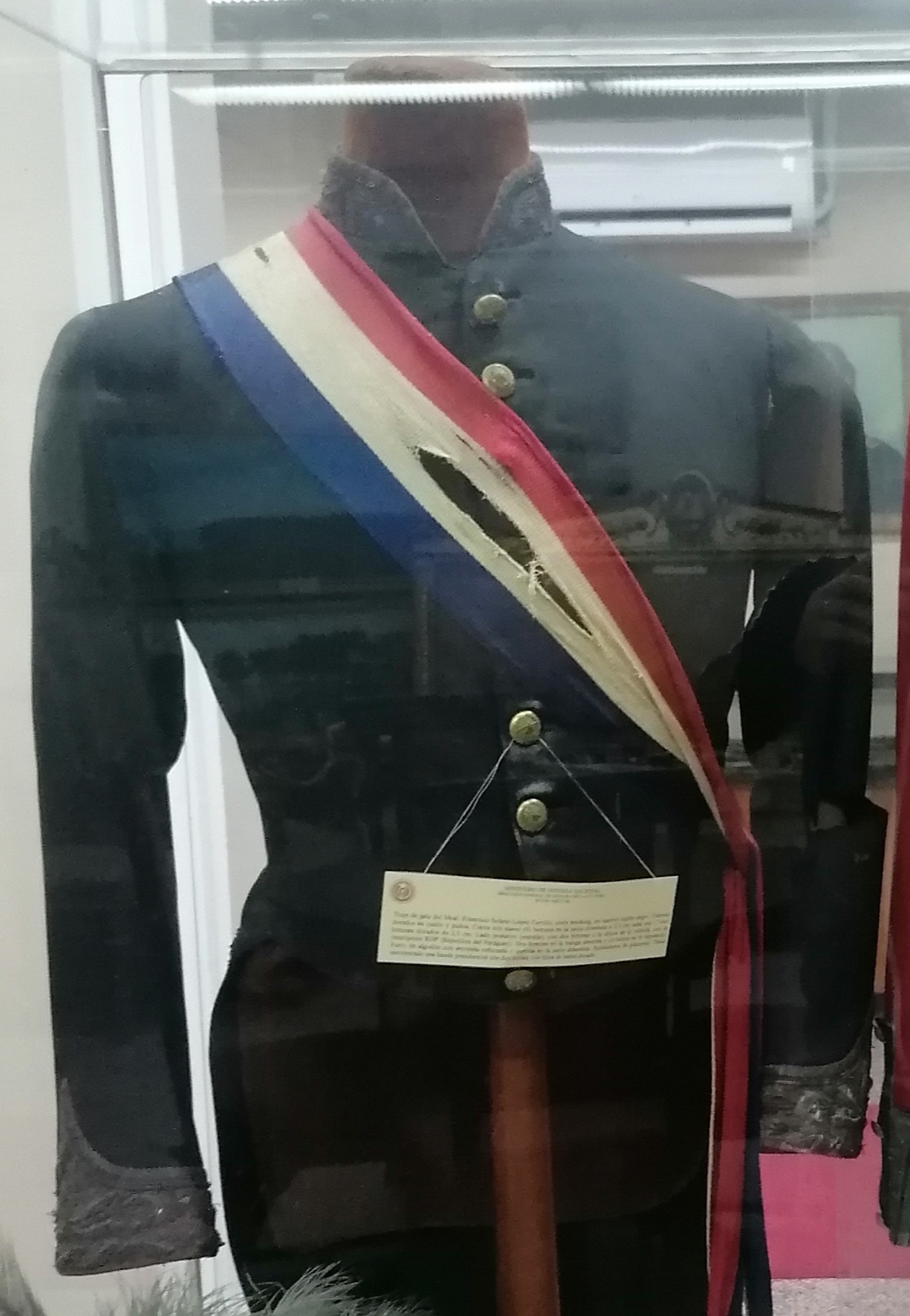
Uniforme militar de Francisco Solano López exhibido en el Museo Militar del Ministerio de Defensa Nacional de la ciudad de Asunción.

El nacionalismo paraguayo clásico en las obras de varios autores representados por Juan E. O'Leary y Manuel Domínguez presenta una versión más sosegada del asunto. Indican según sus estudios que el pueblo paraguayo seguía a sus líderes, no se consideraba a sí mismo «tiranizado» y que el desarrollo económico del país que era sustentado (coincidiendo con la versión revisionista argentina por las exportaciones de ciertos productos naturales de alto precio en Europa, como yerba o maderas), si bien no tenía nada que envidiar en avances tecnológicos a naciones de otras latitudes, se destacaba más por la autarquía y la autosuficiencia en alimentos y materias primas que caracterizaba a la economía paraguaya y la diferenciaba de la del resto del continente.
Carlos Antonio López redactó un pliego constitucional con el cual designaba a su hijo, el brigadier Francisco Solano López, presidente provisorio, siendo obligatoria la convocatoria de una Asamblea Constituyente para la formación de un nuevo gabinete. Tras la muerte del presidente, ocurrida el 10 de septiembre de 1862, el Congreso se reunió para elegir al sucesor; el 16 de octubre, designó a Francisco Solano López Presidente de la República del Paraguay por unanimidad.
Hasta 1864, el estado paraguayo intentó solamente incrementar su poderío militar y su influencia en el Cono Sur, lo cual sería a su vez uno de los motivos de fricción con el gobierno de Buenos Aires. Incluso antes del fallecimiento de Carlos Antonio López, el gobierno paraguayo ya creía estar al borde de un conflicto, y entre febrero y abril de 1862 se inició el reclutamiento de toda la población masculina entre los 17 y los 40 años. No obstante, el presidente aconsejó a su hijo y heredero, en su lecho de muerte:

Hay muchas cuestiones pendientes a ventilarse, pero no trate de resolverlas por la espada, sino con la pluma, principalmente con el Brasil.

### La diplomacia británica
La historiografía revisionista en la Argentina y la mayor parte del Paraguay suele adjudicarle la responsabilidad de la guerra a las ambiciones imperialistas o mercantiles del Reino Unido. No obstante, el revisionismo moderno pone en duda la exactitud de esa afirmación.

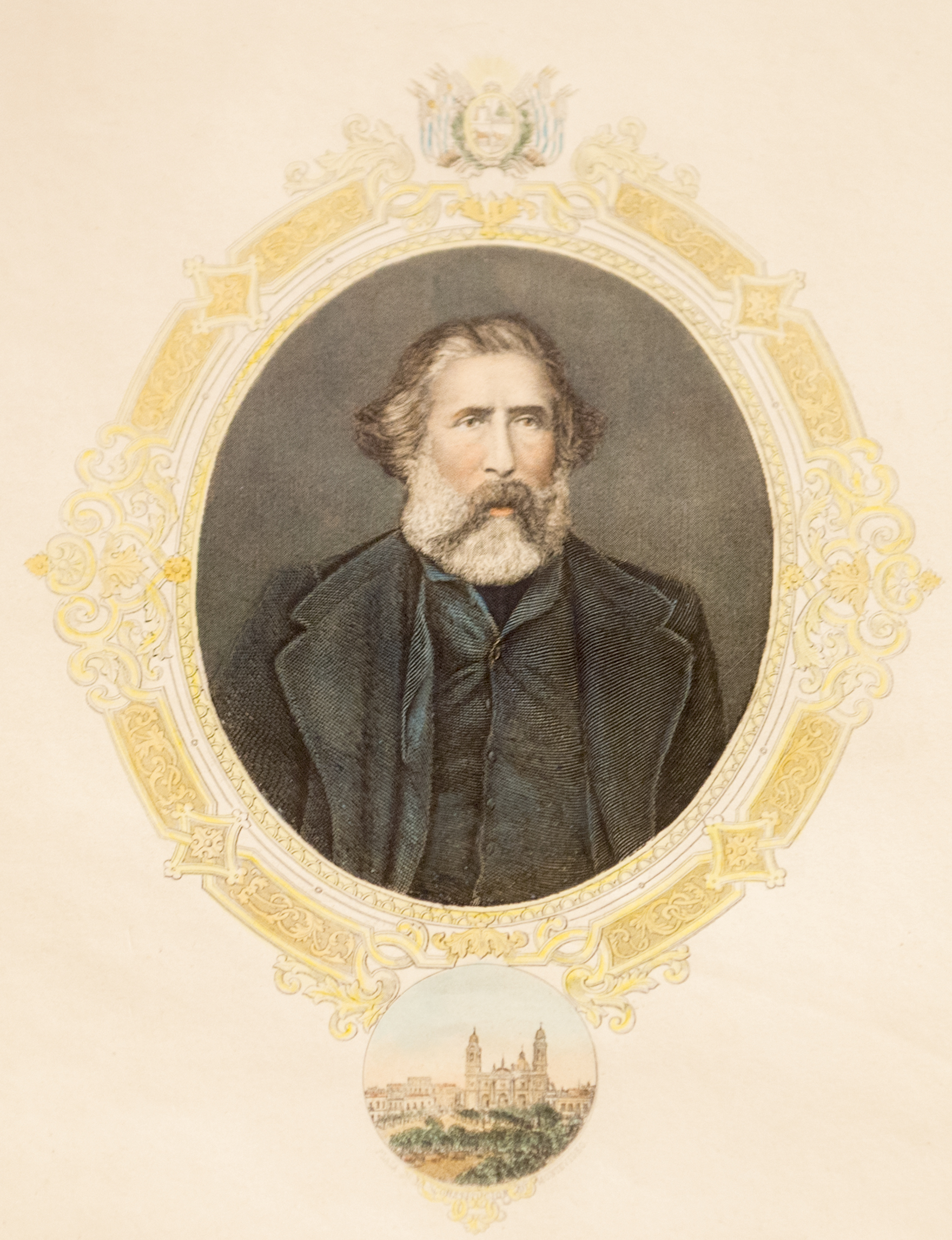
Retrato de Venancio Flores

En efecto, si bien el comercio y las finanzas británicas se vieron beneficiadas con la guerra, el Reino Unido se oponía por principio a la misma, ya que la visión generalizada era que toda guerra perjudica el comercio internacional, además de ser Paraguay un excelente cliente de industrias completas, para las cuales contrató más de 200 ingenieros y técnicos británicos que estuvieron en el país hasta casi el final de la guerra.
No obstante, está claro que desde el principio el ministro británico en Buenos Aires, Edward Thornton, apoyó la Triple Alianza. Estuvo presente en la firma del Tratado de las Puntas del Rosario del 18 de junio de 1864, por la cual el Brasil y la Argentina se aliaron a Venancio Flores contra el gobierno legal uruguayo. De regreso del Uruguay, se entrevistó con el presidente argentino Mitre, para convencerlo de firmar sin protesta la alianza. Años más tarde, en una carta que ha sido publicada, el ministro brasileño José António Saraiva declararía que

[La Triple Alianza] no surgió después de la «agresión» paraguaya a la Argentina en abril del 65, sino en las Puntas del Rosario en junio del 64… dichas alianzas empezaron el día en que [el ministro argentino y el brasileño] conferenciaron con Flores en las Puntas del Rosario y no el día en que Octaviano y yo, como ministros del Estado, firmamos el pacto.

El escritor y ministro argentino en Río de Janeiro durante la contienda, José Mármol, afirmó en una famosa polémica en 1869 (lo que refuerza la confesión de José António Saraiva):

La Alianza con Brasil no proviene de abril del 65, luego del ataque paraguayo a Corrientes, sino de mayo y junio del 64. Ambos gobiernos, argentino y brasileño, se aliaron en propósitos y medios desde ese momento infausto y bajo las inspiraciones de una política criminal y cobarde. Ese es el verdadero momento histórico de la alianza.
José Mármol, en el artículo «Mármol, un tercero en escena» en el diario La Tribuna (de Buenos Aires), 14 de diciembre de 1869.

El ministro embajador francés en Montevideo, Martin Maillefer, además de afirmar que el británico Edward Thornton se encontraba en el centro de la intriga, daba por hecho una alianza contra el Paraguay por parte de Buenos Aires y el Brasil e hizo llegar a su Canciller en París:

Además del interés permanente del Brasil en dividir, debilitar y dominar a la República del Uruguay, el punto de partida de esta alianza ha sido el Paraguay, su íntimo enemigo, sus armamentos y la eterna cuestión de límites… Brasil puede jactarse de reducir a Don Solano López a aceptar los límites en litigio; el gobierno argentino otro tanto y así, Montevideo es solo una primera etapa para llegar a la Asunción.
Martin Maillefer al canciller Drouyn de Lhuys, carta fechada en Montevideo el 29 de abril de 1864.
Citado por García Mellid en Proceso a los falsificadores de la Historia del Paraguay.

Poco tiempo después, el mismo Maillefer comunicaba a París las informaciones que obtenía in situ:

Paraguay, actualmente la tabla de salvación del Partido Blanco, es el principal objeto de la alianza porteño-brasileña y el árbitro de la situación...".
Martin Maillefer al Canciller Drouyn de Lhuys, carta fechada en Montevideo el 13 de agosto de 1864.
Citado por García Mellid en Proceso a los falsificadores de la Historia del Paraguay.

Sin embargo, a juzgar por los acontecimientos, no parecía existir una alianza firme. En diciembre de 1864 el agente confidencial paraguayo en Buenos Aires, Félix Egusquiza, informaba a José Berges, ministro de Relaciones Exteriores de Paraguay, que no había ninguna alianza firme entre el Brasil y la Argentina. Berges le contestó en una carta fechada el 23 de diciembre de 1864:

«Yo había creído que ya existía una alianza entre el Brasil y la República Argentina, pero V. en su estimada que contesto me hace esperar lo contrario. Lo mismo me aseguran otros corresponsales del Río de la Plata.»
José Berges, ministro de Relaciones Exteriores de la República del Paraguay.

Carta dirigida al agente paraguayo en Buenos Aires, Felix Egusquiza, disponible en el Archivo Nacional de Asunción, sección Archivo Histórico de la República del Paraguay, volumen 3311.

Según las corrientes revisionistas, el ejemplo de autonomía económica e ideológica del Paraguay era considerado nefasto por los británicos, quienes habrían fijado su atención en el Paraguay como productor de algodón para su industria textil. Esta industria atravesaba problemas de abastecimiento, debido a que la guerra de Secesión en Estados Unidos causaba una interrupción casi completa de las exportaciones de algodón desde ese país, de modo que los británicos buscaban por todo el mundo países capaces de producir algodón. A eso se debió una agresiva etapa de conquista de la India en esos años. El revisionismo a veces presenta al Reino Unido en crisis a raíz de este problema, y al Paraguay como un gran productor de algodón autoexcluido del sistema de librecambio auspiciado por éste. El escritor, explorador y cónsul británico Richard Francis Burton sin embargo en sus Letters From the Battlefields of Paraguay admite que su misión era la de "abrir las puertas de la Missisippi del Sur" refiriéndose a Paraguay.
Sin embargo, López impulsó la industria algodonera paraguaya recién a partir de 1862. En 1865 su producción era promisoria, pero de apenas unas decenas de miles de fardos, cuando el Reino Unido y Francia importaban millones de fardos al año. Nada indicaba que la creciente producción paraguaya no estuviera dirigida a los mercados mundiales, para lo cual las tasas impositivas para la exportación eran bajas; en cambio, las de importación eran altas, salvo para herramientas de agricultura.
Por otro lado, el problema de abastecimiento en el Reino Unido fue mejorado mediante un incremento de la producción en la India y Egipto, y por el consumo de existencias en los almacenes europeos, que eran abundantes al comenzar la guerra civil estadounidense. Gracias a estas fuentes alternativas y a la diversidad de la economía británica, la reducción del suministro estadounidense no provocó consecuencias graves en el Reino Unido, país que prosperó durante esos años.
Otro factor es que el Reino Unido obtuvo un enorme beneficio económico de la contienda: a la provisión de la mayor parte del armamento, municiones y embarcaciones utilizado por los aliados, se sumaron grandes empréstitos a las tres naciones aliadas y al mismo Paraguay después de la guerra. En efecto, entre 1863 y 1865, los bancos británicos prestaron al Imperio del Brasil más de diez millones de libras esterlinas y a la Argentina un total de 3,5 millones de libras.
Con independencia de los beneficios obtenidos por sus comerciantes y financistas, el Reino Unido no azuzó la Guerra de la Triple Alianza. Aparte de Thornton, ningún otro diplomático tuvo actuación en el comienzo de la misma, y este fue desautorizado más tarde. El 2 de marzo de 1866, el Foreign Office decidió presionar para que la guerra terminara cuanto antes, publicando el Tratado de la Triple Alianza, que había permanecido secreto; la maniobra fracasó por la resistencia personal del Emperador Pedro II de Brasil.

### La situación en Uruguay

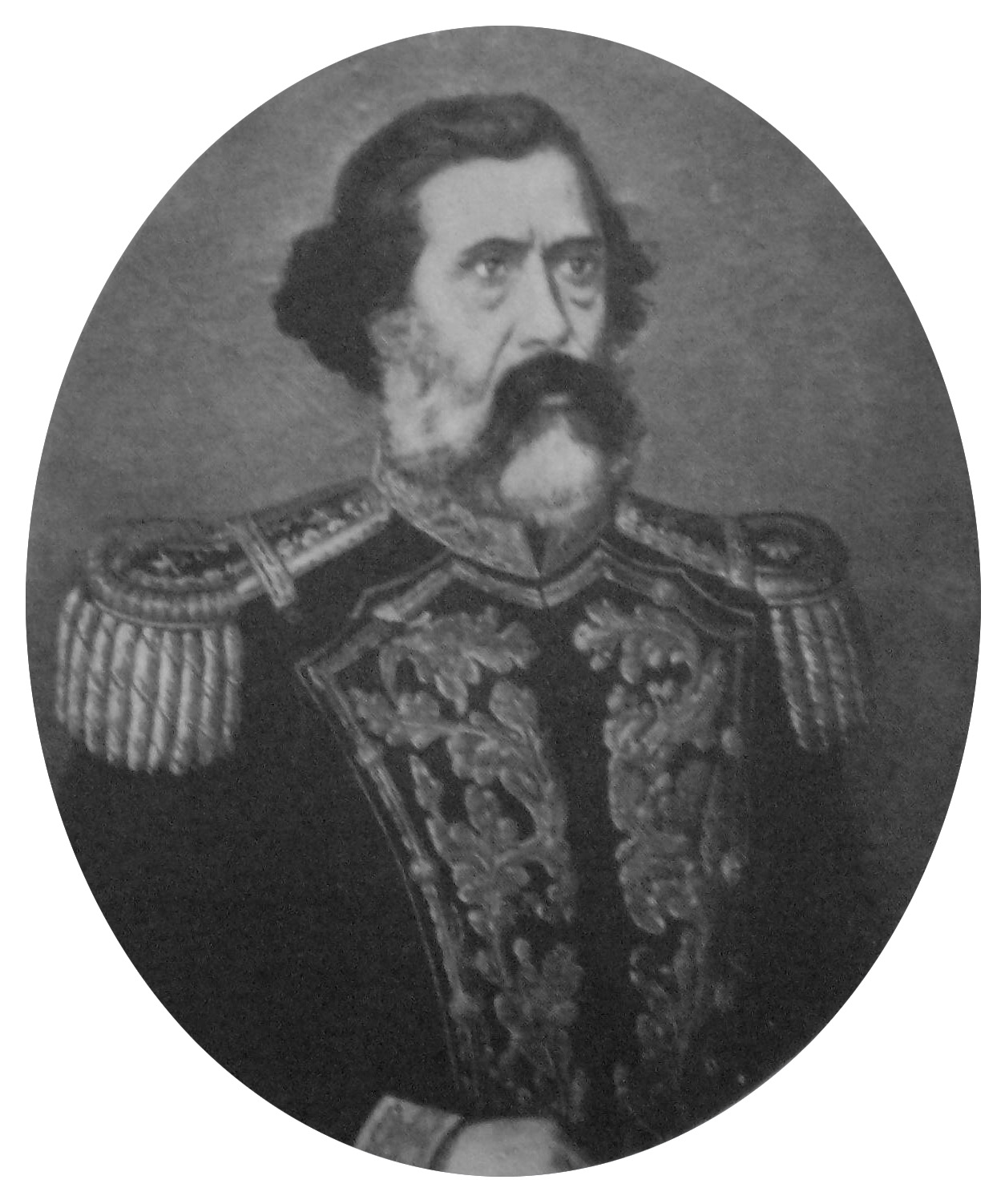
El general Venancio Flores.

Pese a las diferencias políticas con sus vecinos, la situación se mantuvo estable hasta 1863, cuando el Imperio del Brasil facilitó la revolución del general Venancio Flores contra el legítimo presidente de Uruguay, Bernardo Prudencio Berro, y sus inmediatos sucesores.
En efecto, bajo pretexto de abigeato, a inicios de 1864 el Imperio de Brasil conminó al presidente uruguayo Atanasio Cruz Aguirre (del partido nacional uruguayo) a que efectuara resarcimientos al Brasil. El gobierno uruguayo respondió que, durante una guerra civil, no se podía garantizar la seguridad de las propiedades de nadie, ni de brasileños ni de uruguayos; y menos aún, cuando muchos de los propietarios brasileños del norte del Uruguay habían tomado las armas a favor de la revolución.
Ante esto, en abril de 1864 Francisco Solano López se ofreció como mediador, oferta que fue despreciada por el estado brasileño. En el mes de agosto, el presidente Aguirre solicitó formalmente al Paraguay una intervención a favor del gobierno legal del Uruguay, a lo que López respondió con declaraciones altisonantes, pero sin definición alguna al respecto.
El 4 de agosto de 1864, el ministro brasileño José António Saraiva envió un ultimátum al gobierno uruguayo de Atanasio Aguirre, amenazando con represalias por desatender las demandas del Brasil. El ultimátum fue rechazado.

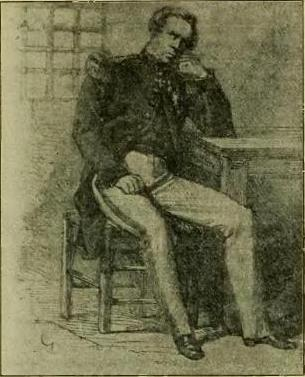
Carneiro de Campos, prisionero de López.

Por este motivo, el 30 de agosto de 1864 el gobierno paraguayo realizó una vigorosa protesta ―conocida como Protesta del 30 de agosto― ante el ministro residente en Asunción, Cesar Sauvan Vianna de Lima, en donde afirmaba que el Brasil había actuado en contra de lo establecido en el Tratado del 25 de diciembre de 1850, y que consideraría "casus belli" la ocupación militar del Uruguay; mencionando también que dicha acción atentaría contra el equilibrio de los estados de la cuenca del Río de la Plata.
El 12 de octubre, el general brasileño José Luis Mena Barreto, con 12 000 hombres, inició la invasión brasileña al Uruguay, y dos días más tarde se apoderó de la ciudad de Melo.
Luego, entre el 9 y 10 de noviembre, López recibió la noticia de la efectiva ocupación militar del Uruguay y ordenó el 11 de noviembre de 1864 la captura del Marquês de Olinda, buque mercante brasileño que hacía el servicio de cargas y pasajeros entre Brasil y Corumbá. Al día siguiente el vapor paraguayo Tacuarí apresó al navío brasileño, que subía por el río Paraguay, luego de abastecerse en Asunción, llevando a bordo al coronel Frederico Carneiro de Campos, recién nombrado presidente de la provincia del Mato Grosso, quien fue hecho prisionero hasta el final de la guerra junto a los oficiales que iban en el barco; la marinería fue deportada a Buenos Aires. El 14 de noviembre, López rompió relaciones con el Brasil.

## Fuerzas disponibles
| País               | Total de combatientes movilizados durante la guerra | Tropas en 1864                                                                                           | Tropas en 1865        | Tropas en 1866        | Tropas en 1867           | Tropas en 1868 | Tropas en 1869        | Tropas en 1870 |
| ------------------ | --------------------------------------------------- | --- | --------------------- | --------------------- | ------------------------ | -------------- | --------------------- | -------------- |
| Paraguay           |                                                     | |                       |                       |                          |                |                       |                |
| Paraguay           | 150 000                                             | 38 173                                                                                                   | 73 273                | c. 25 000             |                          | c. 18 000      | c. 10 000             | c. 500         |
| Triple Alianza     |                                                     | |                       |                       |                          |                |                       |                |
| Imperio del Brasil | 123 418                                             | 9177 marinos 18 000 soldados 440 000 de la Guardia Nacional (10 025 en Uruguay y 2047 en el Mato Grosso) | 18 000 (en el frente) | 67 365 (en el frente) | 71 039 (en el frente)    |                | 82 271 (en el frente) |                |
| Argentina          | 30 000                                              | 8500 | 24 522 (en el frente) |                       |                          |                | 6276 (en el frente)   |                |
| Uruguay            | Más de 5500                                         | Menos de 2000                                                                                            |                       | 800 (en el frente)    | 300 -5583 (en el frente) |                |                       |                |

### Paraguay

#### Ejército Paraguayo

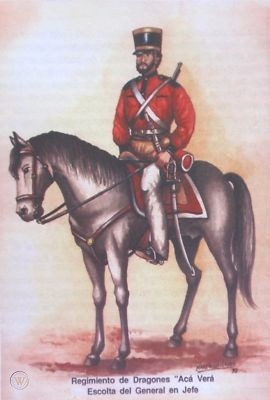
Soldado de caballería del regimiento de Dragones Aca Verá

Las fuerzas de tierra incorporadas al ejército del Paraguay fueron en constante aumento: Carlos Antonio López había dejado movilizados alrededor de 7000 soldados, pero en mayo de 1864, el cónsul brasileño en Asunción informaba que el ejército paraguayo contaba con 16 680 hombres, más 7000 u 8000 reservistas.
El gobierno paraguayo, por otro lado, informó al Congreso que disponía de 64 000 hombres en armas, cifra que seguro incluía reclutas en adiestramiento y milicianos no incorporados al ejército.
El ingeniero militar británico al servicio de Paraguay teniente coronel Jorge Thompson afirmaba que antes de la movilización general de 1864 el ejército paraguayo contaba con 28 000 veteranos. A comienzos de ese año, López empezó a prepararse para la guerra y reclutó a hombres entre 16 y 50 años que entrenó desde marzo en los campamentos de Cerro León (30 000), Encarnación (17 000), Humaitá (10 000), Asunción (4000) y Concepción (3000). Esos 64 000 combatientes (a los que debían sumarse 6000 que murieron en ese período) estaban entrenados para agosto.
Al momento del ingreso de Argentina a la contienda, Paraguay contaba con 80 000 hombres en armas, un tercio de caballería. Los mejores soldados se destinaban a esa arma y a la artillería.
La caballería regular se dividía en regimientos compuestos de cuatro escuadrones de 100 hombres. Cada regimiento debía ser teóricamente comandado por un coronel, auxiliado por un teniente coronel y dos sargentos mayores, pero en los hechos en ocasiones eran mandados incluso por tenientes y raras veces por oficiales de graduación mayor a la de capitán. Utilizaban sable, lanzas de tres yardas de longitud y carabinas de chispa.

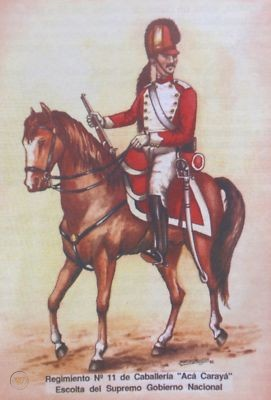
Soldado de caballería del regimiento Acá Carayá

Existían también un cuerpo de caballería de escolta presidencial de 250 hombres armados con carabinas rayadas de retrocarga sistema Turner, y un regimiento de Dragones de la Escolta armado de carabinas rayadas, pero no se comprometieron en combate hasta los últimos momentos de la guerra.

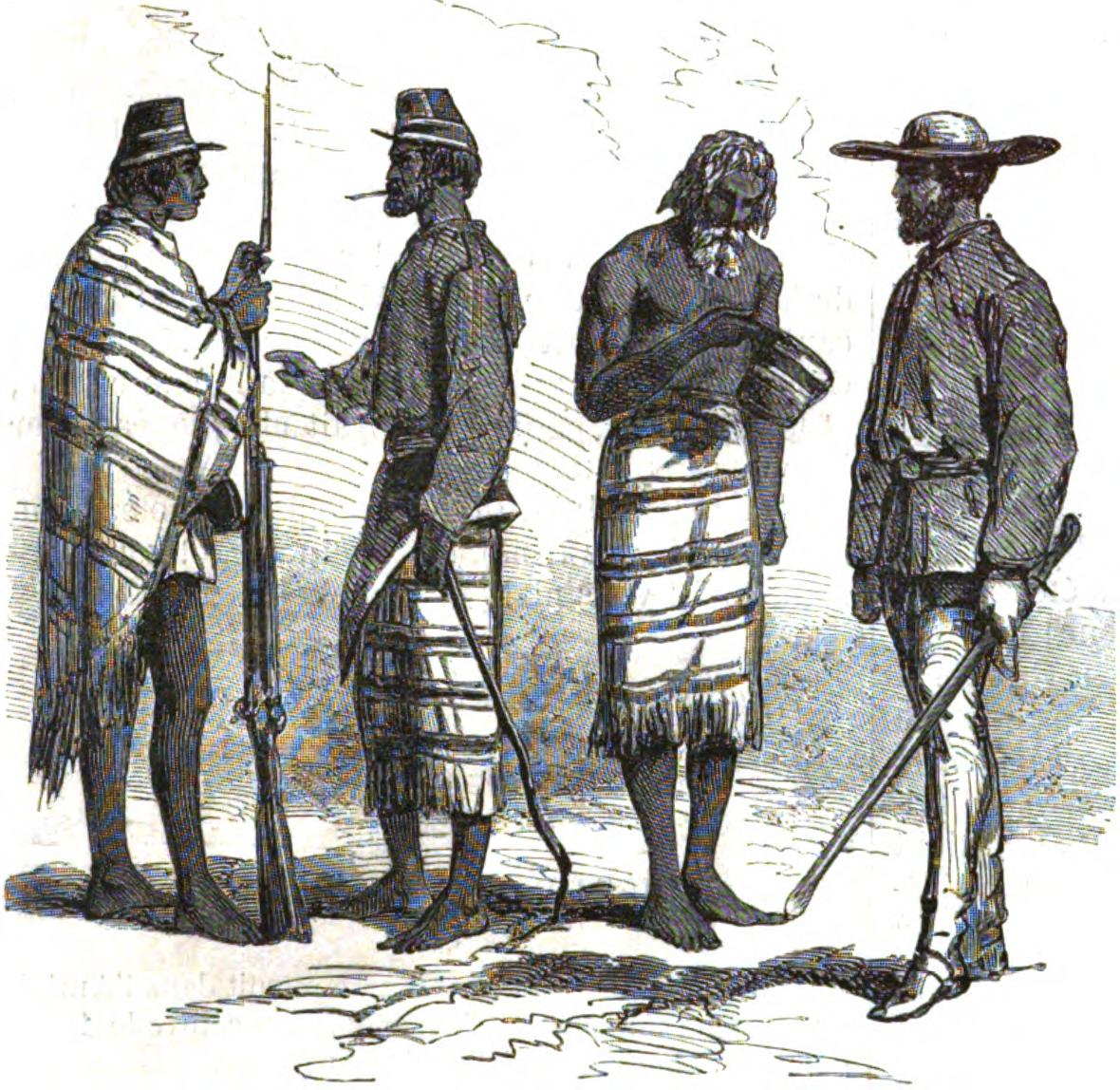
Oficiales y soldados paraguayos.

La infantería se organizaba en batallones de seis compañías de 100 hombres, una de granaderos y una de dragones. Al comienzo del conflicto los batallones contaban con entre 800 y 1000 hombres, con más de seis compañías y más de 120 hombres en cada una. Tres de los batallones contaban con fusiles Witton, otras tantas con fusiles de percusión y el resto con viejos fusiles de chispa Tower.
Solo el batallón 6 contaba con machetes, los capturados en los vapores argentinos frente a Corrientes, y devendría en batallón de infantería de marina.

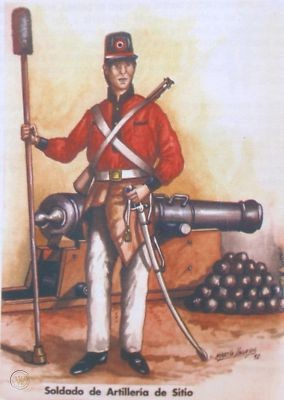
Soldado de artillería paraguayo

La artillería paraguaya contaba con entre 300 y 400 piezas de hierro, de todo tamaño y condición. El arma se dividía en artillería ligera o volante y de plaza. Sumaba tres regimientos de artillería volante de cuatro baterías de seis cañones cada una del calibre del 2 al 32 y otra batería de cañones rayados de acero de a 12, los únicos que podían perforar las protecciones de los buques acorazados.
La artillería de plaza era lisa y contaba con 24 piezas de a 8, 2 de 56 y otras 100 de calibres 24 y 32 (solo en Humaitá se concentraban 18 de a 8, los 2 de 56 y otras 70 piezas).
En lo que respecta al transporte, no existían convoyes especiales de organización centralizada, se entregaba a cada comandante las carretas y bueyes que pedía.
Hasta 1864 el sueldo nominal del soldado era de siete patacones al mes pagaderos cada dos, un tercio en metálico, otro en papel moneda y el restante en efectos. Iniciada la guerra el ejército dejó de percibir salario y solo hubo dos recompensas de un mes de sueldo. Se sufría una severa escasez de uniformes y ropa de invierno; gran parte de los soldados luchaban descalzos.
El ataque a la Argentina en Corrientes llevó a ese gobierno a detener una remesa de armas hacia el Paraguay, y el posterior bloqueo del Río de la Plata por parte de la escuadra brasileña impidió la llegada al Paraguay de gran cantidad de armamento de superior calidad que ya había sido comprado en Europa.
No obstante, la campaña al Matto Grosso proveyó a Paraguay de gran cantidad de armas, municiones y pólvora, al punto de que «se surtió en aquellos depósitos brasileros de casi todo cuanto ha consumido en esta guerra».
La única ventaja en armamento que tenían los paraguayos era la fundición de Ybycuí ―luego trasladada a Caacupé― en la que podían fabricar algunos miles de armas blancas y de fuego.

#### Armada paraguaya
La armada paraguaya contaba con 17 vapores pequeños, mercantes armados con excepción del Añabay y el Tacuarí que eran verdaderos buques de guerra y contaban con cañones lisos de 32. Los marinos portaban fusiles Witton con sables-bayoneta. Algunos de esos buques fueron:
- Batería paraguaya en Angostura dirigida por los comandantes Carrillo y Thompson, obra fde J.I GarmendiaTacuarí: 421 toneladas, 6 cañones
- Añabay o Anhambahy: 300 toneladas

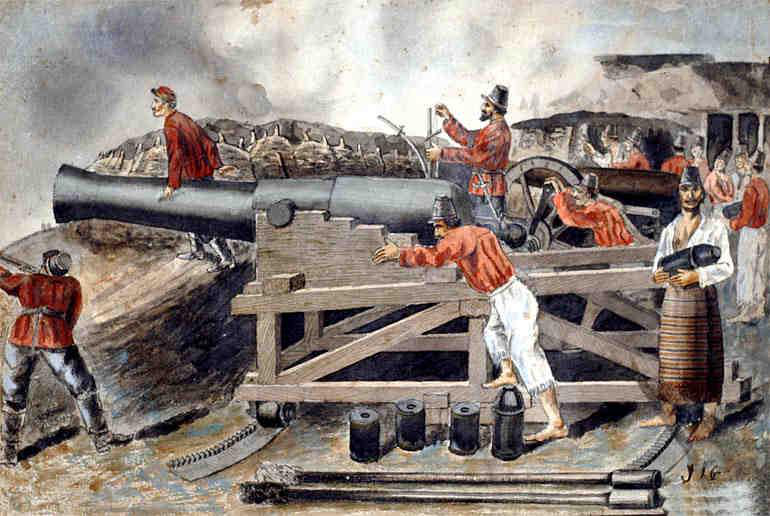
Batería paraguaya en Angostura dirigida por los comandantes Carrillo y Thompson, obra fde J.I Garmendia

- Paraguarí: 627 toneladas, 4 cañones
- Ygurey: 548 toneladas, 5 cañones
- Yporá: 205 toneladas, 4 cañones
- Marqués de Olinda: 300 toneladas, 4 cañones (capturado al Brasil).
- Jejuí: 120 toneladas, 2 cañones (uno rayado de retrocarga y de a 12).
- Salto Oriental: 250 toneladas, 4 cañones (capturado a la Argentina).
- Pirabebé: 120 toneladas, 1 cañón

Contó además con 6 lanchones artillados (chatas) con un cañón cada uno de a 8 y 14 unidades auxiliares de menor tonelaje, entre ellos el Yberá.Contó además con los barcos capturados en Corrientes: 25 de Mayo y Gualeguay.

### Argentina

#### Ejército Argentino
Apaciguado el territorio nacional desde 1863, el Ejército Argentino, de nuevo pasaba a sus asientos de paz, es decir a guarniciones de las unidades de línea, en algunas ciudades principales y en su mayoría sobre las fronteras contra el indio. El sistema militar argentino constaba de un pequeño ejército regular, denominado «Ejército de Línea», del cual estamos hablando, y, en caso de conflicto armado, este se veía reforzado por las milicias provinciales o Guardias Nacionales, como se los empezó a denominar después de 1852.

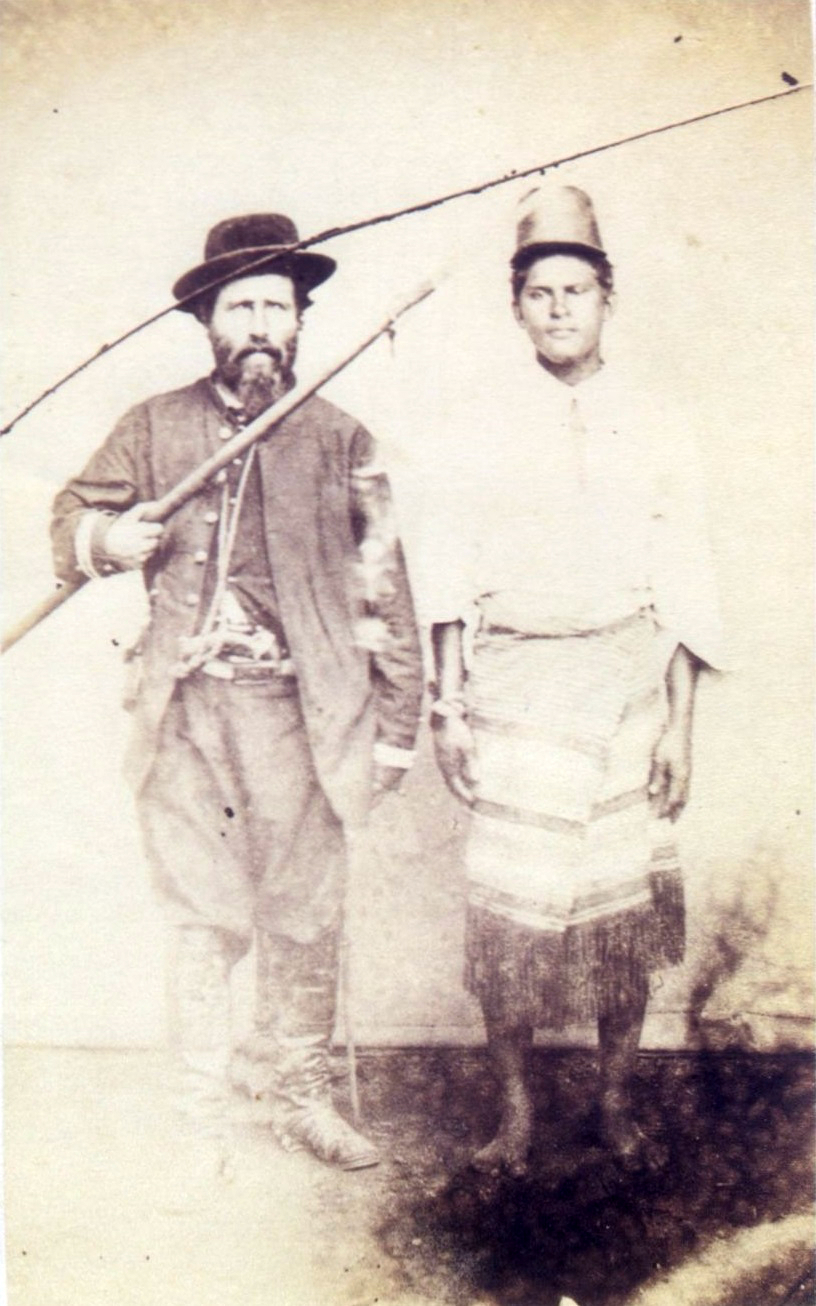
Oficial de caballería brasileño (a la izquierda) y soldado paraguayo prisionero (a la derecha), entre 1865 y 1868.

##### Ejército de Línea
Dicho ejército se había formado por la unión del ejército del Estado de Buenos Aires que invadió muchas de las provincias interiores de la extinta Confederación Argentina después de la batalla de Pavón, y que incluía cierto número de mercenarios. A esas tropas se les habían agregado parte de las fuerzas de milicias (Guardia Nacional) de líderes provinciales aliados al presidente Mitre, como las de Santiago del Estero y Corrientes. No estaban contadas, en cambio, las milicias provinciales ―en especial numerosas en la provincia de Buenos Aires― que participaban en la lucha contra los indígenas, de las cuales una parte sería asignada al frente paraguayo.[cita requerida]
El Ejército de Línea se estructuraba, dependiente del Ministerio de Guerra, situado en Buenos Aires, con una Comandancia General. Esta a su vez tenía otras seis Comandancias: 
- Frontera Norte (Rojas, prov. de Buenos Aires);
- Frontera Oeste (9 de Julio, prov. de Buenos Aires);
- Frontera Sur (Tapalqué, prov. de Buenos Aires);
- Frontera Costa Sur (Tres Arroyos, prov. de Buenos Aires);
- Frontera Norte de Santa Fe (Cayastacito, prov. de Santa Fe);
- Frontera San Luis-Mendoza (ciudad de Mendoza).

De menor rango, existían Comandancias militares sueltas en: 
- Isla Martín García;
- Bahía Blanca;
- Fuerte Patagones;Caballería y artillería del Ejército de la República Argentina (L'Illustration, n.º 1132, 1864.).
- San Nicolás de los Arroyos;

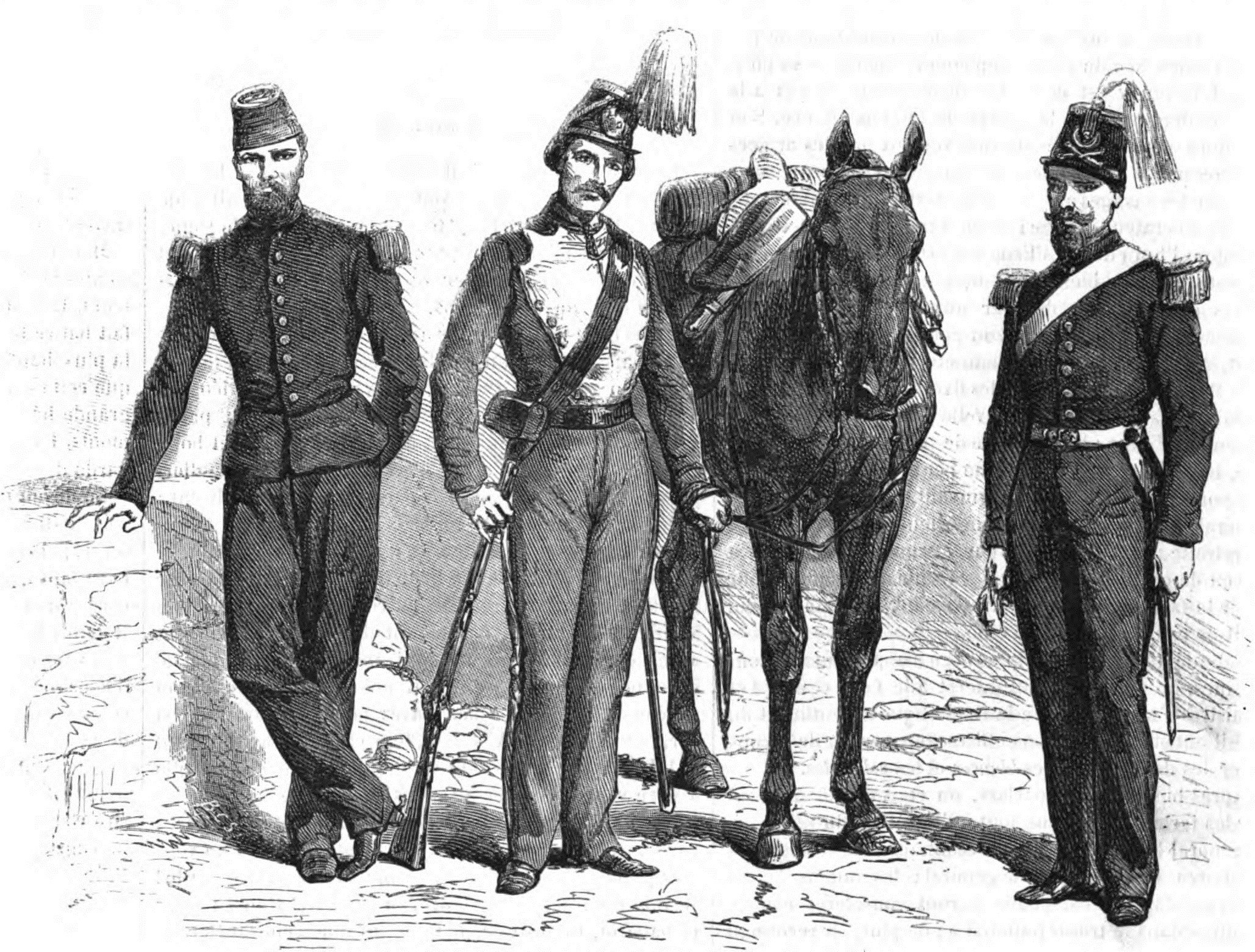
Caballería y artillería del Ejército de la República Argentina (L'Illustration, n.º 1132, 1864.).

- Frontera Norte de Salta (San Ramón de la Nueva Orán, prov. de Salta);
- Frontera de Santiago del Estero sobre el Chaco (El Bracho, fuerte militar situado a orilla del río Salado, próximo a Añatuya, prov. de Santiago del Estero).

Los efectivos de este Ejército de Línea para comienzos de 1865, eran unos 6500 hombres dispersos a lo largo y a lo ancho del país. Constaba de siete batallones y de compañías sueltas de Infantería, de nueve regimientos y de compañías y escuadrones sueltos de Caballería y de una sola unidad del arma de Artillería.
Unos tres mil hombres formaban las unidades de Infantería de Línea:
- Batallón 1.º de Infantería en 9 de Julio;
- Batallón 2.º de Infantería en Buenos Aires;
- Batallón 3.º de Infantería en Tapalqué;
- Batallón 4.º de Infantería en Junín, prov. de Buenos Aires;
- Batallón 5.º de Infantería en La Rioja;
- Batallón 6.º de Infantería en Fuerte San Rafael del Diamante, actual San Rafael, prov. de Mendoza;
- Batallón Legión Militar (compuesto de mercenarios de origen italiano) en Buenos Aires;
- Batallón Legión de Voluntarios en Tapalqué;
- Once compañías sueltas distribuidas a lo largo de toda la línea de fortines en la Pampa y sobre el Chaco.

La Caballería de Línea tenía unos 2850 efectivos, aproximadamente:
- Regimiento 1.º de Caballería en Fuerte San Rafael del Diamante;
- Regimiento 2.º de Caballería en Las Tunas, cerca de la actual La Carlota, provincia de Córdoba;
- Regimiento 3.º de Caballería en Junín;
- Regimiento 4.º de Caballería en Villa Mercedes, prov. de San Luis;
- Regimiento 5.º de Caballería en 9 de Julio;
- Regimiento 6.º de Caballería en Cayastacito;
- Regimiento 7.º de Caballería en San Bernardo-Río Cuarto, prov. de Córdoba;
- Regimiento 8.º de Caballería en Morteros, prov. de Córdoba;
- Regimiento de Dragones de Buenos Aires en Tres Arroyos;
- Compañías y escuadrones sueltos en la línea de fortines en la Pampa y sobre el Chaco.

Los efectivos de la Artillería de Línea eran casi de 600 hombres:
- Regimiento de Artillería Ligera en Buenos Aires;
- Cinco compañías sueltas; una en la isla Martín García y cuatro en la línea de fortines en el Desierto.

Con excepción de muy pocas unidades que tenían su guarnición en la ciudad de Buenos Aires, todo el resto del Ejército de Línea estaba distribuido en el servicio de frontera contra los indios; inmensa línea que cubría la extensión de 554 leguas solamente para las fronteras sur y este de la República Argentina. La insuficiencia de las unidades de Línea y de sus efectivos para cubrir el servicio indicado obligaba al gobierno argentino a echar mano de la Guardia Nacional de algunas provincias. Es así que, a principios de 1865, las Guardias Nacionales de Buenos Aires, Córdoba, Santiago del Estero, Santa Fe, Mendoza y San Luis, tenían en conjunto 1700 hombres de su Guardia Nacional en el servicio activo de fronteras. Se sumaban también los indios amigos en servicio activo, que a las órdenes de sus caciques y capitanejos reforzaban el servicio de frontera, alcanzaban en esa misma época a 41 oficiales (indios) y 532 de tropa.
Los efectivos eran muy variables según la zona de asiento de cada una de las unidades y por lo general, todas estaban mal equipadas, pobres en armamentos y vestuarios, miserias que se acentuaban en la sanidad y la alimentación, producto de partidas presupuestarias miserables o a veces, inexistentes.
El Ejército de aquel tiempo, carecía de unidades de apoyo al combate tales como Ingenieros o zapadores, Sanidad militar, Comunicaciones o Abastecimientos. Estas unidades se formaban ad hoc cuando algún jefe las implementaba en algún conflicto, debido a su imperiosa necesidad, si se quería hacer una campaña exitosa.
Al comienzo de la contienda, el gobierno argentino, al ser las únicas fuerzas armadas terrestres que disponía, echó mano de casi todas las unidades de Infantería de Línea (batallones 1.º, 2.º, 3.º, 4.º, 5.º, 6.º, Legión Militar y Legión de Voluntarios), de los  tres escuadrones que componían el Regimiento de Artillería Ligera de Línea y de los Regimientos 1.º y 3.º. de Caballería. Las unidades de Línea, batallones de infantería 1.º, 3.º, 4.º, 6.º, Legión Militar y Legión de Voluntarios, 2.º. Escuadrón del Regimiento de Artillería Ligera y el Regimiento 1.º. de Caballería fueron puestos a disposición del general Wenceslao Paunero. Con estas unidades de línea, sumadas al Batallón "San Nicolás" 1.º. de la Guardia Nacional de la campaña de Buenos Aires, Paunero, entre fines de abril y principios de junio de 1865, formó el Primer Cuerpo del Ejército Argentino de Operaciones, el cual fue destinado a la provincia de Corrientes. La función de este Cuerpo de Ejército, apostado sobre el río Paraná, sería ganar tiempo, apoyando a la caballería correntina y oponiendo resistencia la invasión paraguaya, mientras se operaba la concentración y el adiestramiento del Segundo Cuerpo de Ejército Argentino en Concordia (en el cual las unidades de Línea, batallones 2.º. y 5.º. de Infantería, el regimiento 3.º. de Caballería y los 1.º. y 3.º. escuadrones de Artillería Ligera formarían su plantel inicial, junto a las unidades de Guardia Nacional Batallón de Infantería "Legión Correntina" y el Regimiento de Caballería "General San Martín" de Buenos Aires) la llegada de los refuerzos brasileños y uruguayos a dicho punto.
Durante esta campaña sobre territorio correntino, previo al cruce del ejército aliado sobre el río Paraná y atendiendo la necesidad de aumentar el efectivo de las fuerzas terrestres argentinas y del arma de Infantería, se crearon los batallones 7.º., 9.º. y 12.º de Línea, sobre la base de enganchados y destinados enviados por todas las provincias.
La mayor parte de la Caballería de Línea, en cambio, quedó en sus guarniciones de frontera, sin participar en esta contienda.

##### Guardia Nacional

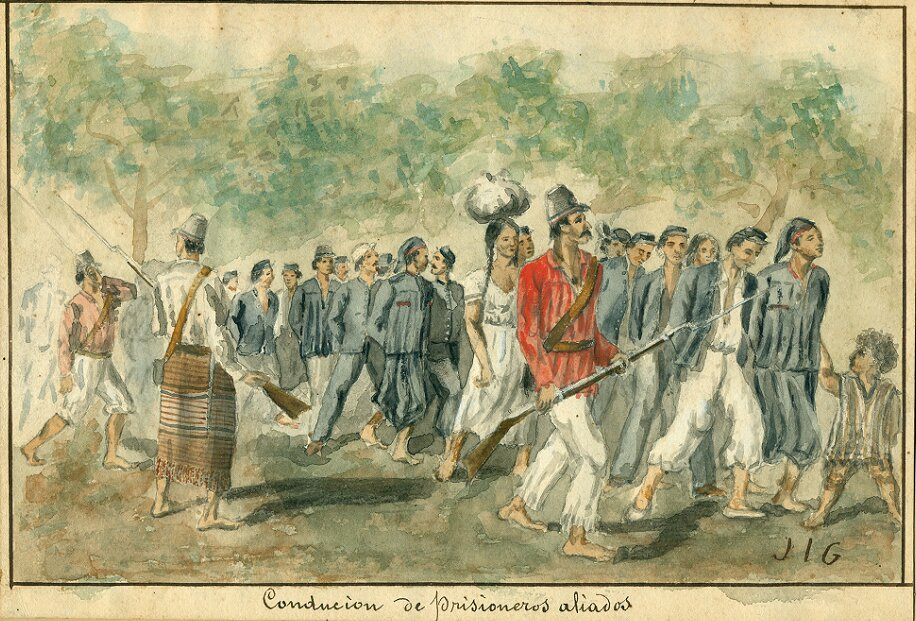
Conducción de prisioneros aliados, acuarela de J.I Garmendia

El otro elemento (el más importante por su número y por sus tradiciones) que entraba en la composición de las fuerzas militares de la República Argentina, era la Guardia Nacional. La denominación Guardia Nacional fue aplicada a las antiguas milicias provinciales por decreto del 17 de marzo de 1852.
Reemplazaron a las antiguas milicias en un régimen mixto entre los gobiernos nacional y provincial. La Guardia Nacional era sostenida por el erario nacional; pero el gobierno provincial hacía las designaciones de oficiales, que recaían en ciudadanos con escalafón.
La obligación del servicio para todo ciudadano argentino en la Guardia Nacional era desde los 17 hasta los 60 años, con las limitaciones que imponía el hecho de estar clasificado en la activa o en la pasiva.
Si bien a principios de 1865 se calculaba en 184 478 hombres el efectivo de la Guardia Nacional de toda la República Argentina, sin embargo debe considerarse que el valor de esta cifra era nominal en lo que a la eficacia de su inmediato empleo en campaña se refiere, pues, con excepción de un pequeño número de guardias nacionales que habían hecho su aprendizaje militar en las luchas sostenidas entre la Confederación Argentina y el Estado de Buenos Aires o en el servicio de fronteras contra los indios, todo el resto de la Guardia Nacional del país (la inmensa mayoría) representaba un elemento bisoño para la guerra.
Al producirse la invasión paraguaya a Corrientes, el Ejército Argentino contaba con 6391 hombres: 2993 del arma de infantería, 2858 de caballería y 540 de artillería. Apenas iniciada la participación argentina en la guerra, una ley ordenó la formación de contingentes que debían ser reclutados por los gobiernos provinciales.
El 17 de abril de 1865 el gobierno argentino ordenó que las provincias de Entre Ríos y de Corrientes movilizaran cada una 5000 jinetes de su Guardia Nacional, nombrando jefes de esas fuerzas, respectivamente, a los generales Justo José de Urquiza y Nicanor Cáceres. Con esto trataba de oponer una valla al avance del paraguayo en el territorio de Corrientes, tanto para ganar el tiempo necesario a los trabajos de organización, como para dificultar la acción del invasor paraguayo, hostilizándolo sin descanso y retirando toda clase de recursos sobre el frente de avance.
Tomada esta medida preliminar, correspondió pensar en algo decisivo. El carácter que revestirían las operaciones contra las disciplinadas tropas regulares del enemigo aconsejó la organización de un ejército de operaciones sobre la base de una fuerte proporción de infantería, lo cual fue resuelto disponiéndose la formación de 19 batallones de Infantería de Guardia Nacional, de 500 plazas cada uno, que sería organizados: cuatro por la ciudad y cuatro por la campaña de Buenos Aires, dos por cada una de las provincias de Corrientes y de Entre Ríos, uno por la de Santa Fe, e igual número por las de Córdoba y de Santiago del Estero, debiendo concurrir de a dos para formar un batallón las de Salta y Jujuy, Tucumán y Catamarca, La Rioja y San Luis, San Juan y Mendoza. Sin embargo, este decreto sufrió algunas modificaciones pocos días más tarde, pues se determinó que algunas de las provincias que debían dar de a dos un batallón organizasen cada una su propio batallón con un efectivo de 350 plazas. En previsión de la necesidad de reforzar las unidades de infantería del Ejército de operaciones, el gobierno argentino dictó el 9 de junio de 1865 un decreto disponiendo la organización en el país de 12 nuevos batallones de reserva, los cuales marcharon más tarde a campaña sólo los de la ciudad y de la campaña de Buenos Aires y los de las provincias de Santa Fe y de Córdoba.
En un parte del 15 de noviembre de 1865 se detalla las fuerzas con las que contribuyeron las provincias argentinas conformando la Guardia Nacional:
| Provincia    | Fuerzas                                                                                     | Efectivos |
| ------------ | ------------------------------------------------------------------------------------------- | --------- |
| Buenos Aires | 10 batallones de infantería y 2 regimientos de caballería                                   | 5000      |
| Catamarca    | 1 batallón                                                                                  | 282       |
| Córdoba      | 2 batallones                                                                                | 459       |
| Corrientes   | 1 batallón                                                                                  | 219       |
| Entre Ríos   | 2 batallones, artillería y piquete                                                          | 751       |
| La Rioja     | 1 batallón                                                                                  | 360       |
| Mendoza      | 1 batallón                                                                                  | 271       |
| Salta        | 1 batallón                                                                                  | 298       |
| San Juan     | 1 batallón                                                                                  | 336       |
| San Luis     | 1 batallón                                                                                  | 195       |
| Santa Fe     | 3 batallones de infantería, un escuadrón de artillería ligera y un regimiento de caballería | 1025      |
| Tucumán      | 1 batallón                                                                                  | 300       |
| xTotal       | 25 batallones, 3 regimientos de caballería, artillería y piquete                            | 9496      |

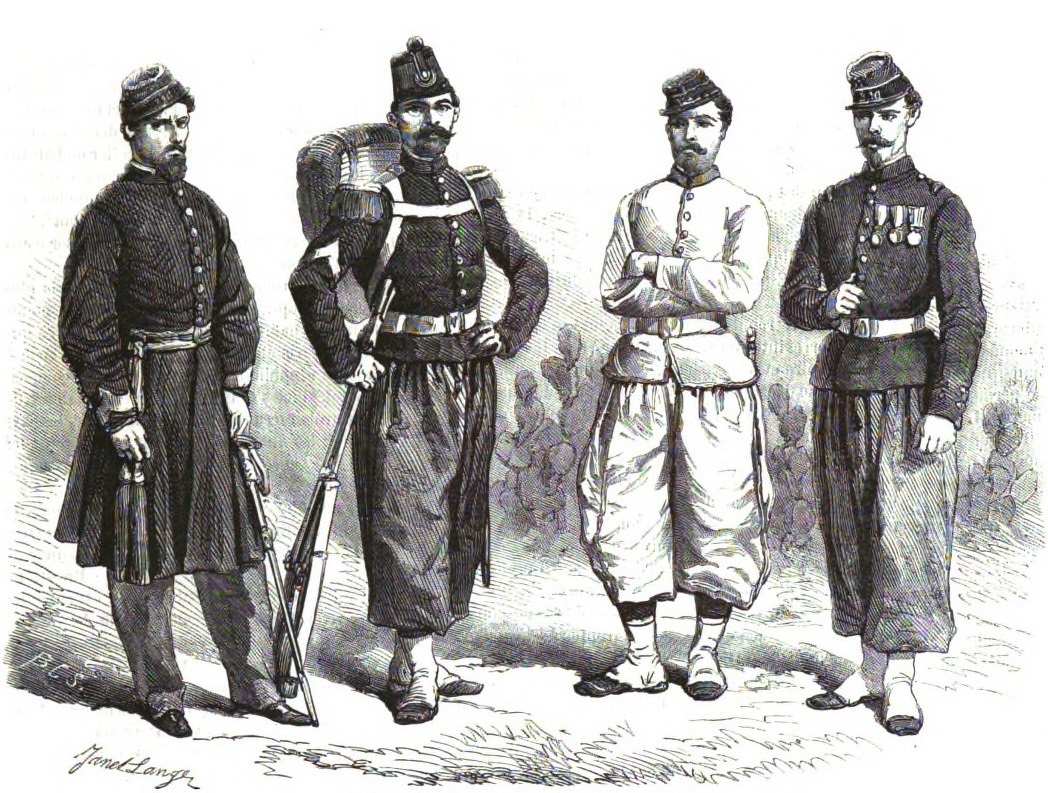
Infantería del Ejército de la República Argentina (L'Illustration, n.º 1.132, 1864.).

A estas fuerzas se deben agregar más de 5000 correntinos de caballería de su Guardia Nacional que, desde el día de la invasión, formaron la primera resistencia, al frente de los generales Hornos y Cáceres, y de los coroneles Paiva, Isidoro Fernández Reguera y otros, actuando por medio de guerrillas y actuando como pantalla de protección mientras el resto de las fuerzas aliadas.
El gobierno solicitó también 1150 soldados a las provincias del interior para remontar los cuerpos de línea, que a su vez darían lugar a nuevas sublevaciones.
El comandante en jefe de la Guardia Nacional de Entre Ríos, general Urquiza, se puso de acuerdo con el gobierno provincial para ejecutar la movilización ordenada. Urquiza ordenó a todos los hombres de su provincia aptos para llevar armas a concurrir al campamento de Calá el 26 de abril. Para mayo de 1865, Urquiza, excediendo el pedido del gobierno nacional de 5000 plazas, tenía reunidos en Calá unos 8000 jinetes. Sin embargo, la mayoría de la oficialidad y la tropa entrerrianas era opuesta a la guerra por su antagonismo hacia el gobierno nacional. El 14 de mayo, las fuerzas entrerrianas avanzaron hasta el arroyo Basualdo, en la frontera con Corrientes, donde detuvieron su avance. El 3 de julio, mientras el general Urquiza se encontraba conferenciando con el general Mitre en Concordia, se produjo una sublevación de parte de la Guardia Nacional entrerriana en Basualdo, lo cual motivó a que el general Urquiza ordenase la retirada para licenciar la fuerza a su mando.
El 9 de septiembre los dos batallones de Guardia Nacional, fuerte de 800 hombres, que la provincia de Santiago del Estero puso a disposición del Ejército Argentino de operaciones, tras reunirse en Villa Matará, al mando del general Antonino Taboada, en avance hacia Santa Fe y luego a Corrientes, se sublevaron el fortín La Viuda. Estas fuerzas fueron licenciadas y de este modo esta provincia no participó en la guerra.
En noviembre, Urquiza intentó reunir a las milicias entrerrianas, pero de nuevo se sublevaron en Toledo.
Las fuerzas de línea destinadas a la guerra en noviembre de 1865 eran: doce batallones —incluso tres cuerpos de extranjeros contratados en Europa—, dos brigadas de artillería de cuatro escuadrones, dos regimientos de caballería y la escolta del comandante en jefe. El parte señala que el ejército argentino completo destinado a la guerra en noviembre de 1865 tenía:
8 generales,
241 jefes,
2059 oficiales, 5402 suboficiales y 16 812 soldados, sin incluir las fuerzas dispersadas en Entre Ríos.
En abril de 1866, las fuerzas argentinas disponibles para iniciar la invasión al Paraguay eran 25 000 hombres. En comparación con los demás beligerantes, en el caso argentino resulta llamativo que en total se movilizaron algo menos de 30 000 hombres, es decir que la gran mayoría de los mismos ya habían sido movilizados antes de cumplirse un año del comienzo de la guerra.
En el momento de realizarse el censo argentino de 1869, se contaron 6276 militares argentinos en el Paraguay.

#### Armada Argentina
Un informe del Departamento de Marina de 1866 dice que la escuadra argentina constaba de los siguientes buques operativos:
- Guardia Nacional
- Chacabuco
- Libertad
- Pavón
- Buenos Aires
- Gualeguaychú
- Itapirú

Decía además el informe que «los buques en desarme: Hércules, General Pinto, Caaguazú, Constitución y goleta Concordia fueron vendidos por el Gobierno después de constatar que eran casi del todo inservibles y que el importe de la compostura en otros, sería más elevado que su valor».
La mayoría actuaría como transportes. Solo el Guardia Nacional tendría un papel destacado en combate durante el combate de Paso de Cuevas. Todavía en campaña, el ministro de Guerra y Marina del nuevo presidente Sarmiento, coronel Martín de Gainza, comunicaba en su memoria el estado de la armada afirmando: «Siento tener que cumplir con el penoso deber de dar cuenta a VVHH que carecemos absolutamente de escuadra. Algunos buques en mal estado y algunos jefes y oficiales, aunque muy dignos, no constituyen una escuadra». Las experiencias del conflicto y de la incapacidad argentina de asegurar el cumplimiento del Tratado por parte de Brasil impulsarían la modernización de la fuerza naval con la formación de la llamada Escuadra de Sarmiento.

### Brasil

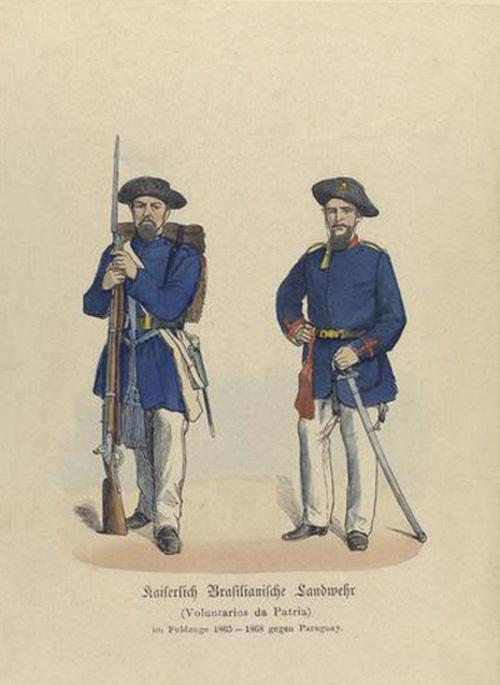
Voluntarios brasileños.

#### Ejército del Brasil
El Brasil disponía, a fines de 1864, sólo 18 000 soldados profesionales dispersos por todo el país; no obstante, por su población de más de 9 millones de habitantes, era el país de América Latina que más hombres podía reclutar con el paso del tiempo. Ese año, el gobierno fue autorizado a aumentar sus fuerzas en tiempos de paz a 22 000 hombres.
Desde el estallido de la guerra, el Imperio inició una campaña sistemática de reclutamiento de voluntarios. Al momento de iniciarse la invasión al Paraguay, estaban reunidos en Corrientes un total de 37 870 soldados. Durante la guerra, entre los aliados sería el Imperio quien perdería más cantidad de soldados, por lo que se encomendó a las autoridades. Después de iniciada la campaña de Humaitá se frenó por completo el ingreso de voluntarios. El reclutamiento se volvió forzoso, y las autoridades provinciales y municipales fueron las encargadas de reunir los contingentes, formados en su mayoría por hombres libres de raza negra o mulatos. A ellos se añadieron miles de esclavos que fueron puestos a disposición del gobierno por distintas razones, pero el total de esclavos en el ejército nunca pasó del 10 %, aunque si se suman los esclavos que estuvieron en el frente en distintos momentos, la proporción debe haber sido mucho más alta.
En total, a lo largo de la guerra, el Brasil reclutó y envió al frente ―o quedaron en reserva, disponibles para su envío inmediato al frente― 123 418 hombres.

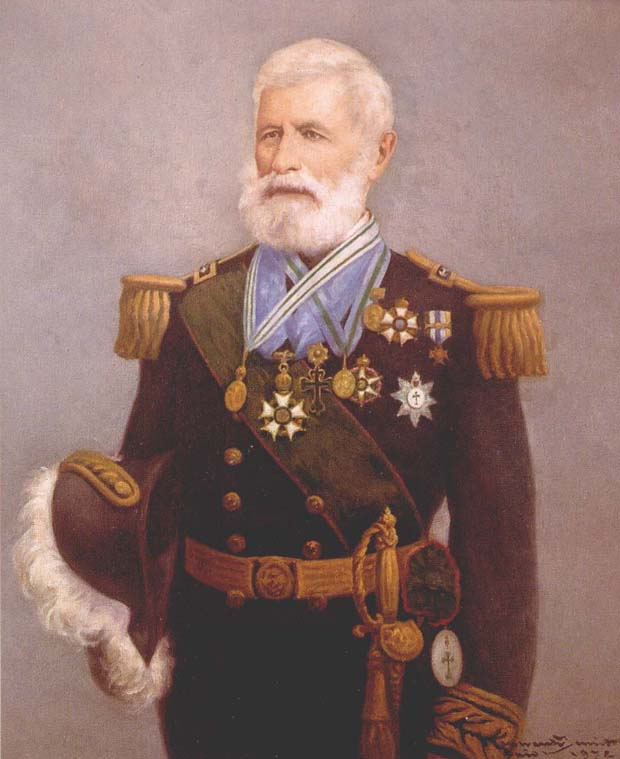
El almirante Francisco Manuel Barroso da Silva.

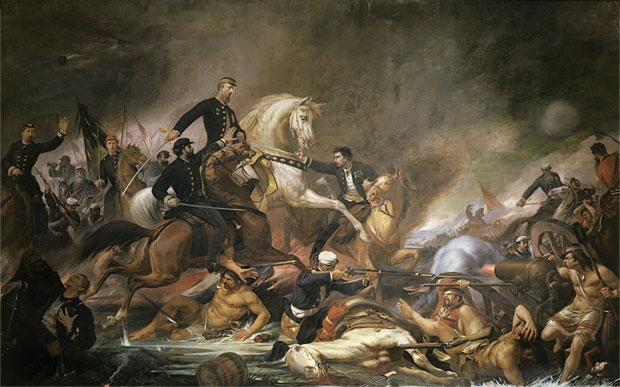
Batalla de Campo Grande.

#### Escuadra brasileña del Paraná y el Paraguay

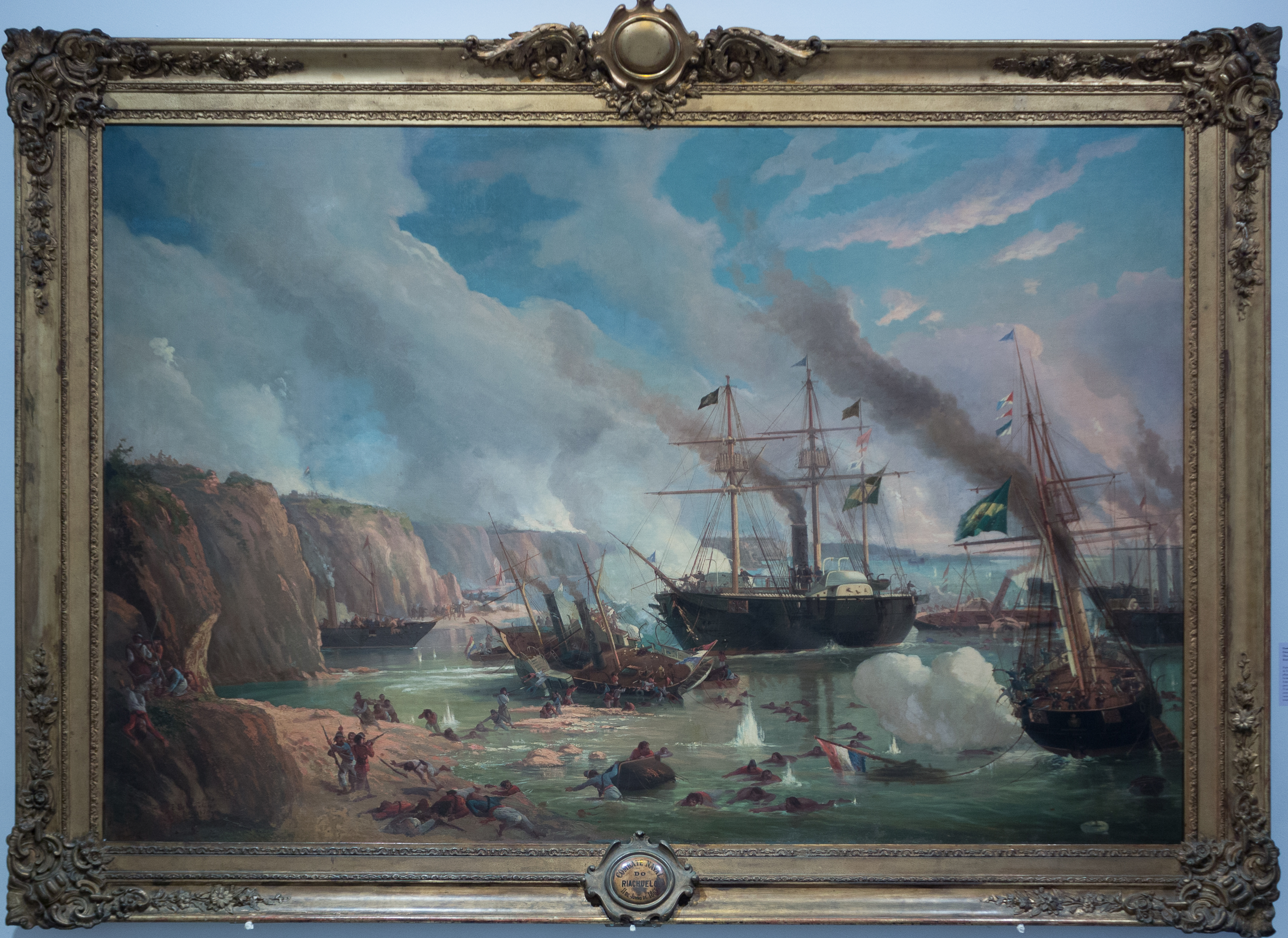
Batalla de Riachuelo, por Eduardo de Martino.

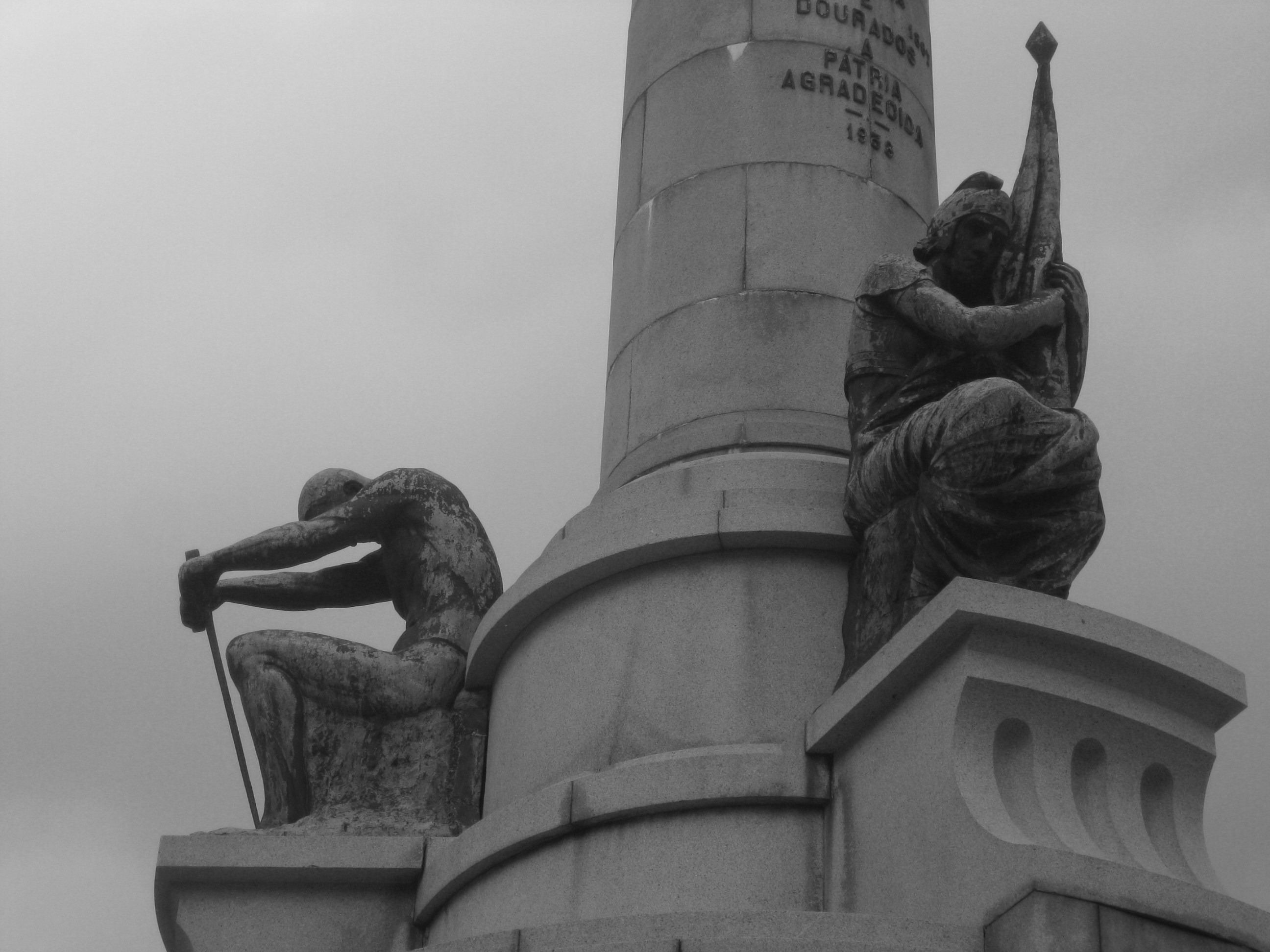
Monumento a los héroes de Laguna y Dourados en Río de Janeiro.

En el momento de la Batalla del Riachuelo, el Brasil había movilizado hacia el río Paraná los siguientes vapores, todos ellos acorazados:
- Fragata Amazonas (insignia).
- Corbeta Belmonte
- Corbeta Jequitinhonha
- Corbeta Parnaíba
- Corbeta Beberibé
- Cañonero Iguatemy
- Cañonero Mearim
- Cañonero Araguarí

El 21 de diciembre de 1867 se incorporaron los monitores encorazados:
- Pará
- Alagoas
- Rio Grande do Sul

Poco antes se habían incorporado los acorazados:
- Encorazado Barroso
- Encorazado Tamandaré
- Monitor Silvado
- Monitor Cabral
- Monitor Lima Barros
- Monitor Barroso
- Monitor Tamandaré
- Monitor Colombo
- Monitor Brasil
- Monitor Herval
- Monitor Mariz e Barros
- Cañonero Ipiranga
- Cañonero Recife
- Cañonero Majé
- Bombardera Forte de Coimbra
- Bombardera Pedro Afonso
- Chata acorazada Cuevas
- Chata acorazada Lindóia
- Chata acorazada Riachuelo.

### Uruguay
Según un estado de fuerzas del 15 de enero de 1865, la División Oriental al mando de Venancio Flores estaba compuesta de: 3 generales, 42 jefes, 234 oficiales y 2887 suboficiales y soldados. La constituían los regimientos de caballería de guardias nacionales n.º 1, 2 y 4, al mando del general Enrique Castro; la escolta del general Flores; la 1.º brigada de infantería al mando del mercenario español León de Palleja, compuesta de los batallones Florida y 24 de Abril; la 2.º brigada de infantería al mando del coronel Marcelino Castro, compuesta de los batallones Libertad e Independencia; el 1.º escuadrón de artillería ligera; y el parque al mando del capitán González. El estado mayor lo comandaba el general Gregorio Suárez.

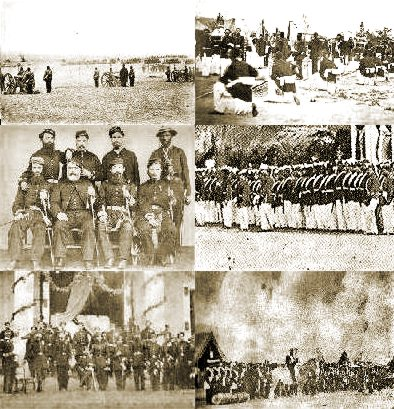
Fotografías de la guerra.

En los dos años siguiente, el Uruguay continuó enviando tropas a la guerra, llegando a unos 5583 hombres.
Uruguay no contribuyó con buques al esfuerzo bélico aliado.

## Desarrollo de las acciones bélicas

### Frente del Mato Grosso
La guerra tuvo dos fases muy diferenciadas; la primera etapa fue la Campaña del Mato Grosso, que duró un año y estuvo caracterizada en su totalidad y en exclusiva por el enfrentamiento entre Paraguay y Brasil. López aprovechó la debilidad de las fuerzas brasileñas en el Mato Grosso, lo que le permitió triunfar en ese frente, pero al iniciar esa acción pospuso su entrada en la guerra en el Uruguay, donde el presidente Aguirre y sus partidarios eran sus únicos aliados posibles.
Siguiendo las líneas del río Paraguay y del camino de Nioaque (o Nibolaque) y el Mbotetey (o río Miranda), las fuerzas paraguayas desalojaron a las brasileñas de las fortalezas y colonias militares de Coímbra, Albuquerque, Corumbá, Miranda, Dourados y, ya a inicios de 1865, la villa de Coxim. Si bien el plan elaborado por el alto mando paraguayo no lo especificaba, todo indica que el objetivo último era la ciudad de Cuyabá, capital del Mato Grosso. No obstante, el avance por tierra se detuvo poco más delante de Coxim, mientras el avance por el río Paraguay no pasó más allá de Sará, a casi 400 km de Cuyabá.
El fuerte de Coímbra fue atacado el 27 de diciembre de 1864 por cinco batallones de infantería y dos regimientos de caballería a pie, con un total de 3200 hombres, armados con doce cañones rayados, una batería de treinta foguetes franceses de 24 mm, protegidos por diez embarcaciones de guerra (entre las cuales el Marquês de Olinda, adaptado) bajo el mando del coronel paraguayo Vicente Barrios, jefe de la División de Operaciones del Alto Paraguay. Dos días después, el teniente coronel Hermenegildo de Albuquerque Porto Carrero, comandante del Corpo de Artilharia de Mato Grosso, evacuó el fuerte a bordo de la cañonera Anhambaí.

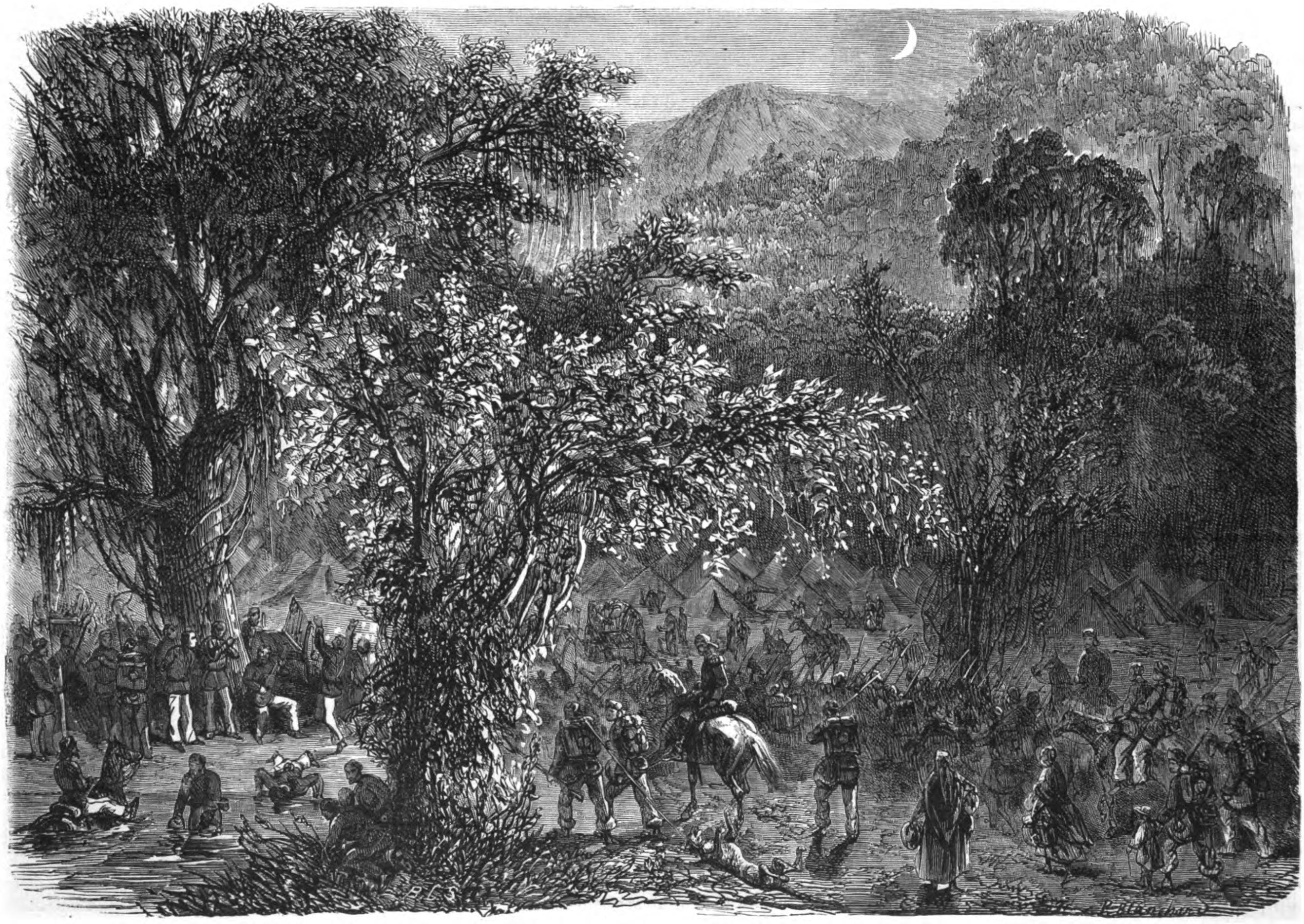
Expedición brasileña para Mato Grosso en Goiás.

La Colonia Militar de Dorados fue tomada por una columna de asalto paraguaya de cerca de 300 hombres el 29 de diciembre, muriendo su comandante, el teniente de caballería Antônio João.
Corumbá fue tomada el 3 de enero de 1865 y fortificada por los paraguayos con 6 piezas de artillería. Poco tiempo después, iniciada la ofensiva en el frente sur, López ordenaría al general Vicente Barrios, comandante del ejército en el Mato Grosso, retirar la mayor parte de las tropas hacia el sur.
La reacción brasileña a la invasión sería muy lenta: una columna organizada en São Paulo en abril de 1865 recién llegó a Coxim a fines de ese año, ocupando sucesivamente las localidades evacuadas por los paraguayos. Hasta junio de 1867 no fue recuperada Corumbá, fecha en que las fuerzas paraguayas evacuaron también São Joaquim, Pirapitangas, Urucú y el presidio de Albuquerque, que en conjunto integraban el Distrito Militar brasileño del Alto Paraguay.
Corumbá fue abandonada por los brasileños a causa de la viruela el 23 de julio de 1867, regresando a manos paraguayas hasta que en abril de 1868 López ordenó la evacuación de esa población y del Fuerte de Coímbra, que fueron reocupados por los brasileños en agosto de 1868, casi cuatro años después de la invasión paraguaya.

### Declaración de guerra a la Argentina
Dada la enorme extensión del territorio brasileño, pese a sus victorias Paraguay no podía lograr una acción decisiva. López pidió autorización al presidente argentino ―el general Bartolomé Mitre― para que las tropas paraguayas pudieran cruzar por territorio argentino hacia el territorio uruguayo. Liberando a Uruguay de la influencia brasileña, López esperaba encontrar un aliado y un lugar de gran importancia estratégica: una salida al mar. Mitre no accedió a lo demandado por López por dos motivos. Si la Argentina permitía el paso de tropas de un estado beligerante en esta guerra, quedaba involucrada directamente en ella; el otro motivo era la antigua relación de afinidades entre Mitre y el jefe del partido colorado uruguayo Venancio Flores, enemigo declarado de López.
Sin embargo el gobierno de Mitre había ayudado en el financiamiento del golpe de Estado de Uruguay, además de haber permitido a buques brasileños el paso por los ríos Paraguay, Uruguay y Paraná pasando por Corrientes y Entre Ríos.
El ingreso de López en la guerra en el Uruguay era tardío: ya se había producido la caída de Paysandú y su consecuencia inmediata, la renuncia de Aguirre. No obstante, López creyó que todavía podía salvar al Partido Blanco, algo que no lograría: el 20 de febrero, Flores y el ejército brasileño ingresaban en Montevideo.
López convocó a reunirse desde el 15 de febrero de 1865 al Congreso paraguayo, el cual aprobó lo hecho en contra del Brasil y le otorgó el grado de mariscal de los ejércitos patrios. Una comisión del congreso expresó que la guerra se producía por las maquinaciones de los porteños... porque lejos está la mente de esta comisión al confundir al pueblo argentino con esa fracción demagógica de Buenos Aires. El 18 de marzo, el Congreso paraguayo sancionó una ley autorizando a López a declarar la guerra al actual gobierno de la República Argentina.
Ese día López promulgó la ley y declaró la guerra a la Argentina, lo cual fue publicado en El Semanario el 23 de marzo. El 29 de marzo notificó al gobierno argentino los motivos de la declaración de guerra:

1.º. La negativa del gobierno de Buenos Aires á conceder el tránsito inocente por su territorio de las tropas paraguayas que llevaban la guerra al Brasil.
2.º. La protección prestada por el mismo gobierno á la revolución del general Flores en el Estado Oriental, para derrocar á su gobierno legítimo.
3.º. Connivencia del gobierno argentino con el Imperio del Brasil para que este se apoderara del Estado Oriental, hecho que perturbaba el equilibrio político del Río de la Plata.
4.º. Tolerancia del presidente Mitre para la formación de una legión paraguaya en Buenos Aires, destinada a unirse al ejército brasileño.
5.º. "Empero el gobierno de V.E. no juzgó todavía suficiente este proceder hostil é ilegal para realizar los fines de su política con el Paraguay: la calumnia y los insultos á la nación y gobierno paraguayo no le detuvieron, y los órganos oficiales de la prensa porteña abundan en producciones tan soeces é insultantes que en ningún tiempo la más desenfrenada licencia y abuso en ningún país supo producir".
6.º. El pedido de explicaciones hecho al gobierno de la Asunción acerca de la reunión de fuerzas nacionales en la orilla izquierda del Paraná.
7.º. Los insultos y las calumnias de la prensa oficial porteña al Paraguay y su gobierno.
Motivos de la declaración de guerra a la Argentina.

La noticia de la declaración de guerra llegó en pocos días a Buenos Aires, pero no fue dada a conocer por el gobierno.
No está comprobado que la misma haya sido oficialmente recibida por el gobierno de Mitre, aunque sí es seguro que la noticia había llegado al presidente y a sus ministros, y fue deliberadamente ocultada hasta el 9 de mayo.

### Campaña de Corrientes

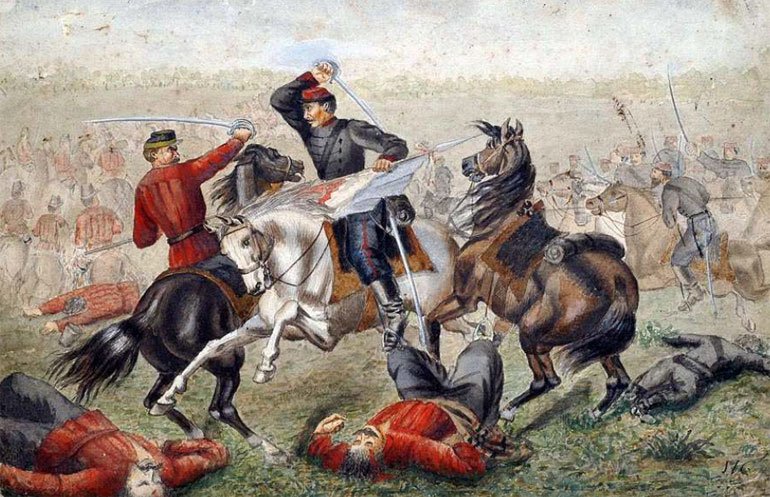
Combate de Paso de la Patria en Corrientes. 2 de mayo de 1866, Acuarela de José Ignacio Garmendia.

El 13 de abril de 1865 se inició la campaña paraguaya contra la Argentina: las tropas paraguayas capturaron barcos argentinos en el río Paraná y ocuparon la ciudad argentina de Corrientes. Al mando de estas operaciones se encontraban los generales paraguayos Wenceslao Robles y Francisco Isidoro Resquín; el general Robles, embarcado en tres vapores y encabezando a 2000 soldados, desembarcó en la ciudad de Corrientes el 15 de abril de 1865. Ese mismo día llegó a la misma ciudad argentina una columna de caballería paraguaya que había hecho su avance por tierra.
Los invasores impusieron un triunvirato de gobierno interino en la provincia de Corrientes: Teodoro Gauna, Víctor Silvero y Sinforoso Cáceres, todos ellos miembros del partido federal, y opositores al gobierno nacional, que era detentado por continuadores del partido unitario. Este gobierno provincial, teóricamente autónomo, estaba supervisado por tres comisionados paraguayos; uno de ellos era el canciller José Berges.

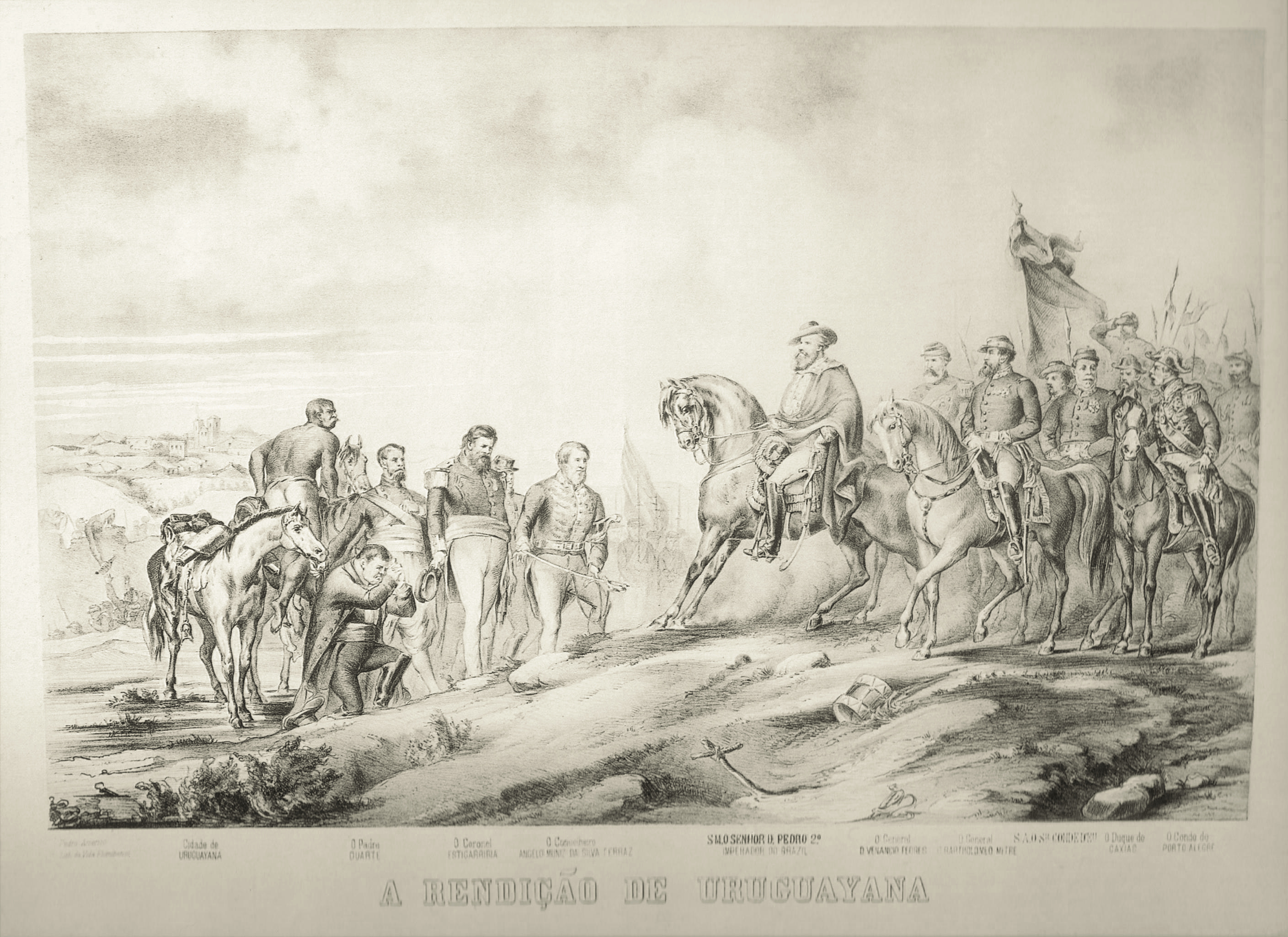
Rendición de Uruguayana (1865), por Victor Meirelles.

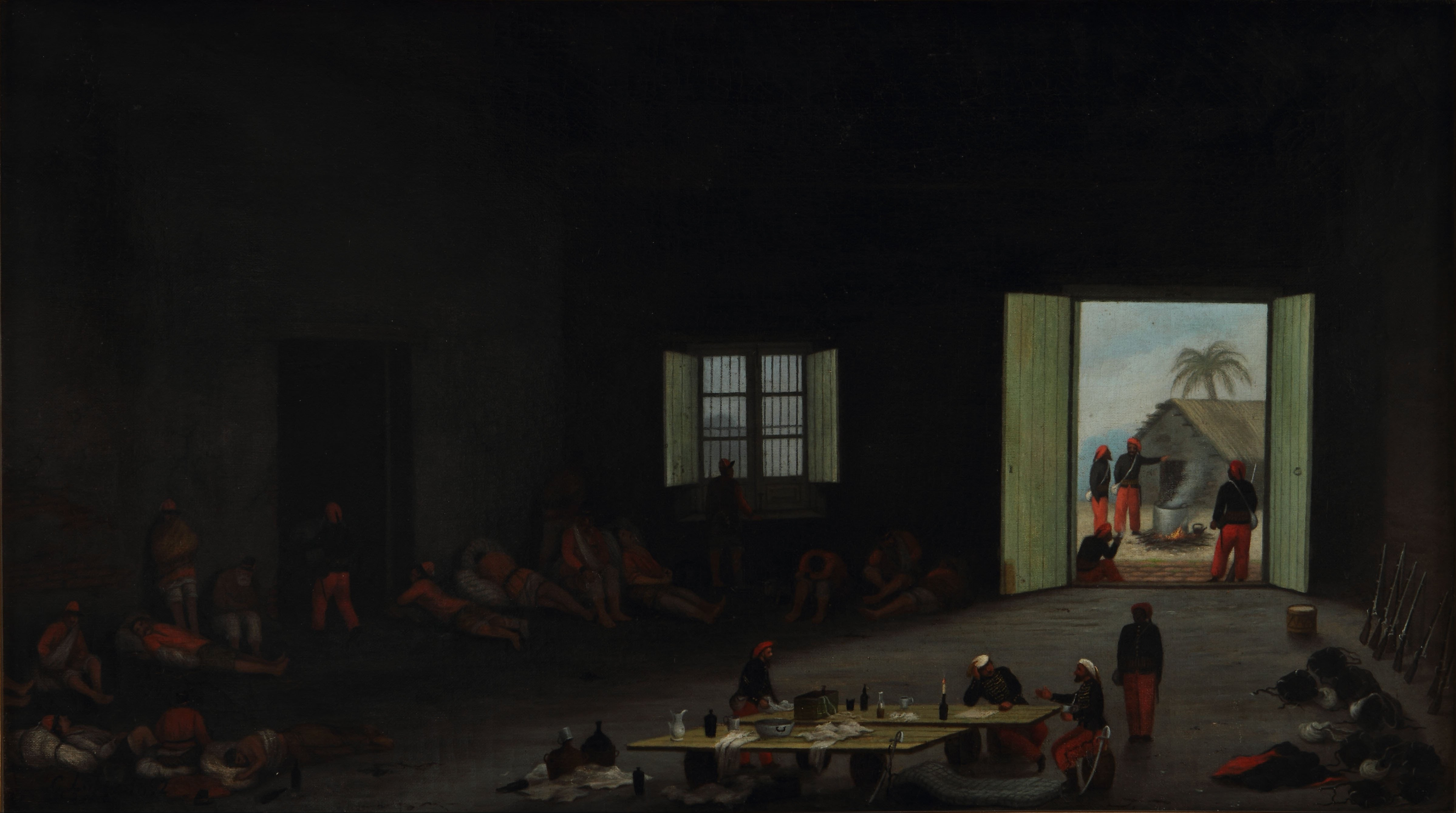
Soldados paraguayos heridos, hechos prisioneros durante la batalla de Yatay, por Cándido López.

Tras la ocupación de Corrientes, al mando de una tropa de 25 000 soldados, Robles comenzó su avance sobre la costa del río Paraná, ocupando todas las poblaciones hasta el río Santa Lucía, en las inmediaciones de Goya.
Simultáneamente, avanzó desde Encarnación una columna algo menor, con unos 12 000 hombres, al mando del teniente coronel Antonio de la Cruz Estigarribia. Tras ocupar Santo Tomé, una parte de la columna cruzó el río Uruguay, ocupó San Francisco de Borja el 12 de junio de 1865, y avanzó hasta ocupar el 5 de agosto Uruguayana, en territorio brasileño. Otros 3000 hombres, al mando del mayor Pedro Duarte, ocuparon Paso de los Libres, en el lado correntino del mismo río. Allí debían recibir la ayuda de la columna de Robles.
El 25 de mayo, la ciudad de Corrientes fue efímeramente recuperada por el general Wenceslao Paunero, que se vio obligado a evacuarla dos días después. El 11 de junio, la escuadra paraguaya fue destruida en un intento de sorprender a la brasileña en la batalla del Riachuelo.
Ambos hechos de armas provocaron la detención del avance de la columna de Robles, que comenzó a replegarse hacia el norte, y no pudieron prestar ayuda a las columnas del río Uruguay.

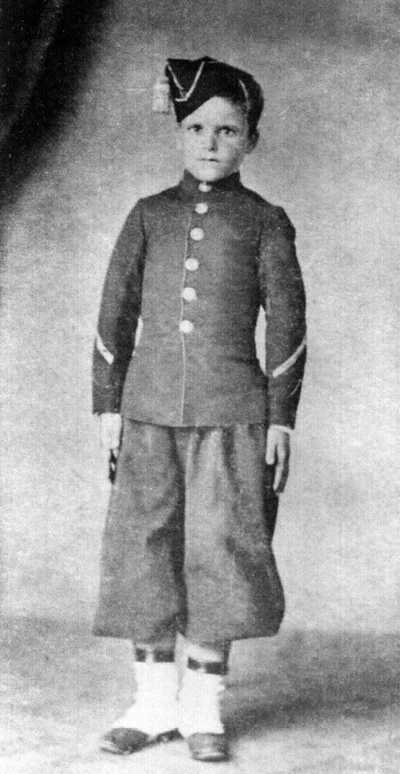
Niño soldado, "tambor" de la infantería argentina.

Mitre estableció en la ciudad entrerriana de Concordia el cuartel general del Ejército Aliado. Desde allí avanzó un ejército comandado por el presidente uruguayo Venancio Flores ―con participación de las fuerzas de Paunero y de contingentes brasileños― en busca de la división de Duarte, que fue vencida en la batalla de Yatay.
A continuación, el ejército de Flores y un gran contingente brasileño pusieron sitio a Estigarribia en Uruguayana, donde también estuvieron el emperador Pedro II y Mitre. Tras un largo asedio, durante el cual sus tropas se vieron muy disminuidas por el hambre ―y durante el cual prometió resistir hasta la muerte― Estigarribia puso fin al sitio de Uruguayana el 16 de agosto, aceptando rendirse sin condiciones. Tras la rendición, muchos soldados paraguayos fueron convertidos en esclavos en Brasil, o incorporados a los ejércitos aliados, obligados a luchar contra su patria.
Estos hechos señalaron un cambio radical del curso de la guerra: precipitadamente las tropas paraguayas debieron abandonar Corrientes y ponerse a la defensiva en la región paraguaya ubicada entre los ríos Paraná y Paraguay. Tras la retirada, las fuerzas paraguayas intentaron algunos contraataques al sur del río Paraná, durante los cuales obtuvieron la victoria en la Batalla de Pehuajó. Su único resultado fue retrasar ―pero no impedir― la invasión a territorio paraguayo.
López esperaba que la población de las provincias de Corrientes y Entre Ríos se pronunciara a su favor. Cuando este pronunciamiento no se produjo, dejó en descubierto la errónea estrategia de operar con dos columnas tan separadas, que terminaron por ser tres formaciones y una escuadra, todas autónomas una de otra. Por otro lado, los comandantes acumularon errores tácticos muy graves. En esas condiciones, la derrota se volvió inevitable.
Cuando se produce el retiro de tropas paraguayas de la provincia de Corrientes, por orden del presidente López, se inician saqueos de animales y bienes muebles, destrozando lo que no se podían llevar. Los saqueos y destrucción tuvieron intensidad diferente en el tiempo en que se desarrolló la contienda. Durante los primeros meses, hasta julio de 1865, aproximadamente, no se registró una destrucción deliberada ni sistemática, sino tan sólo algunos arrebatos aislados para consumo del Ejército invasor. Esto irá cambiando, ya que la estrategia primigenia del Paraguay para con los correntinos se irá modificando. Inicialmente será de simpatía y de búsqueda para alcanzar el convencimiento a luchar mancomunadamente en una causa común contra el poder de Buenos Aires, idea que no cuajará en la realidad. Esta política paraguaya, que buscaba eventuales aliados correntinos, implicó la división política en la provincia, generando la impronta amigo-enemigo. Con el paso del tiempo, la mezquindad correntina hacia el Paraguay implicará para estos convertir a aquellos en enemigos de su causa. Así, en los últimos meses de ocupación paraguaya del territorio provincial, se producirán saqueos masivos de ganado y destrucción e incendio de establecimientos rurales. Un ejemplo referencial ha sido el saqueo total de la ciudad de Bella Vista, sobre la costa del río Paraná.
El coronel Isidoro Reguera avanzó sobre Misiones por orden de Mitre, batió al destacamento de Capón Paraguayo, cerca de Playadito, y el 3 de octubre de 1865 derrotó a la guarnición de Trinchera de los Paraguayos (hoy Posadas), y avanzó y ocupó Candelaria.
Con esas acciones, la Argentina recuperó los territorios misioneros al sur del Paraná, ocupados por Paraguay desde 1834.
El frente norte quedaba también prácticamente abandonado, lo que permitió cruentas razzias de los "guaycurúes"
mbayás, en especial los caduveos (o kadigüegodís), aliados coyunturales de Brasil y armados entonces por ese país. Otros grupos indígenas, los terenas y los kinikinaos ―quizás por oportunismo, al presentir la derrota paraguaya, y sobre todo por ancestrales conflictos con los guaraníparlantes― participaron también a favor del Brasil, llevando adelante una guerra de guerrillas, proporcionando asistencia a las tropas y realizando tareas de inteligencia. Los caduveo en 1865 realizaron una cruenta razzia que entre otros efectos tuvo la destrucción de la población paraguaya de San Salvador.
El sector noreste (los Campos de Vaquería, ricos en pasturas y donde se ubicaba la localidad de Tigre Manso) entre el río Ygurey y la baja cordillera de Iguatemí, fueron fácilmente ocupados por Brasil, al verse obligadas las tropas paraguayas a reconcentrarse en el sur.[cita requerida]

### Tratado de la Triple Alianza
- Wikisource contiene obras originales de o sobre Texto del tratado secreto de la Triple Alianza.

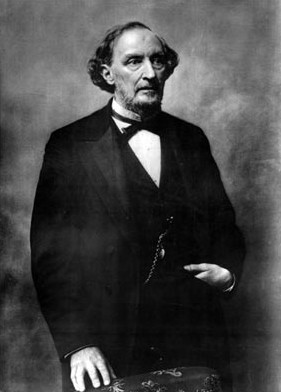
Bartolomé Mitre, presidente de la Argentina.

La declaración de guerra había sido ocultada por Mitre unas semanas, a fin de alimentar la indignación por el ataque paraguayo "a traición”, y cohesionar a su alrededor a las provincias argentinas y a algunos caudillos ―como Justo José de Urquiza― que consideraban que ello sería una guerra fratricida entre Argentina y Paraguay. Paralelamente, enardeció los ánimos argentinos la noticia de que algunas mujeres correntinas habían sido raptadas y llevadas a Paraguay.
Al recibir el anuncio de la invasión paraguaya, Mitre pronunció una arenga, exigiendo la colaboración de toda la población a lo que presentaba como una agresión injustificada en plena paz. Su discurso terminó con una frase que se haría famosa por el optimismo exagerado que demostraba:

...en veinticuatro horas a los cuarteles, en quince días en Corrientes, ¡en tres meses en Asunción!
Bartolomé Mitre

Pocos días después de conocida la invasión a Corrientes, el 1 de mayo de 1865 se firmaba en Buenos Aires el Tratado de la Triple Alianza, que se mantuvo secreto. Los historiadores revisionistas afirman
que el carácter secreto del tratado se debe a que, aunque la Alianza no era «contra el pueblo paraguayo sino contra su Gobierno», en definitiva sería la nación paraguaya quien pagaría por la guerra.
En particular, el artículo 14 especificaba que los aliados exigirían al Paraguay

el pago de los gastos de la guerra que se han visto obligados a aceptar, así como la reparación e indemnización de los daños y perjuicios causados a sus propiedades públicas y particulares y a las personas de sus ciudadanos.

Igualmente, el artículo 16 especificaba que se fijarían los límites del Paraguay de forma tal que tanto el Brasil como la Argentina incorporaran la totalidad de los territorios en disputa. Los artículos adicionales agregados en forma de protocolo especificaban también el reparto de botín de guerra y todas las armas del país, así como la destrucción de las fortificaciones paraguayas.
Ninguno de los tres aliados estaba realmente preparado para la guerra, pero les era útil por razones internas. El Brasil estaba atravesando desde octubre de 1864 una seria crisis comercial y financiera, con quiebras de numerosos bancos; por otro lado, el Reino Unido había roto relaciones por un incidente naval, y había humillado al gobierno liberal, obligándolo a firmar un tratado desventajoso. El gobierno brasileño, por consiguiente, necesitaba distraer de cualquier modo a la opinión pública de esas crisis.
Por su parte, tanto el gobierno argentino como el uruguayo habían llegado recientemente al poder y no habían logrado unificar el sentimiento de autoridad en torno suyo, contando con repetidas insurrecciones en el interior ―en el caso argentino― y en la capital ―para el Uruguay―. La guerra permitiría galvanizar el sentimiento de unidad nacional detrás de sus gobiernos. El objetivo fue alcanzado en cierta medida, tanto en el Uruguay como en la Argentina: la guerra fue muy popular ―al menos en un principio― en la ciudad de Buenos Aires y en zonas cercanas, como Rosario, en donde la prensa hacía fuerte propaganda a favor de Brasil.

### Rechazo argentino a la guerra
Los ejemplos del rechazo argentino a luchar contra Paraguay abundan. Entre ellos se destacan el Desbande de Basualdo, ocurrido en julio de 1865, en la cual ocho mil soldados argentinos ―en su inmensa mayoría entrerrianos― se negaron a luchar contra Paraguay. En esa ocasión, el gobierno central se abstuvo de represalias contra los sublevados, los cuales regresaron a sus hogares. A la precedente le siguió la Sublevación de Toledo, de noviembre de 1865, que fue duramente reprimida con el auxilio de tropas brasileñas y floristas.
Uno de los líderes de la oposición contra la guerra en Entre Ríos, el general Ricardo López Jordán, había escrito a Urquiza:

Usted nos llama para luchar contra el Paraguay. Nunca, general; él es nuestro amigo. Llámenos para luchar contra los porteños y brasileños. Estamos listos. Esos son nuestros enemigos.

En noviembre de 1866 se produjo en la provincia de Mendoza la llamada Revolución de los Colorados y, el 10 de diciembre, el coronel Felipe Varela se unía a la misma, lanzando la siguiente Proclama:

¡Argentinos! El pabellón de mayo que radiante de gloria flameó victorioso desde los Andes hasta Ayacucho, y que en la desgraciada jornada de Pavón cayó fatalmente en las ineptas y febrinas manos del caudillo Mitre, ha sido cobardemente arrastrado por los fangales de Estero Bellaco, Tuyutí, Curuzú y Curupaití (...)
¡Abajo los traidores de la Patria! ¡Abajo los mercaderes de las cruces de Uruguayana, a precio de oro, de lágrimas y de sangre argentina y oriental!

Nuestro programa es la práctica estricta de la constitución jurada, del orden común, la paz y la amistad con el Paraguay, y la unión con las demás repúblicas americanas.

¡Compatriotas nacionalistas! El campo de la lid nos mostrará el enemigo. Allí los invita a recoger los laureles del triunfo o la muerte, vuestro jefe y amigo.
Manifiesto de Felipe Varela.

La Revolución se extendió rápidamente a las provincias argentinas de San Luis, San Juan y La Rioja y las fuerzas nacionales tardaron más de un año en vencerla.
Demorados en la represión de estas rebeliones, Mitre y sus subalternos recién pudieron regresar a la contienda en Paraguay hacia julio de 1867. Sin embargo, para ese entonces la impopularidad en Argentina de la guerra contra el Paraguay provocó una nueva rebelión, esta vez en la provincia de Santa Fe.
En 1868 estalló en la provincia de Corrientes una revolución en apoyo de la política de Mitre, cuya impopularidad obligó a distraer fuerzas militares para asegurar el triunfo de los sediciosos.
Un caso extremo, y que no está solamente relacionado con la Argentina, es un comentario de un cónsul británico en una carta enviada a Gran Bretaña en abril de 1869, en que afirmaba que en territorio del Chaco Gualamba se habría formado un refugio de desertores de todos los países involucrados, que convivían en paz.
De ese modo, de los 25 000 combatientes argentinos de 1866, solo aproximadamente el 10 % continuaba en 1869 en el frente, siendo en su mayoría los ex prisioneros paraguayos. Durante el penúltimo y último año de la contienda, Argentina participó casi nominalmente de la misma. También se sabe del caso de grupos de soldados correntinos que desertaron y se cambiaron al bando paraguayo.
Al concluir esta guerra, que alzó varias reconocidas voces argentinas en su contra,
se produjo otra rebelión que tenía entre sus motivos el rechazo a la guerra del Paraguay: en abril de 1870 la población entrerriana se sumó mayoritariamente a la rebelión liderada por Ricardo López Jordán. La misma fue aplastada por las tropas que volvían de la Guerra del Paraguay.
Otra personalidad relevante que se opuso públicamente contra la guerra, fue Juan Bautista Alberdi,
que residía en París; este condenó la contienda, llamándola "la guerra de la triple infamia", y al finalizar la misma publicó uno de sus libros más conocidos, El crimen de la guerra.

### Campaña de Humaitá o del Cuadrilátero
Las líneas defensivas paraguayas ubicadas en el sur del país eran formidables:
y estaban centradas en los fuertes de Curuzú, Curupaití, Humaitá ―todos ellas sobre el río Paraguay, artilladas para dificultar el paso de buques enemigos― y el de Tuyú Cué, alejado de la costa. Junto al Fuerte Timbó,
ubicado en la margen opuesta del río Paraguay (actual provincia del Chaco), el más completo cierre del paso hacia Asunción era el fuerte de Humaitá, núcleo de la defensa paraguaya.

#### Hasta Curupaytí

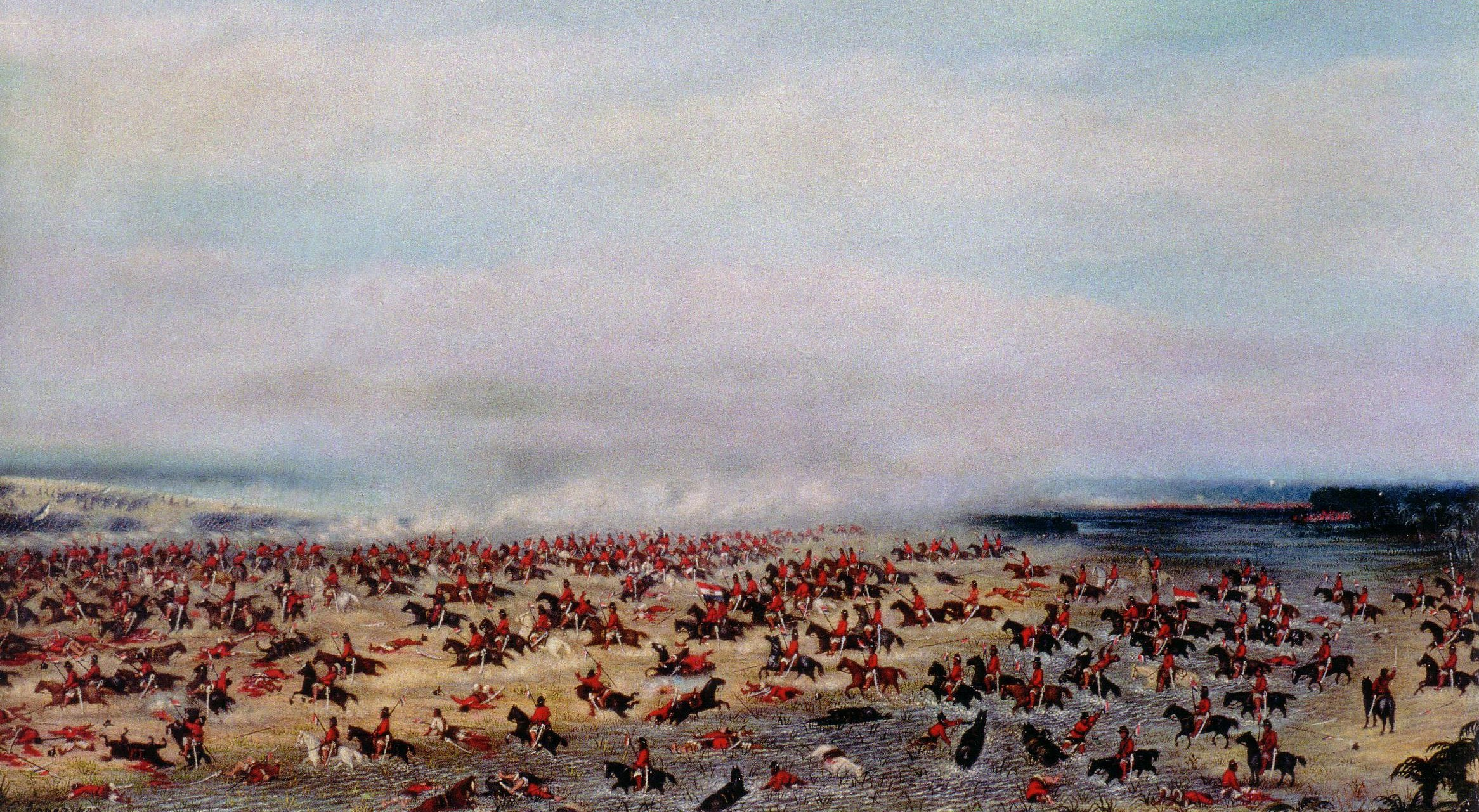
Representación artística (1876-1885) de la batalla de Tuyutí, por Cándido López).

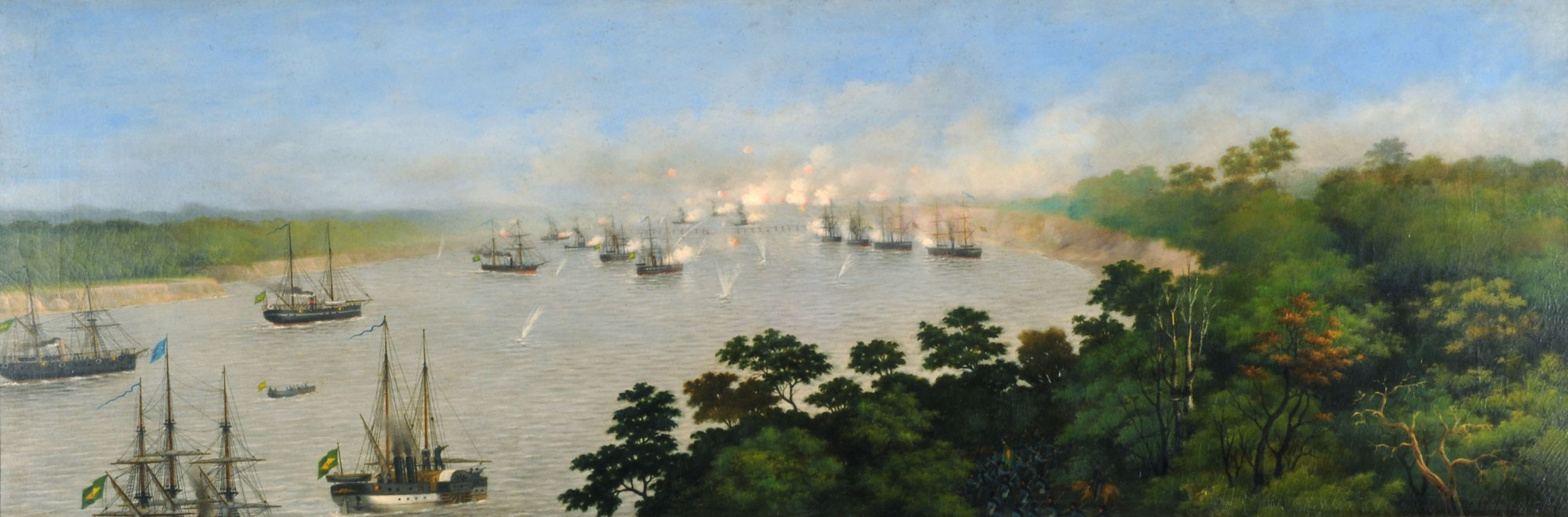
Representación artística del ataque de la escuadra brasileña a las baterías paraguayas en la Batalla de Curupaytí, el 22 de septiembre de 1866, por Cándido López).

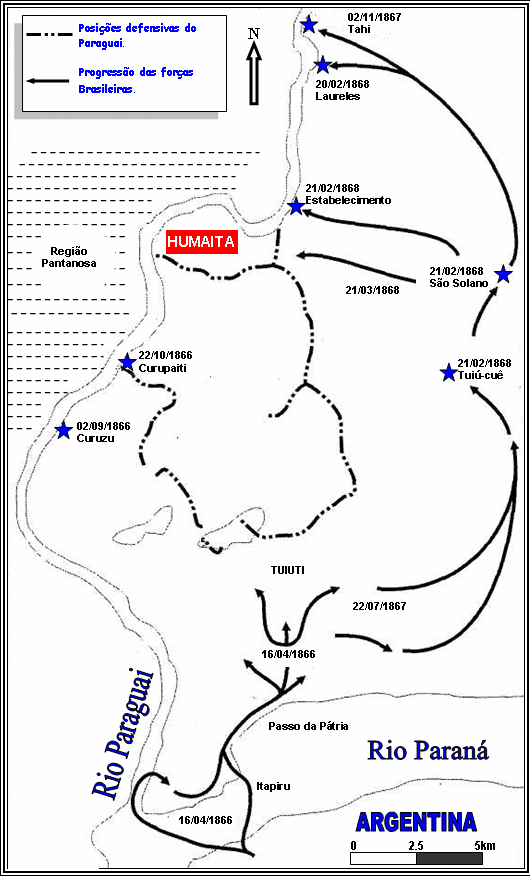
Primera etapa de la campaña sobre territorio paraguayo.

El 16 de abril de 1866, un ejército aliado de poco menos de 50 000 hombres empezó a cruzar el río Paraná, ingresando en territorio paraguayo. El día 18, las fuerzas aliadas tomaron la Fortaleza de Itapirú en la margen derecha del río Paraná, reducida a escombros por los cañonazos de la flota brasileña.

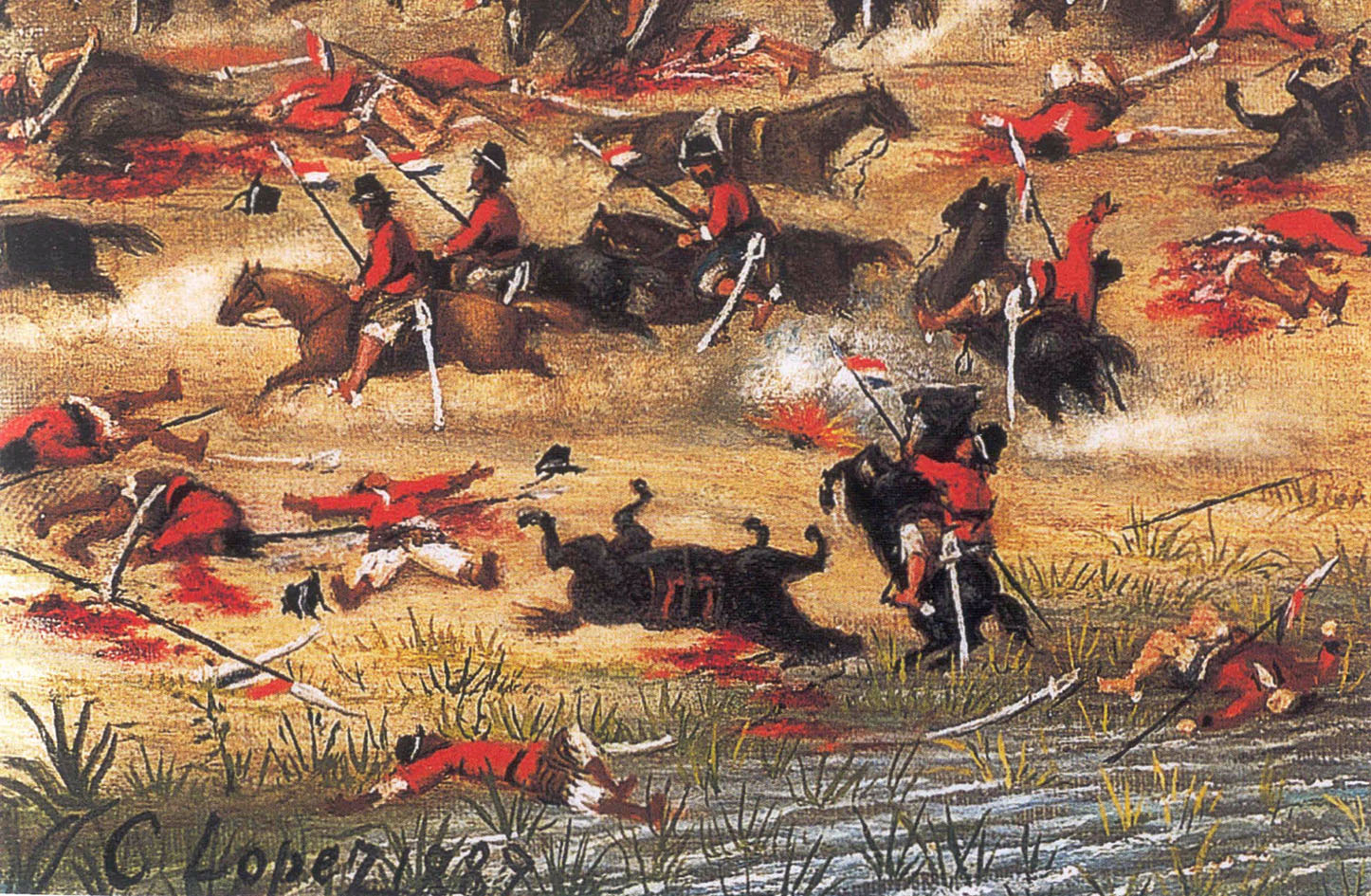
La batalla de Tuyutí, según la pintura de Cándido López.

Mitre avanzó en línea recta hasta el dispositivo defensivo organizado por López, exponiendo en imprudentemente sus tropas. Pero, en lugar de esperar a los invasores en sus líneas defensivas, las fuerzas paraguayas atacaron a las aliadas en la Estero Bellaco, siendo derrotadas, aunque logrando que el avance se detuviera en el "potrero" de Tuyutí. Allí, las fuerzas invasoras se limitaron a esperar ser atacadas para defenderse. El 24 de mayo de 1866, un ataque frontal del ejército paraguayo fue destrozado en la Batalla de Tuyutí, perdiendo 6000 hombres muertos más una cantidad similar de heridos.
Fue la batalla más grande y la más sangrienta de la historia de América del Sur.
Pese a la gran victoria obtenida, el general Mitre siguió limitándose a esperar, con lo que dio tiempo a López a reunir nuevos contingentes de soldados. No obstante, los nuevos reclutas eran en su mayoría adolescentes y ancianos, que no reemplazaban en cantidad ni en calidad las bajas sufridas. Meses más tarde, en el mismo sitio tuvieron lugar la Batalla de Boquerón, la de Yataytí Corá y las dos Batallas de Sauce.
Las fuerzas brasileñas pasaron a la ofensiva sin participación argentina ni uruguaya, desembarcando cerca del Fuerte de Curuzú, que fue capturado el 3 de septiembre de 1866.

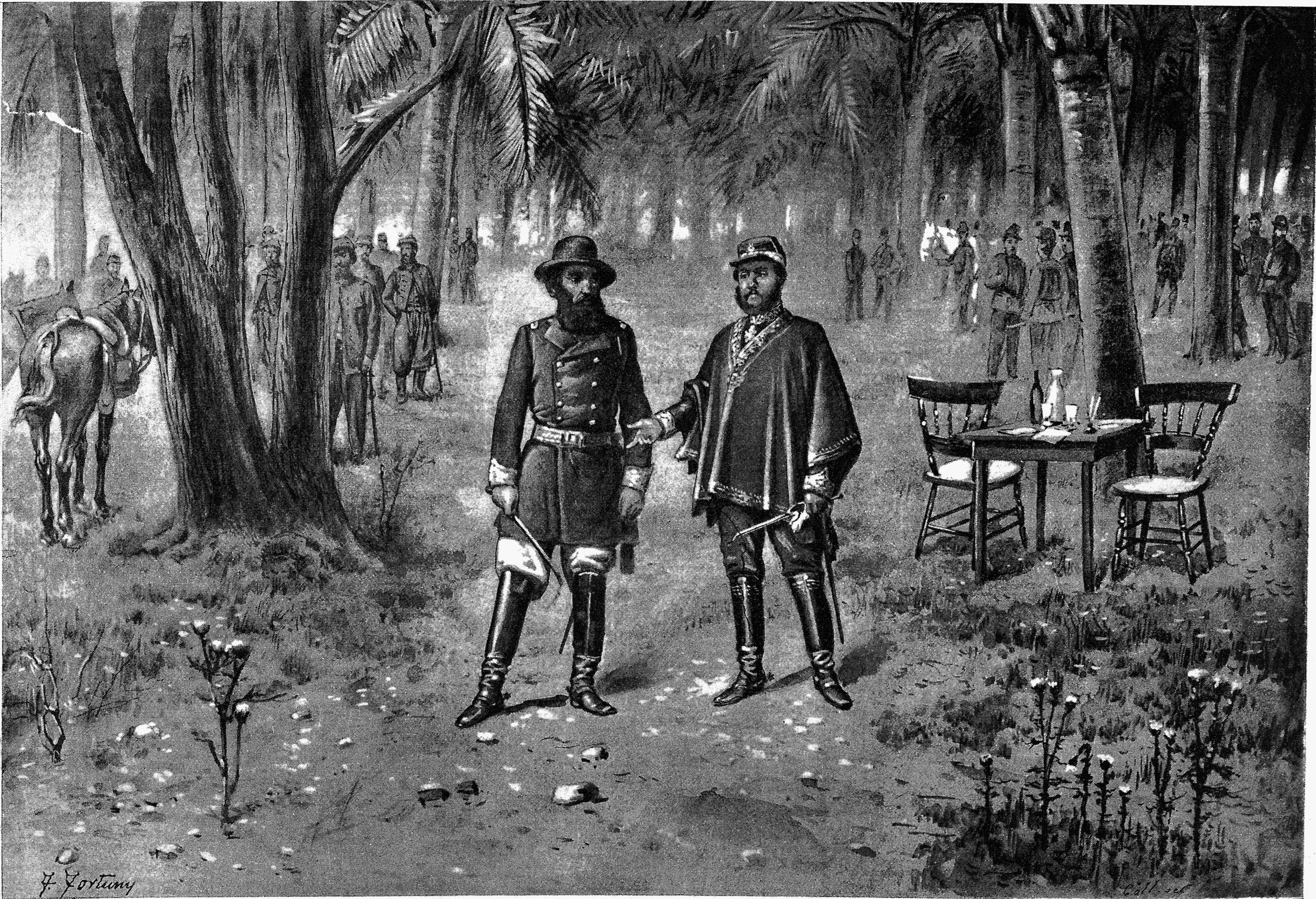
La entrevista de Yataytí Corá.

El 12 de septiembre de 1866 el mariscal López se entrevistó en Yatayty Corá con el general Mitre en busca de un avenimiento pacífico, pero la entrevista fue infructuosa debido a la absoluta oposición de Brasil a hacer una paz con el Paraguay sin una total rendición del mismo.
Mitre, como el uruguayo Flores, que también concurrió a la entrevista, se hallaba comprometido con Brasil por el Tratado Secreto de la Triple Alianza, firmado el 1 de mayo de 1865, a no firmar por separado ningún tratado con Paraguay.
Tras el fracaso de las negociaciones, Mitre decidió imitar la victoria de Curuzú y atacar el Fuerte de Curupayty. El mal tiempo reinante dio a los paraguayos la oportunidad de reforzar las defensas, y obligó además a los atacantes a combatir a través de esteros inundados. La poderosa flota brasileña al mando del marqués de Tamandaré se había comprometido a "descangalhar" con su artillería desde el río Paraguay las fortificaciones paraguayas, pero el bombardeo se realizó muy ineficazmente.
El 22 de septiembre de 1866 tuvo lugar la batalla de Curupaytí (o Curupayty), en la que el ataque de las tropas aliadas ―en su mayoría argentinas― fue completamente frustrado por las tropas paraguayas al mando de José Eduvigis Díaz. Las tropas argentinas y brasileñas, creyendo ya desmantelada la artillería paraguaya, avanzaron resuelta y casi desprevenidamente a campo traviesa, siendo prácticamente barridas por esa misma artillería a la que consideraban desbaratada.
Los argentinos tuvieron 983 muertos y 2002 heridos; los brasileños, 408 muertos y 1338 heridos. Por su parte, los paraguayos tuvieron 92 bajas en total.

#### Desde Curupaytí hasta la caída de Humaitá

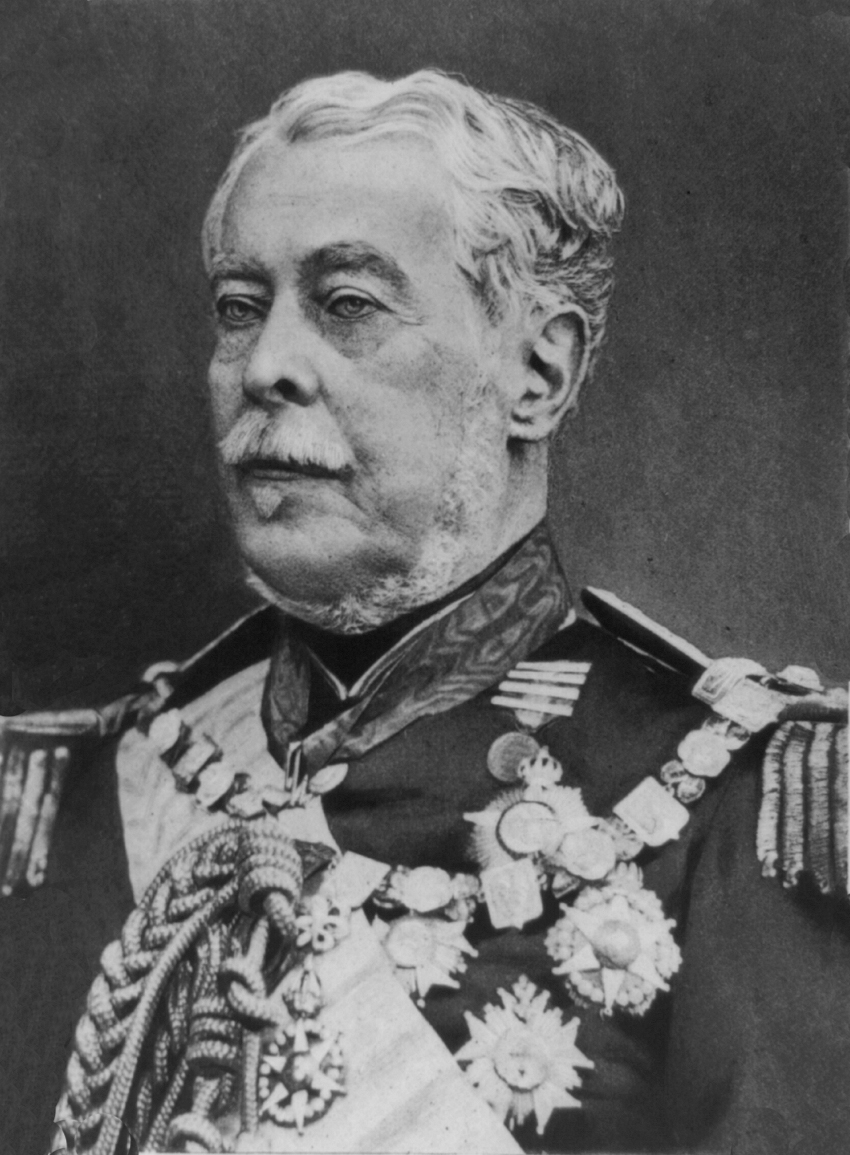
Luís Alves de Lima e Silva, duque de Caxias.

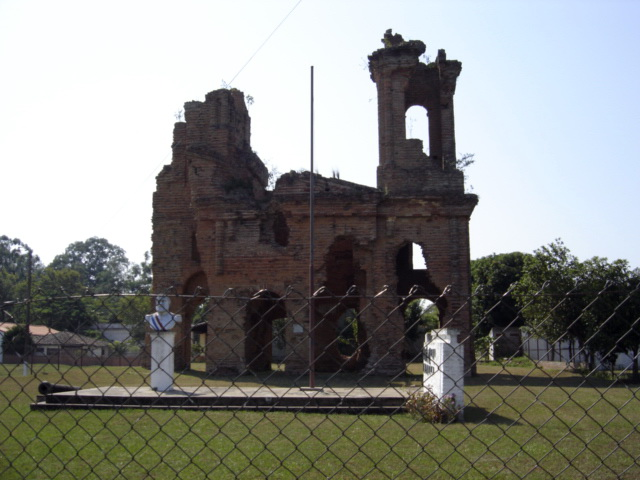
Ruinas de Humaitá.

La derrota de Curupaytí detuvo por muchos meses las acciones de los aliados, más por parte de los argentinos que de las fuerzas del Brasil.
El general Flores regresó a Uruguay, dejando en el frente solamente a 700 soldados uruguayos al mando del general Gregorio Suárez, que fue pronto reemplazado por Enrique Castro.
Los generales brasileños discutieron entre ellos, y todos culparon a Mitre por la derrota. Pidieron al Emperador que exigiera a Mitre regresar a Buenos Aires, cosa que este se negó a hacer. En diciembre, debido a la Revolución de los Colorados, se trasladó a Rosario, pero regresó al poco tiempo. Un intento de paz, mediado por los embajadores de Estados Unidos en Asunción y Buenos Aires, fracasó por la doble negativa de López y Pedro II.
En marzo de 1867, sin que se hubiera recomenzado la campaña, se desató una epidemia de cólera, traída por soldados brasileños. La misma se cobró la vida de 4000 soldados brasileños, y se extendió por las ciudades y campos de la Argentina y el Paraguay.
También el ejército argentino sufrió muchas bajas, incluidos oficiales notables como el general Cesáreo Domínguez. La población civil paraguaya, que hasta entonces no había sufrido daños directos por la guerra, resultó terriblemente afectada por la peste.
Pese a que nominalmente Mitre conservaba el mando de todos los aliados, el general Caxias afirmaba que seguía todas sus indicaciones, al tiempo que agregaba dos graves acusaciones:

El General Mitre está resignado plenamente y sin reservas a mis órdenes: él hace cuanto yo le indico, como está de acuerdo conmigo en todo, incluso en que los cadáveres coléricos se tiren al Paraná, ya de la escuadra como de Itapirú para llevar el contagio a las poblaciones ribereñas, principalmente las de Corrientes, Entre Ríos y Santa Fe que le son opuestas (...) El general Mitre también está convencido que deben exterminarse los restos de las fuerzas argentinas que todavía le quedan, pues de ellas solo ve peligro para su persona.
Felipe Pigna

En los primeros meses de ese año, las fuerzas brasileñas intentaron invadir territorio paraguayo desde el Mato Grosso, que solo había sido reconquistado en parte. Las epidemias y la efectiva acción de la caballería paraguaya hicieron fracasar el intento. La ciudad de Corumbá fue reconquistada, pero abandonada pocas semanas más tarde, ante una epidemia de viruela.

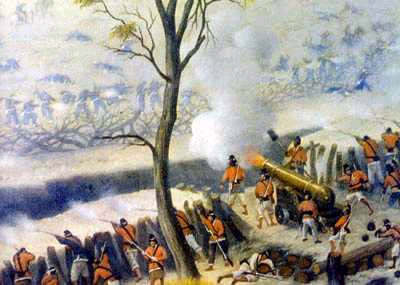
Soldados paraguayos en Curupaití tirando desde una trinchera contra las tropas aliadas.

A finales de julio, finalmente, las tropas brasileñas al mando de Caxias abandonaron Tuyutí hacia el fuerte de Tuyú Cué, que fue capturada sin combatir el último día de ese mes. Hasta fines de octubre ocurrieron otras seis batallas de menor importancia. El 3 de noviembre se produjo la segunda batalla de Tuyutí, que resultó en una dura derrota para los paraguayos, pero que les permitió reaprovisionarse y hasta capturar muchos cañones.
Mientras Mitre ocupaba nuevamente el mando, una escuadra brasileña superó los cañones de Curupaytí, pero quedó anclada entre esta fortaleza y la de Humaitá durante meses, obligando a construir una línea férrea por el Chaco para aprovisionarla. La defensa paraguaya quedó centrada en una línea defensiva conocida como "Cuadrilátero", formada por decenas de kilómetros de trincheras, que dificultaban al acceso terrestre a Humaitá.
El 2 de enero de 1868 falleció en Buenos Aires el vicepresidente Marcos Paz, víctima del cólera, y Mitre abandonó definitivamente el frente el día 18.
El mando supremo quedó en manos de Caxias, que pudo llevar adelante su estrategia sin problemas. El 19 de febrero, algunos buques brasileños pudieron cruzar por delante del fuerte de Humaitá, y tres días más tarde dos de ellos bombardearon brevemente Asunción.
Las fortalezas habían perdido su razón de ser: Curupaytí fue evacuada por sus defensores y López partió a través del Chaco hacia Asunción, dejando al Fuerte de Humaitá defendido solamente por 3000 hombres, comandados por el  coronel Paulino Alén, secundado por los oficiales de artillería coronel Francisco J. Martínez y comandantes Pedro Gill, Remigio Cabral y Pedro Hermosa, quienes serían responsables directos de las baterías. El general Caxias envió para su captura a la división al mando del general Osório, pero esta fue rechazada el 16 de julio con más de mil bajas, contra menos de cien paraguayas. Dos días más tarde, las tropas del coronel argentino Miguel Martínez de Hoz fueron emboscadas en Acayuazá por los paraguayos, muriendo su jefe y 64 de sus hombres; su segundo, Gaspar Campos, junto con otros 30 prisioneros, murieron semanas después debido a la dureza de la prisión.
El 24 de julio, la guarnición de Humaitá ―unos 3000 hombres― fue evacuada por sus defensores, mediante canoas. No obstante, la mayor parte de los mismos no alcanzaron a llegar a territorio en poder del presidente López. La mitad fue tomada prisionera el 5 de agosto y casi todo el resto murió por la artillería naval brasileña.
La campaña de Humaitá había durado casi tres años, desde octubre de 1865, los paraguayos habían perdido cerca de 60 000 hombres en su defensa.

### Campaña del Pikysyry

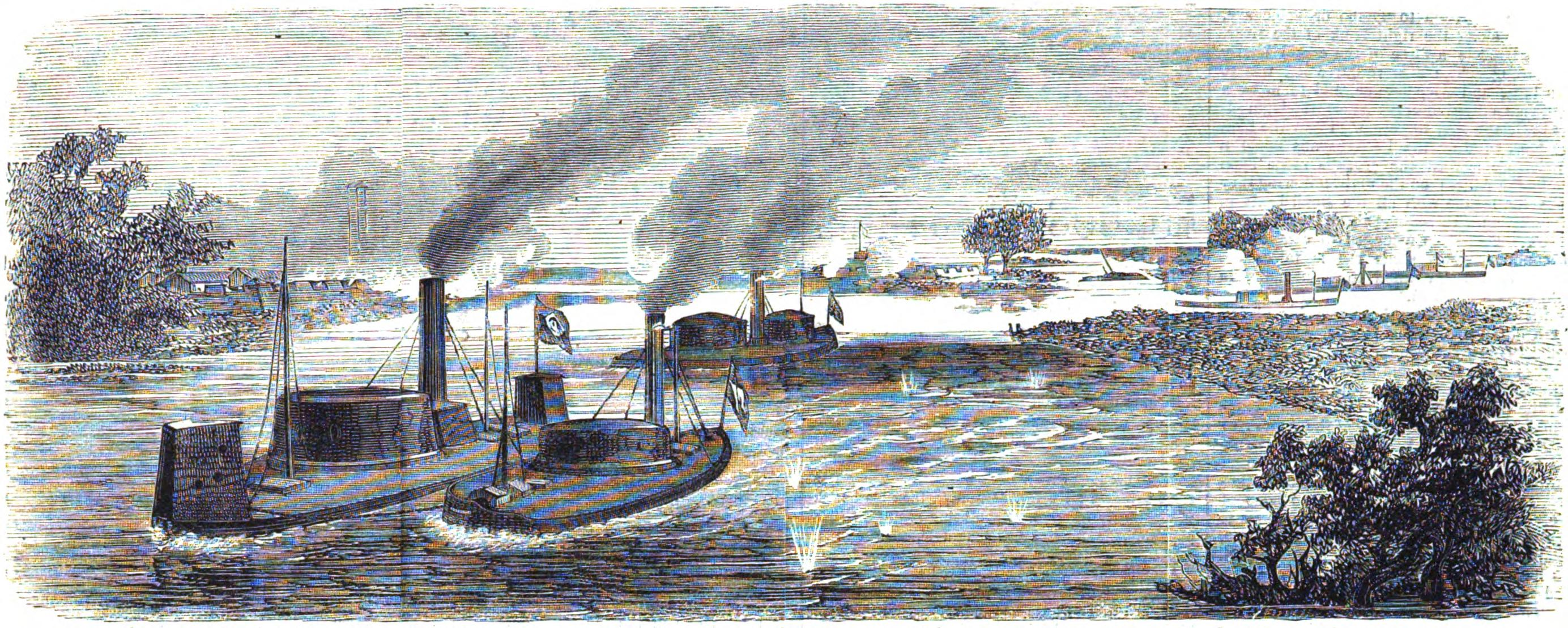
División avanzada de la Escuadra Brasileña, pasando por delante de las baterías del Tebicuary el 23 de julio de 1868, a las 3 p. m. (Harper's Weekly: A Journal of Civilization, vol. XII, n.º 617, 24 de octubre de 1868).

Debido al avance naval brasileño, el presidente López ―que se había instalado en San Fernando, a corta distancia al norte del río Tebicuary― renunció a defender la línea sobre ese río, instalando un frente defensivo mucho más cerca de Asunción, sobre el arroyo Piquisiry. El avance terrestre era bloqueado por una línea defensiva de más de 10 km de ancho, mientras el avance por el río Paraguay quedaba obstruido por un nuevo núcleo de baterías costeras en Angostura.
Tras comprobar que el ataque directo o el traslado de sus tropas por el río eran impracticables, Caxias decidió rodear las posiciones: envió a sus acorazados a cruzar frente a Angostura con toda su tripulación bajo cubierta, mientras que las fuerzas terrestres fueron trasladadas a la costa chaqueña. Desde allí abrió una picada a través del Chaco, por la cual trasladó 23 000 soldados para cruzar el río Paraguay aguas arriba de Angostura, operación en que participaron únicamente tropas brasileñas.

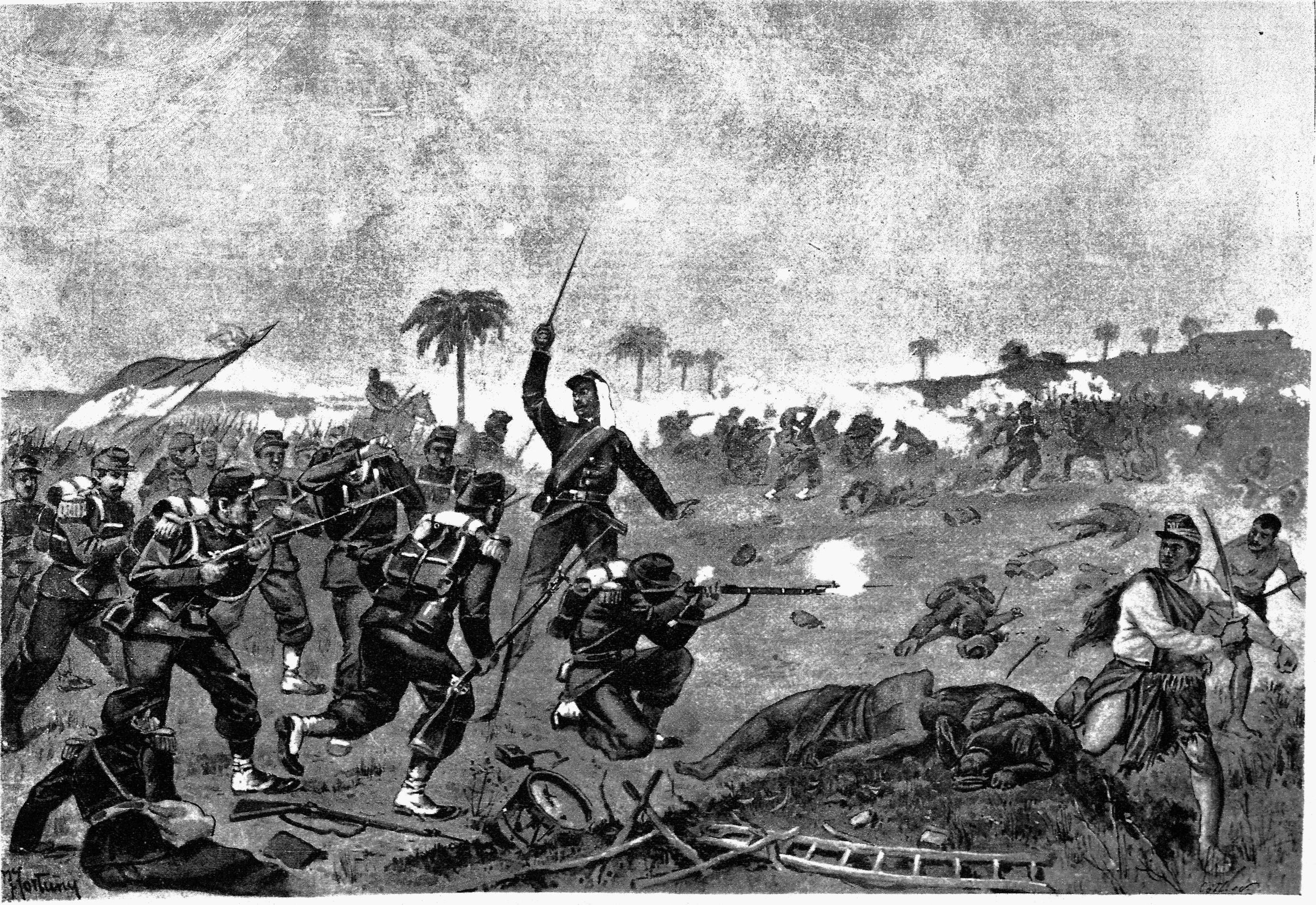
Carga de la infantería argentina en Lomas Valentinas

Desde el punto de desembarco se trasladaron hacia el sur, hacia la posición del Piquisiry, iniciando el 3 de diciembre el ataque masivo desde la retaguardia paraguaya: la ofensiva que siguió es conocida por los brasileños como la "dezembrada".
En el trayecto fueron atacados por el general Bernardino Caballero en las Batalla de Itororó y de Abay, de los días 6 y 11 de diciembre, sangrientas victorias aliadas que costaron a los paraguayos más de 4000 muertos y miles de prisioneros.
El mariscal López se atrincheró en las Lomas Valentinas, justo al norte del Piquisiry, donde infligió una dura derrota a los brasileños en la primera Batalla de Itá-Ibaté el 21 de diciembre. Pero el día 27, después de incorporarse las tropas argentinas y uruguayas, los aliados lograron una sangrienta victoria en la segunda batalla de Itá Ibaté, también llamada Batalla de Lomas Valentinas, de la que escapó López con no más de 60 hombres.
El 30 de diciembre, tras otro combate, la batería de Angostura cayó en manos de los invasores; allí los brasileños hallaron por primera vez mujeres, de lo que resultó la violación masiva de las mismas.

### Ocupación de Asunción

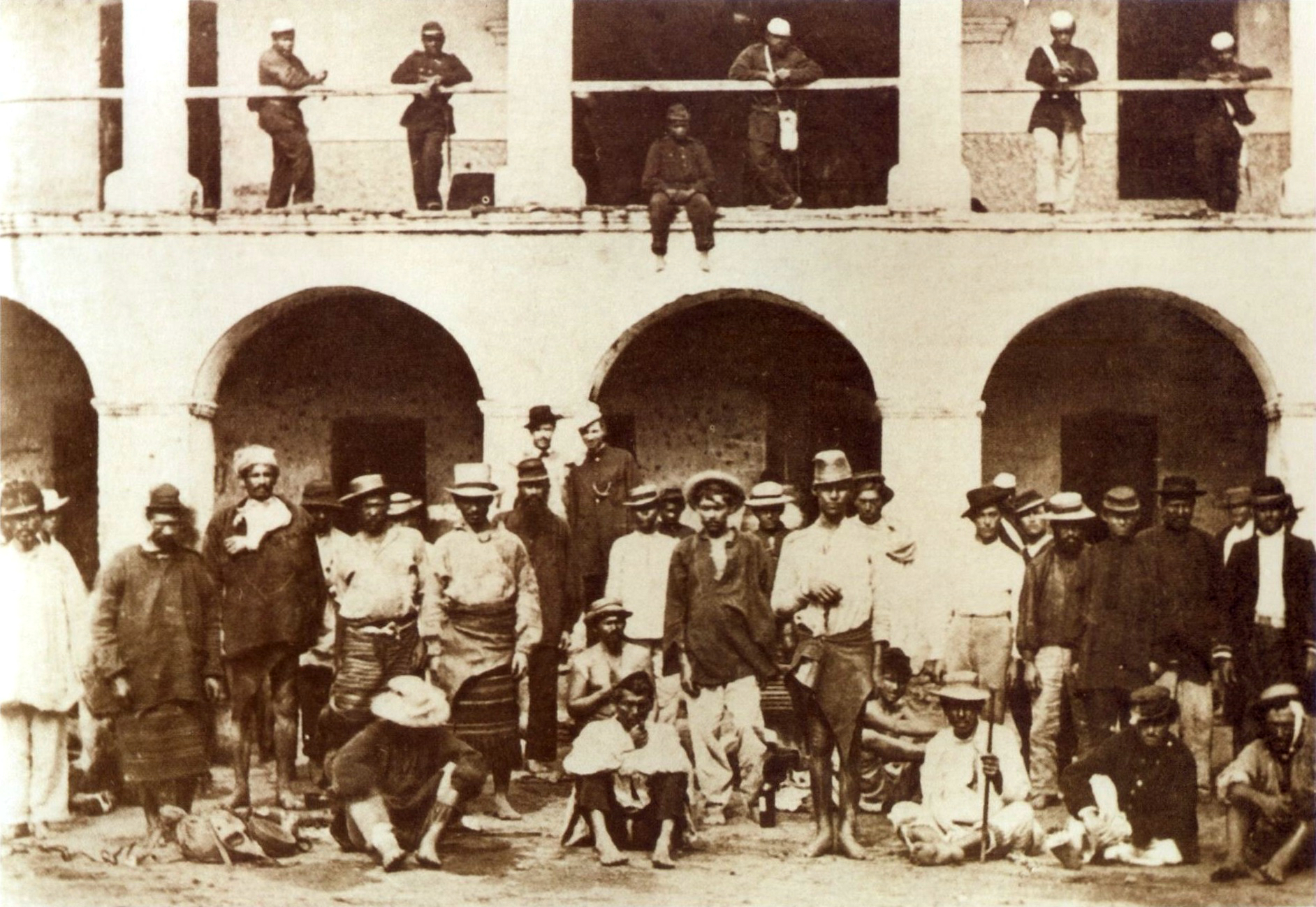
Prisioneros paraguayos.

El día 5 de enero de 1869, fuerzas brasileñas y algunos pocos contingentes uruguayos entraron en la ya indefensa Asunción, donde apenas encontraron alguna resistencia. La ciudad fue saqueada y arrasada. Lo que no fue saqueado fue incendiado, no salvándose ni siquiera las iglesias ni las embajadas europeas. El general argentino Emilio Mitre se negó a ingresar a Asunción, para

no autorizar con la presencia de la bandera argentina en la ciudad de Asunción los escándalos inauditos y vergonzosos... que han tenido lugar.

Palacio de Los López después del bombardeo durante la guerra. Archivo Nacional del Brasil.

Los restos del ejército paraguayo se vieron forzados a retirarse hacia el noreste, abandonando la población de Luque, que desde el 22 de febrero hasta el 7 de diciembre había funcionado como capital del Paraguay.

Familias paraguayas desamparadas durante la Guerra, 1867. Archivo Nacional del Brasil.

Los ocupantes no se preocuparon por formar un gobierno independiente para el Paraguay hasta el 15 de agosto de 1869, en que se formó en las ruinas de Asunción un "gobierno provisional" o Triunvirato, constituido por Cirilo Antonio Rivarola, Carlos Loizaga y José Antonio Bedoya. El Triunvirato, nominalmente electo por el pueblo paraguayo, lo fue de hecho por una reunión de 21 personas, que representaban a las distintas facciones que respondían a las autoridades militares brasileñas y ―en menor medida― al mando militar argentino.
Loizaga y Bedoya habían sido oficiales de la pequeña Legión Paraguaya, un cuerpo que había sido formado para dar un viso de apoyo paraguayo a la invasión extranjera. Por su parte, Rivarola había participado en conspiraciones contra los gobiernos de los López y había sido incorporado a la fuerza como sargento al ejército paraguayo, del cual había desertado. Poco después, Loizaga y Bedoya renunciaron y se retiraron a Buenos Aires, asumiendo Rivarola como presidente.
Poco después la pequeña flota de buques monitores paraguayos intentó refugiarse de la armada brasileña en el arroyo Yhaguih o Yhaguy, allí en la práctica quedaron destruidas las últimas unidades navales paraguayas.

### Ejecuciones en el campo de López
Desde el principio de la guerra, López se mostró inclinado a arrestar y ejecutar a los oficiales que fracasaban en las misiones que les encomendaba. Eso ocurrió, por ejemplo, con el comodoro Pedro Ignacio Meza, el derrotado en la Batalla del Riachuelo, y el general Wenceslao Robles, el conquistador de Corrientes, aunque el primero murió como resultado de sus heridas.
El padre Fidel Maíz pasó varios meses arrestado al principio de su gobierno, como sospechoso de conspirar en su contra; liberado, ejercería como fiscal en los juicios y sumarios contra los acusados por López.
Al avanzar la guerra y a la vista de las derrotas sufridas, el presidente paraguayo persiguió cada vez más cruelmente a sus oficiales, especialmente sus propios generales. En marzo de 1868, López descubrió ―o creyó descubrir― una conspiración en su contra, de la que formaban parte sus propios hermanos y su madre, como así también varios oficiales y el ministro de relaciones exteriores José Berges, cuñado del presidente; todos ellos fueron arrestados. Su madre fue perdonada tras varias semanas de prisión y sus hermanas fueron desterradas. Su hermano Venancio López murió durante el traslado del ejército al interior. En cambio, su otro hermano, Benigno López, junto con el ministro Berges, el obispo Manuel Antonio Palacios, el general Vicente Barrios ―también cuñado de López― y muchos otros altos oficiales y funcionarios, fueron ejecutados a fines de 1869.
En el camino hacia las Cordilleras fueron ejecutadas otras centenares de personas, entre ellas las esposas de oficiales del ejército paraguayo. Víctima de una manía persecutoria o paranoia, López veía a cada paso nuevas conspiraciones en su contra, que llevaban a nuevas ejecuciones. En total, a lo largo del año 1869, el gobierno de López ejecutó alrededor de 400 paraguayos, más muchos procesados que murieron en prisión.

### Campaña de las Cordilleras

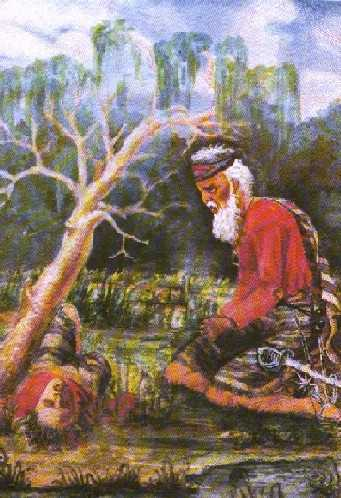
Soldado paraguayo ante el cadáver de su hijo, óleo de José Ignacio Garmendia (1841-1925).

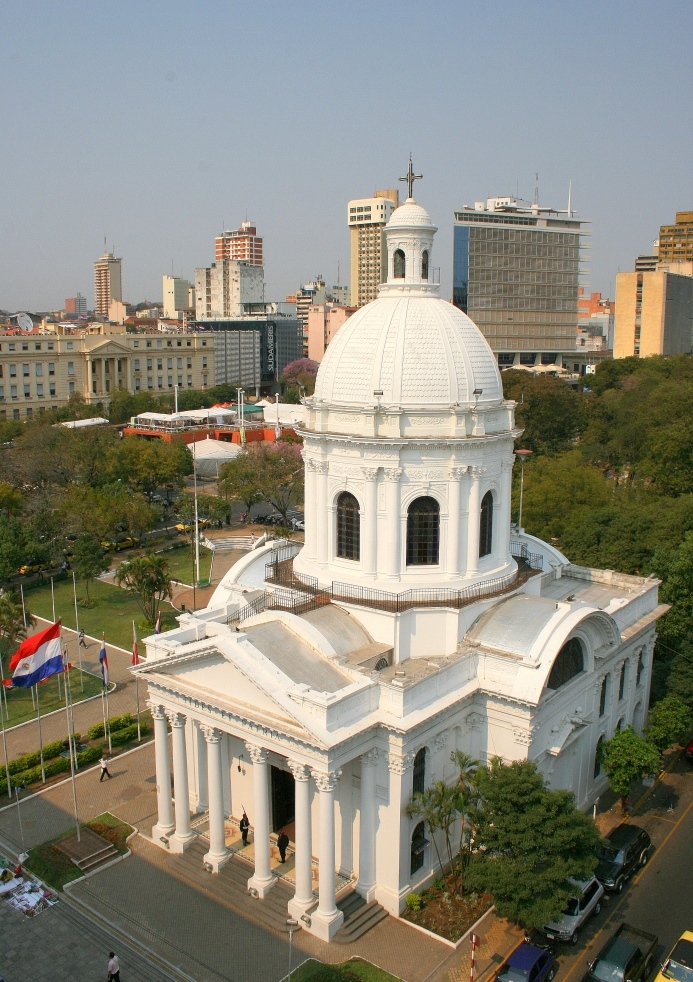
El Panteón Nacional de los Héroes, mausoleo donde reposan los restos del mariscal Francisco Solano López.

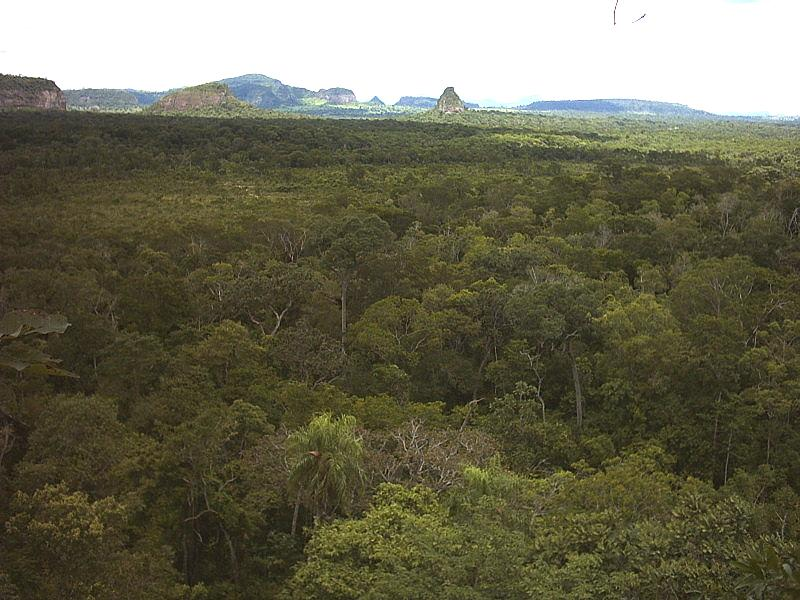
El escenario, el 1 de marzo de 1870, de la última batalla de la guerra: el combate de Cerro Corá.

El 8 de diciembre de 1868, López decretó el traslado de la capital paraguaya a Piribebuý.[cita requerida] Allí marcharon el vicepresidente Sánchez y la legación del ministro plenipotenciario de los Estados Unidos de América, el general Martin McMahon. A medida que se producían los sucesos de Ita Ybaté y la reorganización del ejército paraguayo en Azcurra, la madre y hermanas de López, su esposa Elisa Lynch y los hijos del Mariscal se establecieron temporalmente en Piribebuý.
A fines de julio de 1869, el príncipe Gastón de Orleans, Conde d'Eu y yerno del Emperador Pedro II, emprendió la campaña de Las Cordilleras atacando Ybytymí, entrando el 4 de agosto de 1869 a Sapucay, luego a Valenzuela, llegando el 10 de agosto a Piribebuý.
Se considera que el de Piribebuý fue uno de los pueblos que más padeció la guerra, ya que fue sometido a degüellos masivos y violaciones. Según las fuentes paraguayas, allí combatieron unos 20 000 aliados ―en su enorme mayoría brasileños― contra 1600 defensores y un centenar de mujeres, a las que se recuerda como "Las Heroínas de Piribebuý".
El pueblo fue cercado e intimada la rendición al teniente coronel Pedro Pablo Caballero, quien contestó textualmente: "Estoy aquí para pelear y si es necesario morir, pero no para rendirme."[cita requerida] Al amanecer del 12 de agosto, previo bombardeo, se inició el ataque. La batalla duró cinco horas, ya que las fuerzas aliadas fueron rechazadas en dos ocasiones. El general brasileño Juan Manuel Mena Barreto, que iba a la cabeza de las fuerzas aliadas para envalentonar a sus huestes, fue herido de muerte a orillas del arroyo Mboreví por una bala de fusil en la ingle, disparada por el cabo Gervasio León por orden del capitán Manuel Solalinde. Mena Barreto expiró a orillas del arroyo.
El brasileño conde D’Eu, dominado por la ira, ordenó que se pasara a todos los prisioneros a degüello, sucediéndose en Piribebuý los actos más avergonzantes de la guerra.
El hospital de Piribebuý fue incendiado con 600 heridos, médicos y enfermeras dentro, luego de que se cerraran todas las puertas y ventanas.
El pueblo fue sometido a degüellos masivos y violaciones, y el Archivo Nacional de la República fue sacado a la calle y con los documentos históricos se hicieron fogatas; los documentos que se salvaron fueron llevados a Río de Janeiro. Según la expresión de los testigos paraguayos, la sangre corría por las calles como agua de lluvia, cuando se degolló a 900 prisioneros.
Ante tales atrocidades, el de Piribebuý (o Peribebuý) fue el último combate con alguna participación argentina.
Días después, entre el 15 y 16 de agosto de 1869, se produjo la batalla de Acosta Ñu: el pueblo de Acosta Ñu fue sitiado por fuerzas brasileñas, a las que solo pudieron oponerse adolescentes y niños mal armados, casi exclusivamente con palos, hondas, lanzas y machetes. La batalla comenzó en el poblado y se extendió hasta los bosques que le rodean, que fueron incendiados por las tropas brasileñas muriendo así la mayor parte de los niños que se resistían. La iglesia y los edificios más importantes del pueblo fueron quemados, y también todos los documentos originales del establecimiento fundado el 8 de marzo de 1636.
Debido a la participación de los niños en esta batalla se conmemora en el Paraguay ese acto de heroísmo declarando al 16 de agosto como Día del Niño.

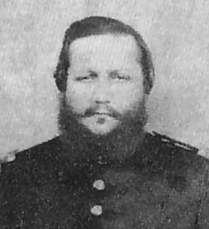
Última foto del mariscal Francisco Solano López, tomada semanas antes de su muerte.

El general Correia da Câmara desembarcó en Concepción e inició la marcha hacia la Cordillera de Amambay. En respuesta, López se trasladó a Curuguaty, a orillas del arroyo Tandey, pueblo que declaró como la cuarta capital del Paraguay; allí se instaló el vicepresidente Sánchez. Columnas secundarias del ejército paraguayo fueron derrotadas en dos combates en Itapytangua y Tacuaty. El 28 de octubre de 1869, Curuguaty fue asaltada, saqueada e incendiada por las tropas brasileñas.
El pueblo paraguayo inició una sacrificada campaña a través de la cordillera de Amambay, siguiendo a Francisco Solano López. Poco después tuvieron lugar otros tres combates, en Lomas-Rugua, Itanarami y Río Verde. López continuó su retirada al frente de unos mil hombres, gran parte de ellos heridos, extenuados y pésimamente armados, muchos de ellos solo con lanzas. Muchos de ellos, acuciados por el hambre, se desbandaron en el camino. El 8 de febrero de 1870, la columna llegó a Cerro Corá, sobre la costa del río Aquidabán, en el actual límite impuesto por Brasil al Paraguay. Negándose a abandonar su país, López se dispuso a esperar a Correia da Câmara.
Recién el 1 de marzo fue alcanzado por las tropas brasileñas: el Combate de Cerro Corá fue más una masacre que un combate, si se tiene en cuenta la enorme disparidad de tropas y recursos: 2600 brasileños bien armados contra 409 defensores.
López fue herido de un lanzazo en el bajo vientre y de un sablazo en la frente. Auxiliado, llegó a orillas de las nacientes del río Aquidabán, donde fue alcanzado por las tropas al mando de Correia da Câmara, quienes le intimaron a la rendición. El Mariscal López se batió sable en mano hasta el final. Negándose a entregar su espada, fue herido por otro soldado que lo ultimó de un tiro al corazón. Según cuenta la leyenda, el mariscal Francisco Solano López antes de morir, intentó tragarse la bandera paraguaya, para que los enemigos no se la llevasen como trofeo.

## Consecuencias

### Pérdidas territoriales del Paraguay

Fronteras del Paraguay después de la guerra.

Al finalizar la guerra, Brasil obtuvo todos los territorios que deseaba y Paraguay quedó transformado en un estado satélite del Brasil, hasta el punto de que el ministro plenipotenciario brasileño, José Maria da Silva Paranhos Júnior, era llamado casi oficialmente en Brasil «virrey del Paraguay» (o Vice-Rei do Paraguai). La ocupación brasileña perduró hasta 1876, cuatro años después del Tratado Cotegipe-Lóizaga, por el cual Brasil ocupaba nuevos territorios y obtenía «reparaciones» y diversas concesiones económicas.
Ante las imposiciones brasileñas al Paraguay, el estado argentino expresó su protesta a través del ministro de relaciones exteriores Mariano Varela, quien utilizó una frase que buscaba limitar las pretensiones del Brasil mediante la mesura argentina:

El Gobierno argentino ha sostenido hace muy poco tiempo ―en discusiones con el representante de su majestad el emperador del Brasil― que la victoria no da derecho a las naciones aliadas para declarar por sí límites suyos los que el tratado señala [el denunciado «Tratado secreto»].

Finalizada la guerra, los gobiernos de la Argentina y del Paraguay firmaron el 3 de febrero de 1876 un Tratado de Límites que reconoció definitivamente la propiedad paraguaya del área de Curupayty y Pedro González:

Art. 1.º. La República del Paraguay se divide por la parte del Este y Sur de la República Argentina, por la mitad de la corriente del canal principal del Río Paraná desde su confluencia con el Río Paraguay, hasta encontrar por su margen izquierda los límites del Imperio del Brasil, perteneciendo la Isla de Apipé á la República Argentina, y la Isla de Yaciretá á la del Paraguay, como se declaró en el Tratado de 1856.

- Wikisource contiene obras originales de o sobre Guerra de la Triple Alianza.

Si la paz no fue todavía más costosa para el Paraguay en cuanto a territorio, fue porque los aliados no impusieron la paz de forma conjunta, sino que por separado; esto dio la oportunidad al país derrotado a discutir derechos sobre los territorios en litigio. A los diplomáticos aliados les fue imposible imponer una paz conjunta por los intereses contrapuestos de sus gobiernos, debiendo ceder en varias de sus ambiciones para no terminar en el cierre de las relaciones diplomáticas con sus aliados.
En 1870, ante lo que parecía una anexión de Paraguay al Brasil, la Argentina reclamó todo el Chaco Boreal, desde el cruce del paralelo 22°S con el río Pilcomayo hasta la Bahía Negra del río Paraguay (casi en los 20°S). Aunque, poco tiempo después, las pretensiones argentinas sobre el Chaco Boreal se redujeron al territorio al sur del río Verde, territorio en la que se hallaba Villa Occidental (La antigua Nueva Burdeos, la actual Villa Hayes) ocupada por un hermano de Bartolomé Mitre, Emilio Mitre en 1869. También debió renunciar a ese territorio al serle desfavorable el laudo arbitral solicitado al presidente de los Estados Unidos, Rutherford Hayes, emitido el 12 de noviembre de 1878 (Laudo Hayes), por lo que la Argentina quedó fuera del Chaco Boreal al entregar Villa Occidental el 14 de mayo de 1879.
En cambio, la Argentina confirmó su posesión sobre un territorio también hasta entonces litigado, el ubicado entre los ríos Pilcomayo y Bermejo, o Chaco Central, territorio sobre el cual tanto la Argentina como el Paraguay habían hecho reclamaciones, aunque ningún estado había ejercido soberanía efectiva allí hasta después de 1870, excepto en lugares puntuales. Ese territorio había estado en el control de los guaycurúes, etnias sin estado, como las de los qoms, pilagáes, chulupíes y tapietés, casi todas ellas acérrimas enemigas de Paraguay.[cita requerida] Recién con las campañas del comandante argentino Luis Jorge Fontana, posteriores a la guerra de la Triple Alianza, el territorio fue controlado por la Argentina; actualmente corresponde a la parte oriental de la provincia de Formosa.[cita requerida]
Por el Este, según el «Tratado Argentino-Paraguayo» del 3 de febrero de 1876,
la República del Paraguay tendría que devolver a la Argentina la actual provincia de Misiones, territorio cuya jurisdicción había sido litigada desde los años inmediatamente posteriores a la Revolución de Mayo y la Independencia del Paraguay que, aprovechando la guerra civil en Argentina, el Estado paraguayo regido por el doctor Francia se había anexado en 1834 el gran departamento de Candelaria y en 1841, mediante el «Tratado Paraguayo-Correntino» reconocía dicha ocupación, aunque aquella terminara ocupando el de Concepción, o sea toda la actual provincia de Misiones.
En rigor, el control «efectivo» que Paraguay tuvo entre 1841 y 1865 sobre alguna parte de la Misiones mesopotámica se reducía a las adyacencias de la Trinchera de San José (actual ciudad de Posadas) y la ruta que desde la misma llevaba hasta el río Uruguay. La isla del Cerrito, en la confluencia de los ríos Paraná y Paraguay, permaneció ocupada por Brasil hasta el 8 de septiembre de 1876, fecha en que fue entregada a la República Argentina.
En cuanto a la República Oriental del Uruguay, el único beneficiario fue Venancio Flores con sus allegados del Partido Colorado uruguayo. No obstante, durante el tiempo que duró la guerra, la ciudad de Montevideo se vio muy beneficiada debido a que su puerto funcionó como centro de aprovisionamiento de las fuerzas aliadas, especialmente de las del Brasil. Por esos años, el comercio montevideano vivió un aumento inusitado, y también hubo una explosión de la actividad financiera. El final de la guerra inició una profunda crisis económica en el Uruguay.

### Desastre demográfico

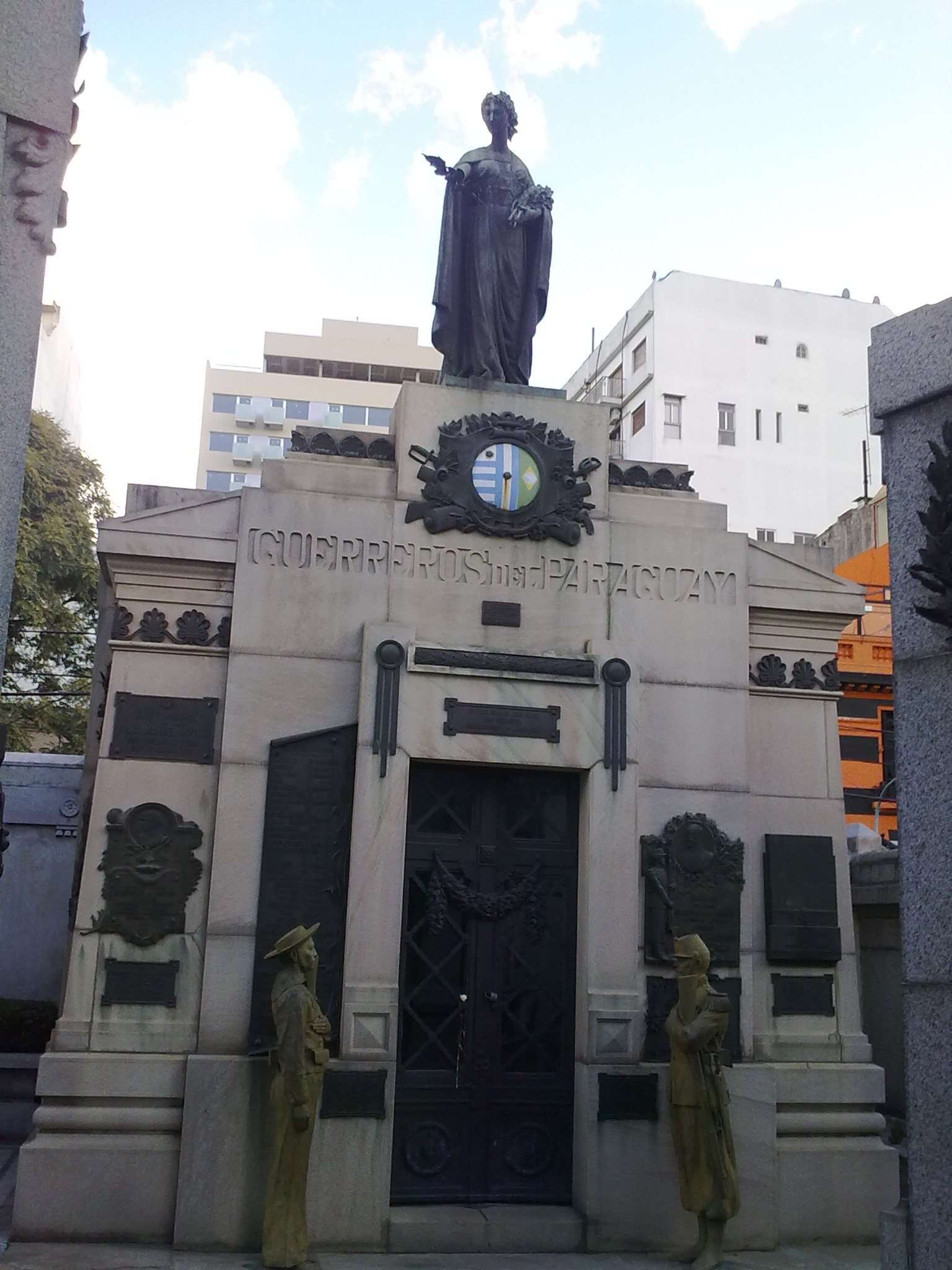
Panteón de los guerreros del Paraguay en el Cementerio de la Recoleta (Buenos Aires).

El resultado más terrible de esta guerra fue la masiva mortandad de la población paraguaya, en especial de varones. Las cifras de población paraguaya muerta por causas directas (acciones bélicas) e indirectas (hambre, estrés, epidemias como la del cólera) todavía son variables, pero todos los autores aceptan que la mortandad fue enorme.
Existen, no obstante, profundas diferencias en la medición de la pérdida de población en el Paraguay. Estas se basan en las diferencias sobre la población que tenía el Paraguay antes de la guerra. En efecto, una de las bases posibles para este cálculo es un libro de Benigno Martínez, que afirmaba que se había realizado un censo en 1857, del que había resultado una población de 1 337 439 personas.
Aparentemente, la afirmación original sobre este censo proviene de un libro de Alfredo Marbais du Graty. El mismo Du Graty habría publicado en 1857 un texto de propaganda a favor de las inversiones públicas en el Paraguay, afirmando que ese país tenía en ese año una población de 800 000 habitantes. Y antes incluso, en 1852, el mismo Du Graty había publicado su opinión de que el Paraguay tenía aproximadamente 300 000 habitantes.
Sin embargo, la cifra de Martínez de 1857 fue aceptada en la historiografía tradicional paraguaya y en varios historiadores extranjeros de inicios del siglo XX.
La diferencia entre estas estimaciones en cuanto a la población original forma la base de la mayor parte de las discusiones sobre la pérdida poblacional del Paraguay.
Los demás historiadores prefieren dejar de lado este censo ―que consideran nunca se realizó― y basarse en el otro censo conocido, el de 1846, que contó 238 862 habitantes, aunque grandes partes del territorio no fueron incluidas en el censo; de lo que se desprendería que, basándose en una tasa de crecimiento normal de aquella época, en 1864 la población paraguaya habría sido de 420 000 a 450 000 personas.
Tras la guerra se realizó un censo (1870-1871) en que se contabilizaron 116 351 habitantes, aunque hubo varios de los territorios más aislados que no se incluyeron en él, y en muchos casos a los niños, algo común en esa época. Por ello se estima población entre 150 000 y 160 000 habitantes, de los que 28 000 habrían sido hombres adultos.
Así, diversas fuentes afirman que la pérdida de la población paraguaya habría sido de 937 500,
1 100 000, 1 200 000 o de 1 304 000 muertos, lo que resulta en una mortalidad total de más del 60 %, y una mortalidad masculina de quizás un 90 %. Ese número es también el que utilizó la edición de la Enciclopedia Británica de 1911, que estimaba que la población paraguaya se redujo de 1 337 439 habitantes a 221 079 sobrevivientes, apenas un 17 % de supervivencia.
Una opinión parecida es la ofrecida por Boris T. Urlanis, que afirma que la población paraguaya era de un millón de personas, y murieron un total de 300 000, en su mayoría combatientes.
Por el contrario, las fuentes que se basan en el censo de 1846 afirman que la mortalidad total de la población sería de alrededor de 440 000, tal como se desprende, por ejemplo, de un estudio de la historiadora estadounidense Bárbara Ganson de Rivas. La historiografía clásica ―o académica― argentina reconoce una reducción de la población de 500 000 a 116 000 sobrevivientes.
Este segundo punto de vista es el que utilizó la Enciclopedia Británica en 1992, en que redujo las cifras a una población inicial de 528 000 habitantes, que se habrían reducido a 221 000 (42 % de supervivencia).
Otros autores siguen este segundo punto de vista, como Eckhardt, que estima las muertes en 300 000 civiles y 310 000 soldados muertos; Scheina, que calcula las bajas en 300 000 paraguayos y 180 000 aliados, de los cuales 100 000 soldados brasileños, 20 000 argentinos y 1400 uruguayos; Clodfelter, que estima 190 000 muertos aliados ―30 000 uruguayos y argentinos― y 200 000 paraguayos. También afirma cifras semejantes Kleinpenning, que estima 221 000 sobrevivientes, aceptando un porcentaje de muertos superior al 50 %. Según los estudios de Thomas Whigham, de las Universidades de Stanfod y Georgia (Estados Unidos), y Barbara Potthast, de la Universidad de Colonia (Alemania), basándose en el primer censo de posguerra, la cifra de muertos fue de 300 000 personas, es decir, de un 50 a 70 % de los paraguayos. Fuentes modernas hablan de un 50 % de muertos paraguayos, es decir, unos 250 000 fallecidos.
Tan solo en 1867, los paraguayos tuvieron 60 000 muertos, viéndose obligados a movilizar un número similar de hombres, niños, ancianos y esclavos, y además a forzar a las mujeres a servir como auxiliares en la retaguardia.
Pero el desastre demográfico del Paraguay se vio sensiblemente agravado por el virtual aniquilamiento de la población masculina en edad de reproducción: un gran porcentaje de los varones de entre 15 y 60 años de edad murieron directa o indirectamente a causa de la guerra. Algunas fuentes estimaron que durante los años de posguerra quedó conformada una población compuesta aproximadamente por un 90 % de mujeres y tan solo una décima parte de varones, los cuales en su gran mayoría eran niños, preadolescentes, y ancianos sexagenarios y octogenarios, que no fueron convocados al conflicto bélico, o fueron eximidos de participar por ancianidad o discapacidad.
Sin embargo, según datos de la Enciclopedia británica de 1911, la población paraguaya era de 86 079 niños de ambos sexos, 106 254 mujeres adultas y ancianas y 28 746 hombres adultos y ancianos.
Un censo de 1886 determinó que había tres mujeres mayores de treinta años por cada hombre, lo que desmiente las estimaciones de algunos historiadores paraguayos que señalan una diferencia de 10 féminas por cada varón adulto.
Considerando la altísima mortandad de la población masculina, Whigham considera que gran parte de esta murió en combate, mientras que muchos de los civiles de hambre y enfermedades. Al quedar sin hombres, bueyes o reservas de alimentos, la capacidad de los sobrevivientes de producir alimentos disminuyó sensiblemente, dejándolos débiles ante el embate de las enfermedades. También varios de los refugiados terminaron por huir al Mato Grosso.
Otra fuente de pérdida de población para el Paraguay fue el destino de la mayor parte de los sobrevivientes del ejército paraguayo que caían en manos brasileñas ―en su mayoría niños y adolescentes― que diversos autores creen que fueron vendidos como esclavos a los cafetales paulistas.
Se debe también tener en cuenta que López fue despiadado con la oficialidad que intentó negociar o rendirse ante el enemigo, incluso cuando la guerra estaba perdida, llegando a ejecutar hasta 500 oficiales de diversos rangos y miles de soldados y extranjeros.
Por último, una gran proporción de las tropas paraguayas murieron en los cuarteles y fortalezas, o en marcha, debido a su extrema debilidad, causada por la mala alimentación que se les ofrecía. En particular, los paraguayos, acostumbrados a una alimentación basada en productos vegetales como el maíz y la mandioca, se vieron obligados a alimentarse de carne o pescado, que les causó diversas complicaciones gástricas; en cualquier caso, la alimentación de los soldados paraguayos nunca fue abundante.
Es importante para estimar la población del Paraguay previa a la guerra el entender que el crecimiento demográfico producido desde el censo de 1846 se vio afectado por una epidemia en viruela en 1848.
Basándose en los datos extraídos de registros censales de 1792, 1814, 1817 y 1825 sobre dicho crecimiento, Portthast calcula en más de 400 000 paraguayos en 1864, probablemente entre 420 000 y 450 000, aunque hay quienes los elevan a medio millón.
Según el viajero Richard Burton, quien visitó los campos paraguayos entre septiembre de 1868 y mayo de 1869, conjeturaba que originalmente la población paraguaya debía ser de 450 000 personas, incluyendo 110 000 varones entre quince y cincuenta y cinco años o elevable a 150 000 si se amplía el margen de edad de doce a sesenta años.
Durante la guerra los matrimonios disminuyeron considerablemente, llegando a desaparecer en las etapas finales del conflicto. En opinión de Burton, tras la guerra quedaban en Paraguay menos de 200 000 mujeres y niños, con muy pocos hombres porque la mayoría habían sido muertos o deportados, de hecho, esto coincide con la opinión de que dos terceras partes de la población eran féminas y 60 % de los varones tenía menos de quince años. Comparando con el censo de 1870-1871, Portthast da la misma cifra de supervivientes, es decir, un 60 % de mortandad total como mínimo, pero posiblemente llegara a los dos tercios.
La misma cifra que da Enrique Amayo, quien también señala que 330 000 vidas paraguayas se perdieron; salvándose apenas 30 000 varones adultos, es decir, un 75 % de mortandad en ese segmento,
aunque hay quienes lo elevan al 90 %. Los porcentajes más altos hablan de una mortandad total de un 80 % para toda la población, quedando un hombre por cada 28 mujeres.
Finalmente la población paraguaya logró recuperarse gracias al concubinato y a una poliginia de facto, que se hizo muy frecuente en la sociedad. Debido a la obvia escasez de hombres, la escasa inmigración y el alto costo en vidas que tuvieron los constantes golpes de estado y enfrentamientos de los años de posguerra, este comportamiento permitió la lenta recuperación de la población.
El censo de 1886 contó 239 774 paraguayos (la corrección propia de los censos de aquellos tiempos eleva la cifra a 263 751), unos 100 262 varones y 139 512 féminas de todas las edades. Sin embargo, recién a inicios del siglo XX la población logró recuperar sus niveles de pre-guerra: el registro censal de 1914 indicó 635 571 habitantes.
Varios autores aceptan la cifra de 100 000 muertos brasileños, e incluso 150 000.
Por el lado argentino el cálculo más bajo es de 10 000 muertos.
Entre dichas versiones, las bajas paraguayas alcanzan los 200 000 o 304 000.
Las consecuencias de mortandad indirecta debidas a esta guerra afectaron también a la población civil de gran parte de la Argentina y el Uruguay: solo en la ciudad de Buenos Aires fallecieron más de 3000 personas por la epidemia de cólera originada en el Paraguay durante el conflicto en 1867,
seguida por un segundo brote al año siguiente, que se llevó consigo 5000 vidas, forzando a la construcción de un sistema de alcantarillas en 1869.
Las mismas epidemias mataron o forzaron a emigrar a 20 000 de los 30 000 habitantes de Córdoba.
Podrían sumar otras 5000 bajas producto de las Revolución de los Colorados y una cifra similar de hombres que huyeron al extranjero para evitar el reclutamiento o por apoyar a los rebeldes.
Asimismo, en la región riograndense se considera que fallecieron unos 1000 civiles, en su mayoría debido a la misma epidemia.
También destaca el caso de los afroargentinos, que según todos los historiadores de ese país sufrieron un gran número de bajas, ya que eran reclutados de manera desproporcionada, muchos de manera forzosa, e incluso enviados al frente engrillados, lo que según la historiografía clásica llevó a su desaparición. Posturas más críticas acusan que el reclutamiento y masacre de ese grupo fue de manera intencional, ya que era parte del proceso de blanqueamiento de la Argentina.
El ejército brasileño también era formado en su mayoría por negros y mulatos ―principalmente libertos― con una oficialidad blanca, también unos 20 000 esclavos brasileños combatieron en la guerra.
El historiador argentino Felipe Pigna estima que murieron 50 000 de sus nacionales en el curso de la guerra,
―unos 18 000 militares― y hasta 168 000 o 200 000 brasileños y 5000 a 10 000 uruguayos, la mayoría de ellos por las epidemias que afectaron la región en esa época.
Actualmente algunos historiadores paraguayos, haciendo un replanteamiento histórico a las versiones que consideran "de cuño anglosajón", vuelven a calcular a la población del Paraguay antes del estallido de la Guerra de la Triple Alianza en torno a 1 200 000 habitantes. Alegan que los "censos de la posguerra" son incompletos, poco confiables y que investigaciones anteriores no han tenido en cuenta la terrible mortandad así como la desaparición, desplazamiento forzado y secuestro de miles de paraguayos durante la llamada "Ocupación Aliada de 1869-1878".

### Consecuencias económicas
Más allá de las razones políticas que incitaron a Mitre a participar en la guerra, el general estaba convencido de que tenía la obligación moral de introducir en el Paraguay las instituciones económicas liberales. En un discurso de 1869 afirmó que 

Cuando nuestros guerreros vuelvan de su larga y gloriosa campaña… podrá el comercio ver inscritas en sus banderas los grandes principios que los apóstoles del libre cambio han proclamado para mayor gloria y felicidad de los hombres.
Arengas de Mitre, 1869.

Al año del fin del conflicto, el Gobierno paraguayo se vio obligado a contraer su primer empréstito de los bancos británicos, endeudándose en 1,44 millones de £ (libras esterlinas), de las cuales llegaron al país solo 200 000. El monto inicial fue disminuido posteriormente a alrededor de £ 1 000 000, a cambio de la entrega a los bancos de 3000 km² de tierra fiscal. Los países vencedores impusieron al Paraguay una abultada indemnización de guerra. No obstante, la miseria reinante en el Paraguay hizo imposible el pago de esta deuda, que, se fue posponiendo a través de diferentes gobiernos de posguerra y no se llegó a efectuar en su totalidad.[cita requerida] Sin embargo, el préstamo de posguerra de 200 000 £ (libras esterlinas) recibido del Reino Unido se saldó con sucesivas refinanciaciones, llevando la suma a 3,22 millones de libras esterlinas.[cita requerida]
El esfuerzo bélico fue muy costoso económicamente también para el Brasil: el Imperio quedó muy endeudado con los británicos, y seguiría perdiendo dinero aún después de la guerra, debido a los gastos ocasionados por la ocupación del Paraguay. El costo total de la guerra ascendió a once veces el presupuesto anual del gobierno. Sin embargo, el conflicto estimuló la producción nacional y el crecimiento económico, y la economía se mantuvo tan próspera que el gobierno pudo reembolsar la deuda de la guerra en diez años solamente.
El ferrocarril nacional y las nacientes industrias fueron destruidos, o intervenidos por compañías británicas. El propio brasileño Conde D'Eu supervisó la destrucción pieza por pieza de la fundición de Ibicuy, que fue posteriormente incendiada e inundada. La producción agrícola fue puesta bajo su control a través de empresarios brasileños y fuerzas militares brasileñas, financiadas por estos y por los inversionistas británicos. Esta guerra condicionó el desarrollo ulterior de Paraguay.[cita requerida]
Para el gobierno argentino, aunque no pudo anexar todos los territorios que deseaba, la guerra fue beneficiosa en dos sentidos: en primer lugar, fortaleció la posición política del partido del presidente Mitre; por otro lado, la guerra cohesionó al Ejército Argentino, que dejó de ser un conglomerado de milicias provinciales y fuerzas de ocupación porteñas en el interior, para iniciar el camino de su profesionalización y despolitización.
El puerto de Buenos Aires confirmó su posición como centro económico, cultural y político del país. No obstante, al igual que ocurrió con su aliado, la economía argentina fue muy afectada y no pudo recuperarse hasta fines de la década siguiente, impulsada por la masiva inmigración europea que la convertiría en una potencia regional.
La deuda externa de Brasil creció hasta los 56 millones de libras esterlinas, la de Argentina hasta 9 millones y la uruguaya hasta 0,248 millones.

## Postura de Sudamérica frente al conflicto
En Sudamérica, el repudio a la Triple Alianza de Argentina, Brasil y Uruguay fue prácticamente unánime; sin embargo, salvo algunos infructuosos intentos de mediación por la paz, el Paraguay solamente recibió apoyo de tipo «moral» de los demás países hispanoamericanos. 

### República de Colombia

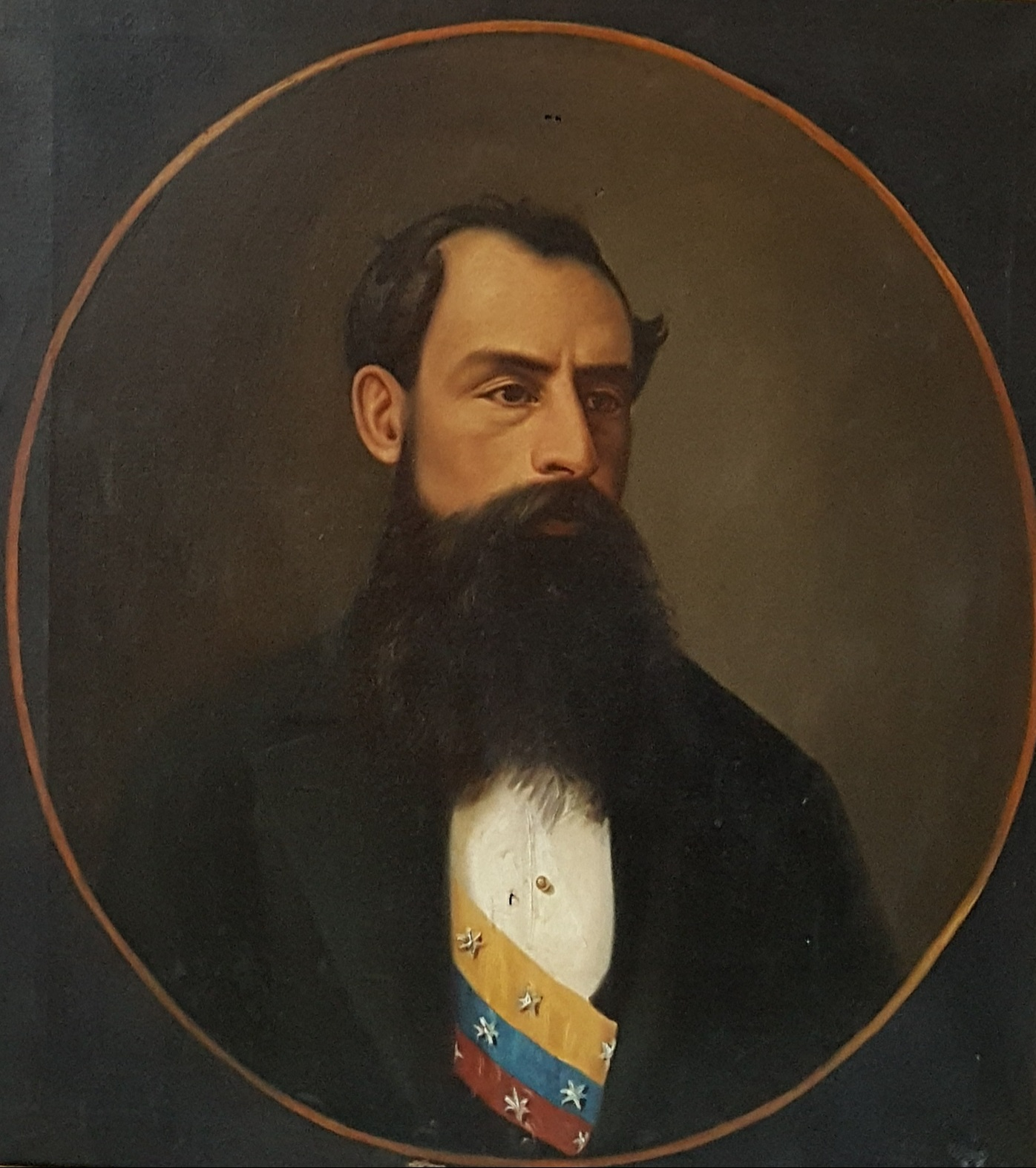
Eustorgio Salgar, presidente de los Estados Unidos de Colombia, ofreció formalmente a los paraguayos que, si por efectos de la guerra Paraguay desapareciese, ellos tendrían en Colombia el estatus de colombianos.

En Paraguay se recuerdan con especial consideración las intervenciones que, en favor de su causa, realizaron los gobernantes de Colombia a través de una nota de protesta colombiana enviada al Imperio del Brasil, Uruguay y Argentina.
Las administraciones de los presidentes Santos Acosta y Santos Gutiérrez entre 1867 y 1870, siguieron la política del derrocado presidente Tomás Cipriano de Mosquera, al protestar contra la invasión de Paraguay. El canciller Carlos Marín censuró el tratado secreto, declarando que su país no permitiría que se hiciese del Paraguay una colonia.
El Congreso de 1870 durante el gobierno de Eustorgio Salgar se hizo solidario con el Ejecutivo, y el 27 de junio aprobó la Ley 78/1870, en la cual expresó su simpatía y admiración por el pueblo paraguayo. Se transcriben a continuación los artículos 1.º y 2.º de esa ley:

El Congreso de Colombia admira la resistencia patriótica y heroica opuesta por el pueblo de Paraguay a los aliados que combinaron sus fuerzas y recursos poderosos para avasallar a esa república, débil por el número de sus ciudadanos y por la extensión de sus elementos materiales, pero tan respetable por el vigor de su sentimiento y acción, que todo lo que hay de noble en el mundo contempla su grandeza, lamenta su desgracia y le ofrenda vivas simpatías.
Artículo primero

El Congreso de Colombia participa del dolor de los paraguayos amigos de su patria por la muerte del mariscal Francisco Solano López, cuyo valor y perseverancia indomables, puestos al servicio de la independencia del Paraguay, le han dado lugar distinguido entre los héroes, y hacen su memoria digna de ser recomendada a las generaciones futuras.
Artículo segundo

Al final de la guerra, Colombia propuso como gesto solidario la doble nacionalidad a los ciudadanos paraguayos, para evitar su condición de apátridas en un eventual escenario donde desapareciera el país, un documento que nunca fue ratificado por el Senado paraguayo. Finalmente, cuando la comunidad internacional americana realizó una cumbre en que se discutió el futuro del Paraguay, fue Colombia, a través de su canciller, quien presentó un decreto para respetar y mantener la soberanía paraguaya, moción secundada por todos los presentes.

### Repúblicas del Pacífico

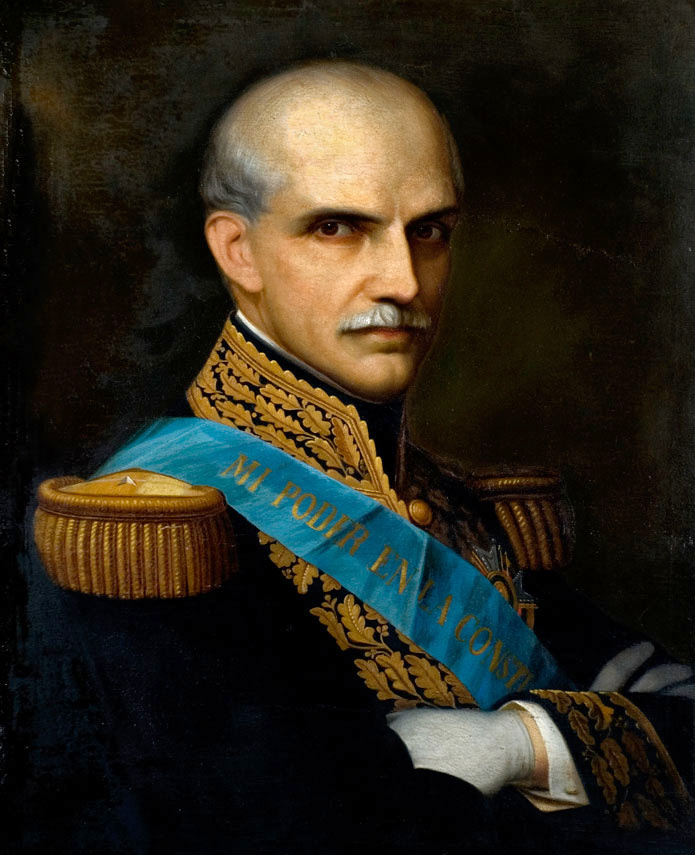
El Presidente de la República del Ecuador, Gabriel García Moreno, protestó contra la Triple Alianza y se pronunció a favor del Paraguay.

Perú, Chile, Bolivia y Ecuador, que entonces estaban coaligadas por causa de la Guerra de España en el Pacífico, también protestaron contra la acción de la Triple Alianza y ofrecieron sus oficios diplomáticos en favor de la paz. Notable fue el caso del Gobierno de Perú, que a través de su canciller Toribio Pacheco y Rivero, el 9 de julio de 1866 presentó una fuerte nota diplomática de repudio contra la Triple Alianza, bregando en favor de la causa paraguaya.
También el embajador de Chile ante la República Argentina, José Victorino Lastarria, secundado por el político y diplomático ecuatoriano Gabriel García Moreno, presentaron en septiembre de 1866 una tentativa de mediación ante el gobierno del general Bartolomé Mitre en Buenos Aires, con el deseo de terminar con la guerra.
Ante la respuesta negativa del gobierno argentino, el 16 de septiembre de 1866, Don Gabriel García Moreno, que fue Presidente de la República del Ecuador en tres períodos, expresó su repudio a la «Triple Alianza» con las siguientes palabras:

«Dios protegerá a los valientes paraguayos que tan heroicamente defienden el suelo de su patria, y tal vez no está lejos el día en que los que se conjuraron para arruinar aquel país, reciban un escarmiento digno de su ambición y perfidia».
- Gabriel García Moreno

También Bolivia mostró sus simpatías hacia el Paraguay, pues entonces estaba gobernada por el presidente Mariano Melgarejo, que tenía diferendos territoriales con el Imperio del Brasil. Se llegó a decir que el general Melgarejo presuntamente ofreció enviar 12 mil soldados al Paraguay para apoyar al mariscal López, pero esto nunca pasó de ser un rumor.
Cuando se enteró de la muerte en batalla del mariscal López, en medio de una reunión ante el cuerpo diplomático, en donde se encontraban representantes de Argentina y Brasil, el general Melgarejo hizo un famoso brindis:

«Debemos admirar y rendir homenaje al valor y al patriotismo, donde quiera que le encontremos. Los valientes guerreros, los héroes, tienen por patria al mundo todo. No me vengan con nacionalidades cuando se trata de un gran valor o de un gran talento. El general Francisco Solano López no pertenece ya al Paraguay; es una gloria de América y de la Humanidad. Bebo, pues, esta copa a la memoria de ese héroe y del gran pueblo paraguayo, a quien han podido vencer pero nunca rendir los macacos y los porteños. Y a ustedes, mis amigos [refiriéndose a los diplomáticos argentinos y brasileños] les dispenso; no les exijo acompañarme en esta copa pues no sería correcto que los verdugos bebiesen en honor a las víctimas».
- Mariano Melgarejo

## Devolución de los trofeos de guerra

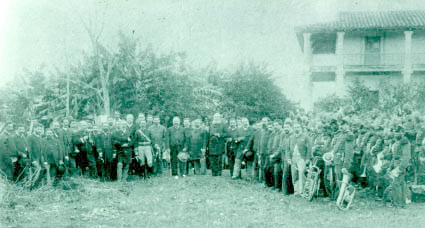
Devolución de los trofeos de guerra tomados por el Uruguay a la República del Paraguay, realizada en mayo de 1885.

En 1885, durante la presidencia de Bernardino Caballero, la República Oriental del Uruguay, siendo presidente el general Máximo Santos, realizó la devolución de los trofeos de guerra al Paraguay y la condonación de su deuda de guerra. La delegación fue presidida por el ministro de Guerra, general Máximo Tajes, y acompañada por la Banda de Músicos y una Sección del Batallón 5.º de Cazadores. Por este gesto, la plaza San Francisco de la ciudad de Asunción cambió su nombre por el de Plaza Uruguaya.
El 16 de agosto de 1954, el presidente argentino  Juan Domingo Perón, entregó en Asunción al presidente paraguayo Alfredo Stroessner los trofeos de guerra que las fuerzas argentinas habían conquistado a las paraguayas. Los trofeos devueltos fueron trasladados en los rastreadores de la Armada Argentina: ARA King y ARA Murature.

Vengo como un hombre que viene a rendir homenaje al Paraguay en el nombre de su querido mariscal Francisco Solano López y hago llegar el abrazo del pueblo argentino a esta Patria tan respetable y tan querida. En nombre de esa amistad y de esa devolución del pueblo argentino, pongo en manos del mandatario de este pueblo, como las reliquias, el testimonio de nuestra hermandad inquebrantable.
Juan Domingo Perón

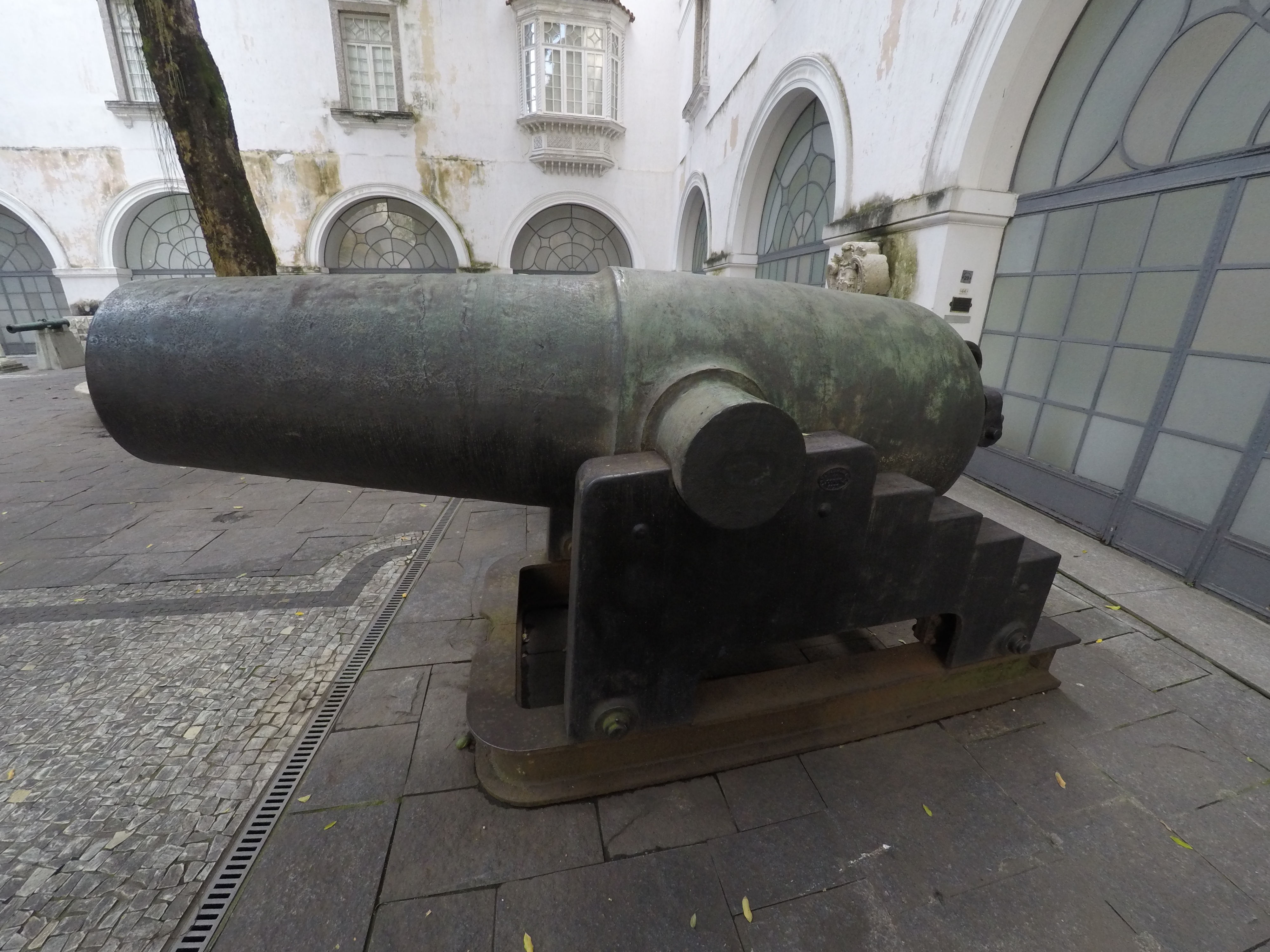
El Cristiano en el Museo Histórico Nacional (Brasil)

En cuanto al mobiliario del palacio de Francisco Solano López, este no era estrictamente un trofeo de guerra ya que se trataban de muebles comprados en Alemania por López para uso personal y que fueron incautados por el Estado Argentino al arribar al puerto de Buenos Aires apenas se supo la declaración de guerra. Pasaron como bien privado a manos de privadas hasta que tales muebles fueron coleccionados como antigüedades por el Museo Histórico de Entre Ríos; ese mobiliario de lujo recién fue descubierto en Argentina en el 2011 y se consideró un oprobio que fueran retenidos, decidiéndose la entrega de los mismos al estado paraguayo. En la primera semana de julio de 2014 fueron devueltos por el Estado Argentino ―y el estado provincial entrerriano― al Estado Paraguayo, devolución que se hizo oficial el martes 12 de agosto del mismo año.
En cuanto a los gastos de guerra que el Paraguay debía pagar como indemnización a los aliados de acuerdo al artículo 14 del tratado del 1 de mayo de 1865, la República Argentina liberó al Paraguay de la continuidad de los pagos el 12 de agosto de 1942 por voto unánime del Congreso Nacional, durante la presidencia de Ramón Castillo.
Por su parte, Brasil lo hizo el 4 de mayo de 1943, durante la presidencia de Getulio Vargas.
Brasil no ha devuelto los trofeos de guerra que obtuvo en Paraguay, como el célebre gran cañón defensivo de bronce llamado El Cristiano, por haber sido forjado con el bronce de varias de las campanas de las iglesias católicas paraguayas, y que fue capturado por los brasileños tras ocupar la fortaleza de Humaitá; ni lo que queda de los archivos militares, entre otros objetos. Aunque Brasil hizo divulgar la noticia de la devolución en el 2010 ―por ejemplo a través de la Agencia Reuters― lo concreto es que tal reparación aun está en falta. En cuanto al enorme cañón de 12 toneladas El Cristiano ―apodado por los brasileños como O Cristão― aún se encuentra en exposición en el Museo Histórico Nacional en Brasil.

## Polémica actual
En 2007, cuando Cristina Fernández era primera dama argentina, elogió en un discurso público a Francisco Solano López, y calificó a la Triple Alianza como una triple traición a los intereses de Latinoamérica frente a los imperialismos. A ello se sumó el 14 de septiembre de 2007 la imposición del nombre Mariscal Francisco Solano López a una unidad militar del Ejército Argentino, el Grupo de Artillería Blindado 2, con asiento en Rosario del Tala (provincia de Entre Ríos).
Frente a esto, el diario La Nación respondió con un editorial, firmado por su director, tataranieto del general Bartolomé Mitre, fundador del mismo diario, en que comparaba a Solano López con Adolf Hitler. Este editorial provocó una respuesta enérgica en la intelectualidad paraguaya y también en los intelectuales de izquierda en general.
Al respecto, la presidenta Cristina Fernández expresó:

Algún medio de comunicación, fundado tal vez por uno de los que encabezó aquella triple traición, me criticó duramente. No importa, la verdad histórica no puede taparse con editoriales. Está escrita, desgraciadamente a sangre y fuego en el corazón del pueblo paraguayo.

## Impacto en la literatura y en el cine

### Literatura
El tesoro del presidente del Paraguay (1894) es una novela de Emilio Salgari. Narra las aventuras de dos marineros ficticios de la Armada Paraguaya durante la guerra. La novela muestra una visión favorable de Paraguay y de Francisco Solano López.
La guerra de la Triple Alianza también está representada en la trilogía del escritor argentino Manuel Gálvez compuesta por Los caminos de la muerte, Humaitá y Jornadas de agonía.
En su libro Una excursión a los indios ranqueles, originalmente publicado por tiradas en el diario La Tribuna, Lucio V. Mansilla rememora varios pasajes de la contienda, que lo tuvo como coronel del Batallón 12 de infantería de línea.

### Cine
El cine paraguayo ha abordado la Guerra de la Triple Alianza en producciones como Cerro Corá (1978), de Guillermo Vera Díaz; Acosta Ñu (2008), del pilarense Ramón Ramoa Salcedo; Felipe Canasto (2010), de Darío Cardona; así como el largometraje inédito Kamiseta Pyta'i (2012), de Hérib Godoy, y del mismo director, Latas vacías (2014), que recrea el mito popular de plata yvyguy, sobre tesoros enterrados durante la guerra.
Por el lado argentino, algunos filmes se han enfocado en el conflicto bélico. Entre los que podemos mencionar a La sangre y la semilla (1959), Su mejor alumno (1944) siendo un biopic sobre la vida del prócer argentino,Domingo Faustino Sarmiento, mostrando la película su postura en la guerra y la muerte de su hijo en la batalla de Curupaytí. Otra cinta notoria a pesar de la escasa cinematografía a la guerra es Argentino hasta la muerte (1971) que transcurre desde las diversas posturas de un grupo de amigos de Buenos Aires que participan en el frente de batalla, siendo esta película asesorada por el historiador Félix Luna brindando un punto de vista neutral al enfrentamiento.
También existen documentales importantes como Cándido López-Los campos de batalla (2005), de José Luis García, una coproducción de Argentina y Paraguay; y Eliza Lynch: Queen of Paraguay (2013), de Alan Glisenan, de Irlanda.